# Vie de saint Bruno
La Vie de saint Bruno est un cycle de vingt-deux tableaux représentant la vie de Bruno de Cologne, fondateur de l'ordre des Chartreux, réalisés par Eustache Le Sueur entre 1645 et 1648 pour le petit cloître de la chartreuse de Paris. La plupart de ces tableaux sont aujourd'hui exposés dans une salle du musée du Louvre.

## La création du cycle

### Les représentations de Bruno le Chartreux dans l'art
Les représentations de Bruno le Chartreux sont moins fréquentes que les représentations des moines chartreux eux-mêmes au Moyen-Âge. Les chartreuses de Champmol et de Pavie, qui présentent une grande importance sur le plan de l'histoire de l'art, ne contiennent pas son effigie. En effet, le fondateur de l'ordre reste presque ignoré jusqu'à la redécouverte en 1502 d'une urne contenant ses restes. Par la suite, il est béatifié en 1514, son histoire est publiée à Bâle en 1515 et ses œuvres à Paris en 1524, permettant le développement de sa dévotion.
Plusieurs cycles représentant sa vie sont alors peints pour décorer les couvents de Chartreux. L'un des premiers est celui de Bernardino Poccetti, mais c'est celui de Giovanni Lanfranco, diffusé par des gravures dues à l'Allemand Theodor (ou Dietrich) Krüger, qui influence le plus les autres artistes. Un élève de Lanfranco, François Perrier, peint en 1630 l'histoire de Bruno à la chartreuse de Lyon et Simon Vouet, maître de Le Sueur, est lui-même un élève de Lanfranco, de sorte qu'il est vraisemblable que Le Sueur ait eu accès aux gravures de Krüger.
S'agissant des peintres espagnols, le père chartreux Luis Pascual Gaudí (es) peint six tableaux pour la Grande Chartreuse de Grenoble avant 1610, mais ils semblent avoir brûlé dans un incendie en 1676. Un autre Chartreux, le frère Juan Sánchez Cotán, surtout connu comme peintre de natures mortes, joue un rôle important dans l'iconographie de Bruno. Puis Vincenzo Carducci réalise de nombreux tableaux monumentaux relatifs à la vie de Bruno entre 1626 et 1632 pour la chartreuse de Paular,.
Par ailleurs, Francisco Ribalta peint en 1627-1628 une série de peintures destinées à la Chartreuse de Porta Coeli. Zurbarán peint aussi certains épisodes de la vie de Bruno à la même époque ainsi que, en Italie, Daniele Crespi à la Chartreuse de Pavie avant 1630, Massimo Stanzione à la Chartreuse San Martino de Naples entre 1631 et 1637 et Le Guerchin.
Bruno est généralement représenté avec l'habit blanc des Chartreux. Parfois il est accompagné d'un halo d'étoiles, ou d'une étoile unique sur sa poitrine, faisant allusion au rêve par lequel l'arrivée de Bruno est annoncée à Hugues, évêque de Grenoble, ou bien une mitre est posée sur le sol en allusion à son refus de devenir archevêque. Il peut aussi méditer devant une tête de mort ou être représenté avec un crucifix arborescent rappelant la forêt entourant la Grande Chartreuse, voire avec un rameau d'olivier,.
Les scènes de sa vie les plus souvent représentées sont le prodige de la mort de Raymond Diocrès, la prière de saint Bruno dans le désert de la Chartreuse, son refus d'être nommé archevêque et sa mort.

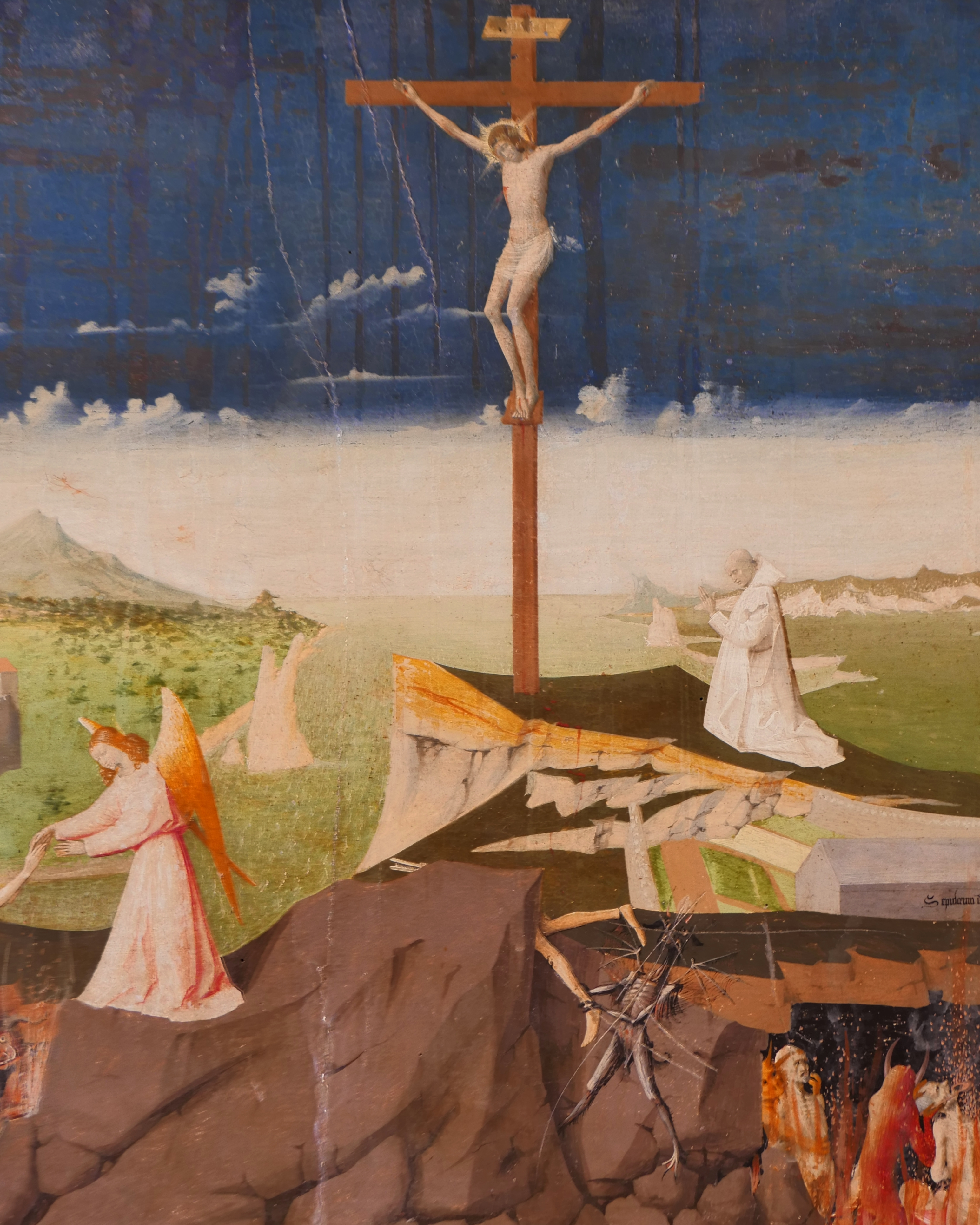
Un Chartreux priant au pied de la Croix, détail du Couronnement de la Vierge d'Enguerrand Quarton (1453-1454)
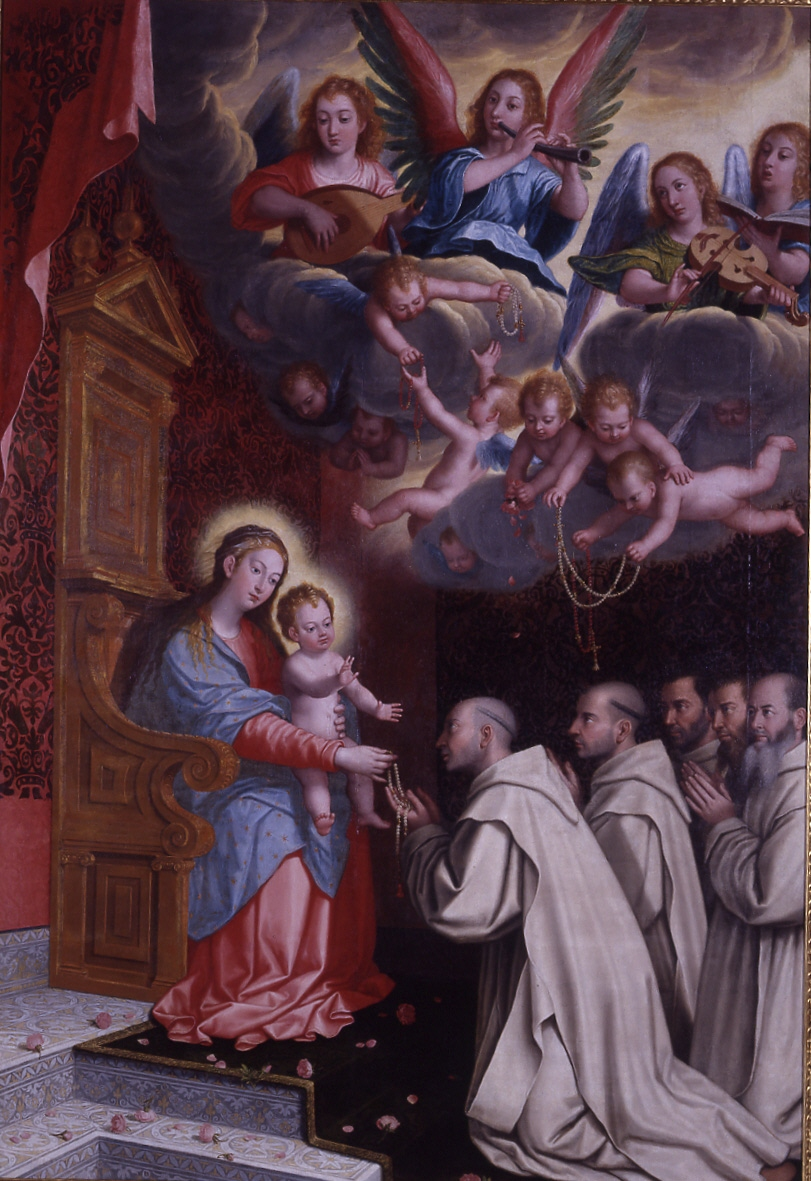
Apparition de la Vierge à saint Bruno, par Juan Sánchez Cotán
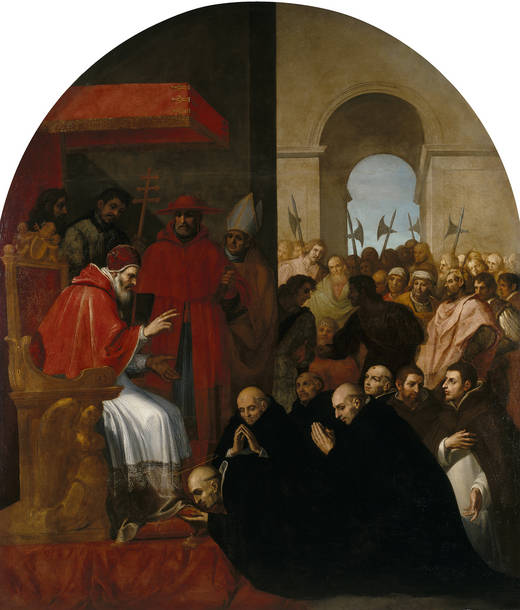
Saint Bruno et ses compagnons devant Urbain II, par Vincenzo Carducci
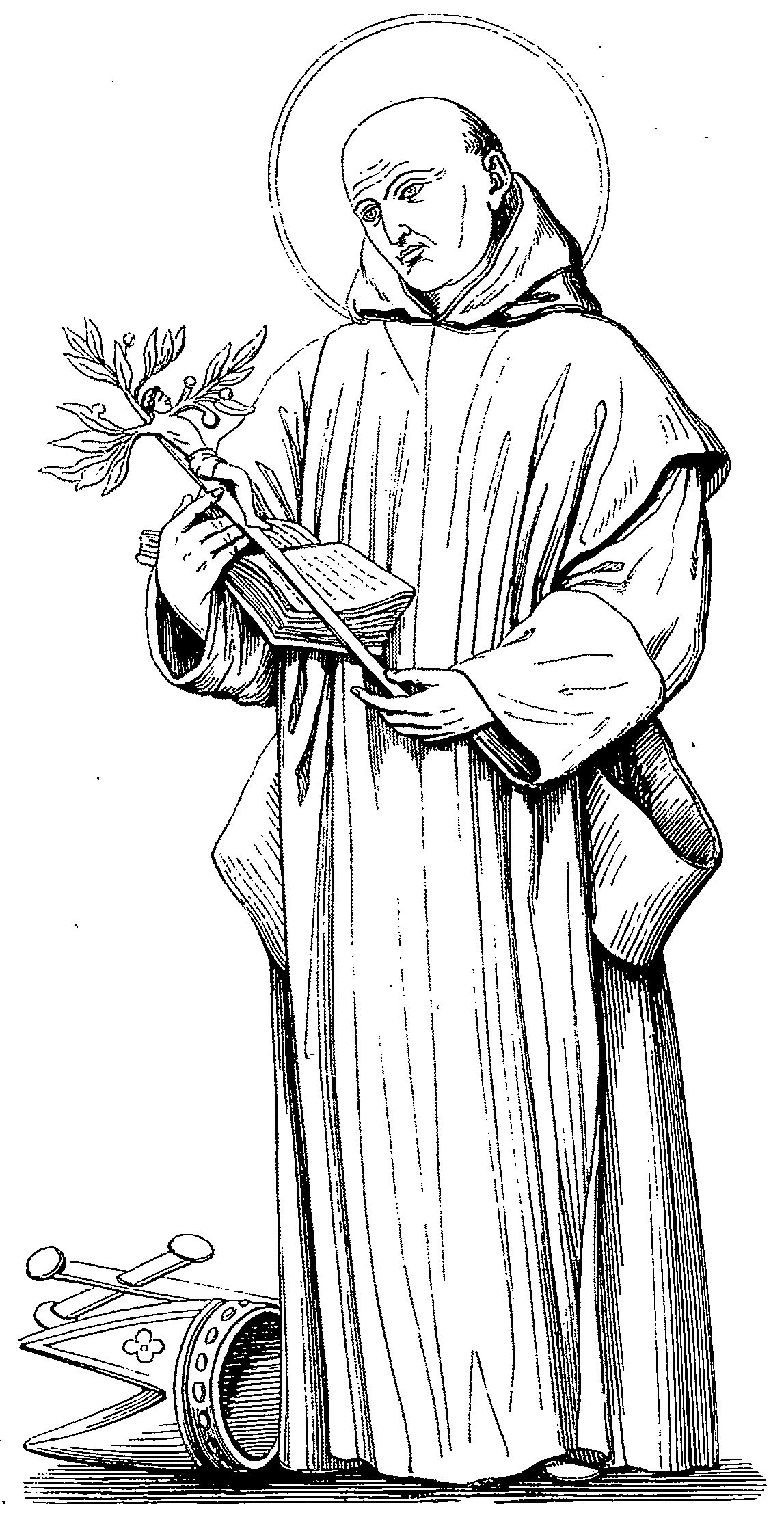
Saint Bruno avec certains de ses attributs

### La chartreuse de Paris et la réalisation de laVie de saint Bruno

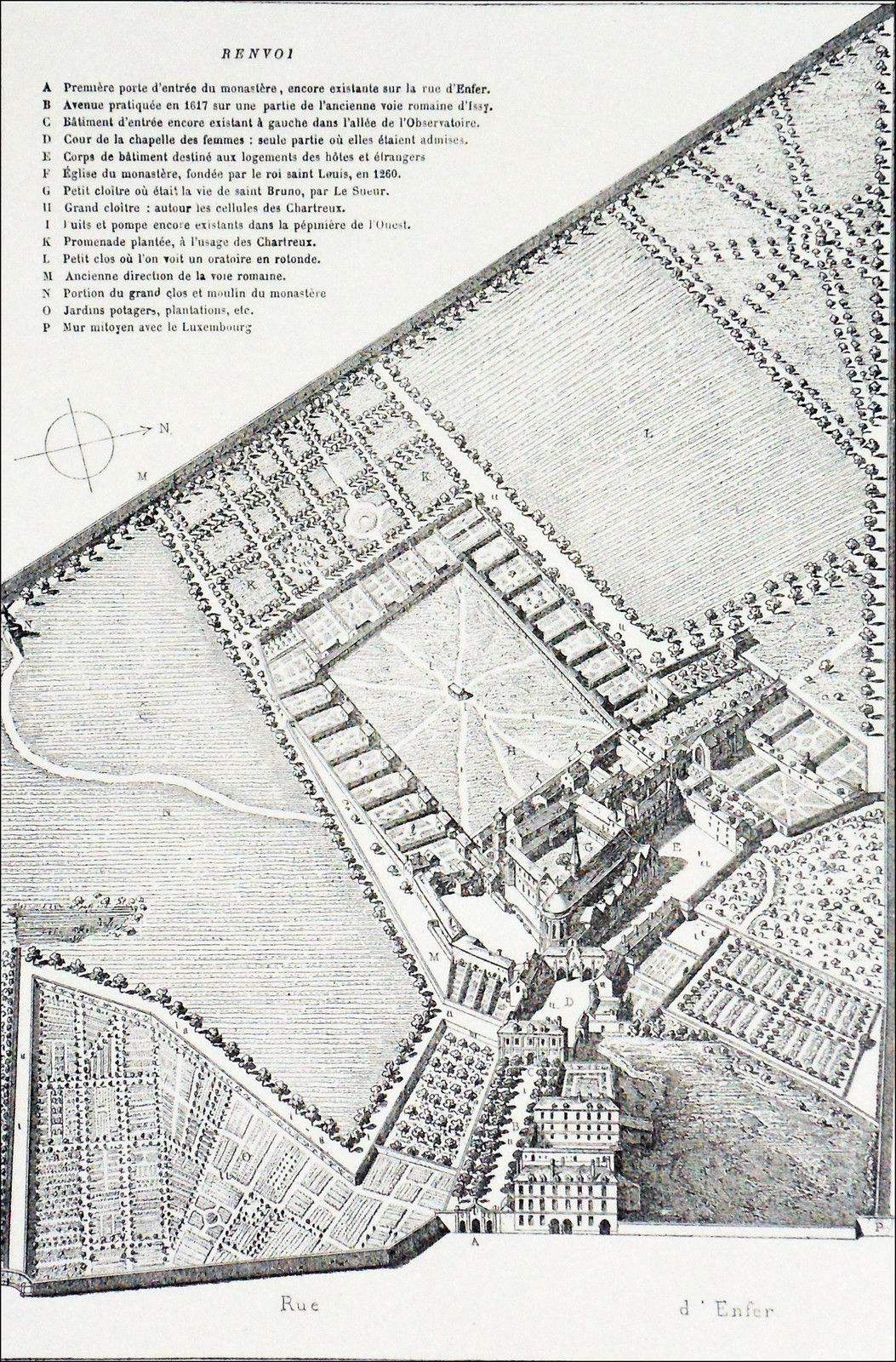
Plan de la chartreuse de Paris, avec indication du « petit cloître où était la vie de saint Bruno »

Le couvent des Chartreux, installé aux limites de Paris, comprenait un grand cloître réservé aux moines et un petit cloître servant de lieu de passage et d'accueil, peint dès le Moyen Âge d'une fresque représentant la vie de saint Bruno, en très mauvais état au XVIIe siècle.
En 1645, les moines font appel à Le Sueur pour peindre une série de tableaux représentant la vie de saint Bruno (1030-1101), fondateur de leur ordre. Les raisons de ce choix ne sont pas bien connues ; une légende prétendait qu'il s'était réfugié au couvent après un duel, mais des raisons plus vraisemblables sont une recommandation de la part d'Anne d'Autriche, ses habitudes de piété ou des liens personnels avec certains religieux.
Si Le Sueur n'est pas un débutant, la Vie de saint Bruno est sa première grande commande, avec les décors de l'Hôtel Lambert auxquels il travaille au cours des mêmes années.  Il ressort des archives que le prix payé pour une partie des tableaux, en 1649, a été de 656 livres et 10 sols. C'est un prix peu élevé, même en le multipliant par deux ou trois pour l’ensemble de la série : il aurait obtenu la même année 400 livres pour un May de Notre-Dame. Félibien indique également que Le Sueur a fait ces tableaux « pour un prix fort médiocre ».
Les moines semblent avoir donné un programme précis, qui inclut des épisodes apocryphes de la vie du saint. De nombreux dessins préparatoires à la pierre noire rehaussés de blanc ont été conservés. 146 d'entre eux ont été rassemblés au XVIIIe siècle dans un album, dit Album Saint Bruno, acheté par le comte d'Angiviller pour le compte du roi de France en 1777 et aujourd'hui conservé par le Louvre.
Le Sueur a pu s'inspirer partiellement, pour certaines scènes du cycle, de gravures reproduisant une Vie de saint Bruno par Giovanni Lanfranco.
Les vingt-deux tableaux étaient exposés dans le petit cloître, en alternance avec autant de cartouches ornés contenant une explication, en vers latins, des épisodes représentés. Antérieurs aux tableaux, ces vers, au nombre de 900 environ, avaient été composés par Dom Zacharie Benedicti de Vicence, chartreux à Venise, et inscrits dans le cloître en 1508, décrivant les épisodes que Le Sueur avait la charge de représenter. 
Une inscription latine placée au-dessus de la porte du cloître commémorait la fin des travaux de Le Sueur et indiquait que deux autres peintres avaient déjà représenté le même sujet dans le cloître : 

« Quisquis Cartusiaci jecit fundamina

Ordinis, et quae causa illi vis nosse viator ?

Historiam hanc sequere, hos etiam perlege versus

Fructum si quaeras aderit compunctio sancta.

Haec picturarum series edaci vetustate pene deleta

Novis coloribus jam tertio renovata est anno Domini 1648. »

Huit autres tableaux étaient exposés dans les angles, dont trois, réalisés au moins en partie par Le Sueur, sont aujourd'hui exposés dans la même salle du Louvre que le cycle de la vie de saint Bruno.

## LaVie de saint Brunoet sa postérité
Le cycle a donné à Le Sueur une grande renommée et a été abondamment diffusé par la gravure, notamment Saint Bruno en prières et la Mort de saint Bruno.

### Une appréciation critique qui a suivi les fluctuations de la réputation de son auteur au cours des siècles
Si un voyageur anglais, Richard Symonds, indique avoir vu la série de peintures exposée dans le cloître des Chartreux dès 1649, juste après son achèvement, les mentions de la Vie de saint Bruno, comme de l’ensemble de l'œuvre de Le Sueur, sont rares au cours des premières décennies qui suivent sa réalisation. 
En 1688, La Bruyère fait intervenir l'œuvre dans l'une des anecdotes qui illustrent la distraction de son personnage Ménalque :

« On le mène aux Chartreux, on lui fait voir un cloître orné d’ouvrages, tous de la main d’un excellent peintre. Le religieux qui les lui explique parle de saint Bruno, du chanoine et de son aventure, en fait une longue histoire, et la montre dans l’un de ses tableaux. Ménalque, qui pendant la narration est hors du cloître, et bien loin au delà, y revient enfin, et demande au père si c’est le chanoine ou saint Bruno qui est damné. »

— La Bruyère, Les Caractères (1688)
Surtout, la même année, la première appréciation détaillée de l’œuvre de Le Sueur apparaît dans les Entretiens de Félibien, qui commente presque tous les tableaux de la Vie de saint Bruno. Il loue la sagesse de Le Sueur et son sens du vraisemblable, mais lui consacre beaucoup moins de pages qu'à Poussin.

« C’est dans les Tableaux qu’il a peints à Paris dans le cloître des Chartreux qu’on voit des ordonnances et des expressions nobles et naturelles. Le raisonnement y paraît juste & élevé : rien n’est plus élégant que la disposition de toutes les figures ; leurs attitudes et leurs actions sont simples & aisées, & il y a de la vie, de la dignité, et de la grace. (...) Il n’y a aucun de ces tableaux, repartis-je, où l’on ne trouve des beautés particulières. ».

— André Félibien, Entretiens sur les vies et sur les ouvrages des plus excellens peintres anciens et modernes, 7e entretien (1688)
En 1707, Roger de Piles, dans sa Balance des peintres, donne de très bonnes notes à Le Sueur, sauf en coloris, et estime que, en examinant le cycle de saint Bruno, « l'on peut juger par la maniere dont il en a traité les sujets et dont ils sont exécutés, que le Sueur en savait assez pour disputer le rang aux premiers peintres de sa nation ».
Le 18e siècle est l’apogée de la réputation de Le Sueur, qualifié de « Raphaël de la France ». Son exemple montre alors qu'il est possible de parvenir au plus haut talent sans quitter la France et, en particulier, sans faire le voyage d'Italie. Sa simplicité et sa noblesse sont opposés aux excès des styles qui suivirent, tels que le style rocaille. Voltaire contribue à répandre le mythe d'un Le Sueur victime des envieux :

« Quelle était votre erreur, ô vous, peintres vulgaires,

Vous, rivaux clandestins, dont les mains téméraires,

Dans ce cloître où Bruno semble encor respirer,

Par une lâche envie ont pu défigurer

Du Zeuxis des Français les savantes peintures ! »

— Voltaire, Troisième discours sur l'Homme en vers : de l'Envie
Au 19e siècle, les appréciations se diversifient. L'aspect religieux de sa peinture est accentué, au point de lui attribuer un certain sentimentalisme religieux qui finira par peser sur sa réputation. Jean-François Sobry « rectifie » en 1810 la balance des peintres de Roger de Piles et fait de Le Sueur le troisième plus grand peintre après Raphaël et Poussin ; toutefois c’est Alexandre et son médecin Philippe qu'il place parmi les 13 chefs-d'œuvre de la peinture, la Vie de saint Bruno n'étant citée que plus loin,.

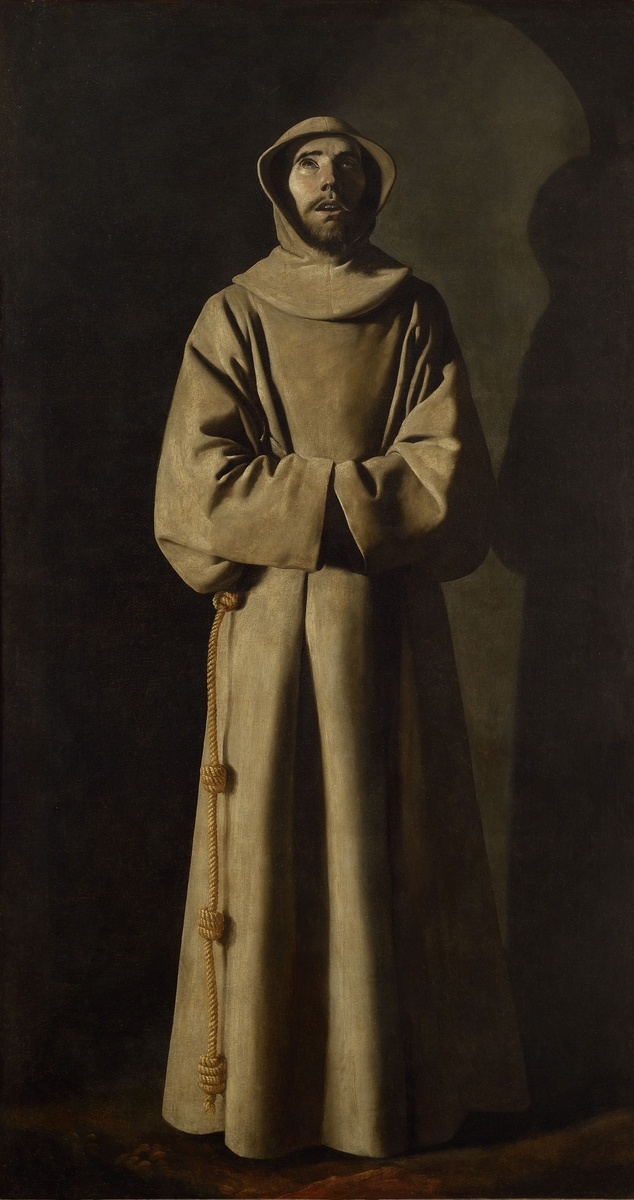
Saint François par Francisco de Zurbarán

Théophile Gautier compare à plusieurs reprises les moines de Le Sueur et ceux de Zurbarán, tantôt en faveur du peintre espagnol (« Tes moines, Lesueur, près de ceux-là sont fades : / Zurbaran de Séville a mieux rendu que toi / Leurs yeux plombés d’extase et leurs têtes malades... »), tantôt plutôt pour souligner leurs différences : 

« Quelle différence entre les moines de Le Sueur et les moines de Zurbaran, et qu’il y a loin de la tendre piété du peintre français à la farouche dévotion du peintre espagnol ! Les moines de Le Sueur pensent au ciel, les moines de Zurbaran pensent à l’enfer. Si les uns mortifient leur chair, c’est pour la spiritualiser, les autres pour la punir. »

— Théophile Gautier, Guide de l’amateur au Musée du Louvre
La réputation de Le Sueur atteint un point bas au début du XXe siècle. Il reprend toutefois une place honorable grâce à des articles et ouvrages publiés à partir des années 1920 et plus encore des années 1960 sous l'influence de Jacques Thuillier :

« Le recueillement sobre de la Vie de saint Bruno, l'harmonie tranquille des Muses peuvent paraître d'un art tout intellectuel : il s'y mêle souvent, comme dans la Véronique du Portement de Croix, une sorte d'émotion cachée sous l'élégance, qui ne vient point de la tête... »

— Jacques Thuillier, La peinture française, de Le Nain à Fragonard
La réévaluation de l'œuvre de Le Sueur, et notamment du cycle de la Vie de saint Bruno, se poursuit à l'époque contemporaine avec une monographie d'Alain Mérot, parue en 1987 et rééditée en 2000, et une exposition en 2000 au musée de Grenoble.

### L'évolution des tableaux au cours des siècles
Le décor se dégrade dès le XVIIe siècle, soit parce que les tableaux sont placés à portée de main dans un lieu très largement ouvert aux curieux, soit en raison de l’humidité ou des variations de température, ce qui conduit à les protéger derrière des volets de bois peints par Francisque Millet. Ces volets sont conservés au Louvre.

Exemples de volets protégeant les tableaux du cycle
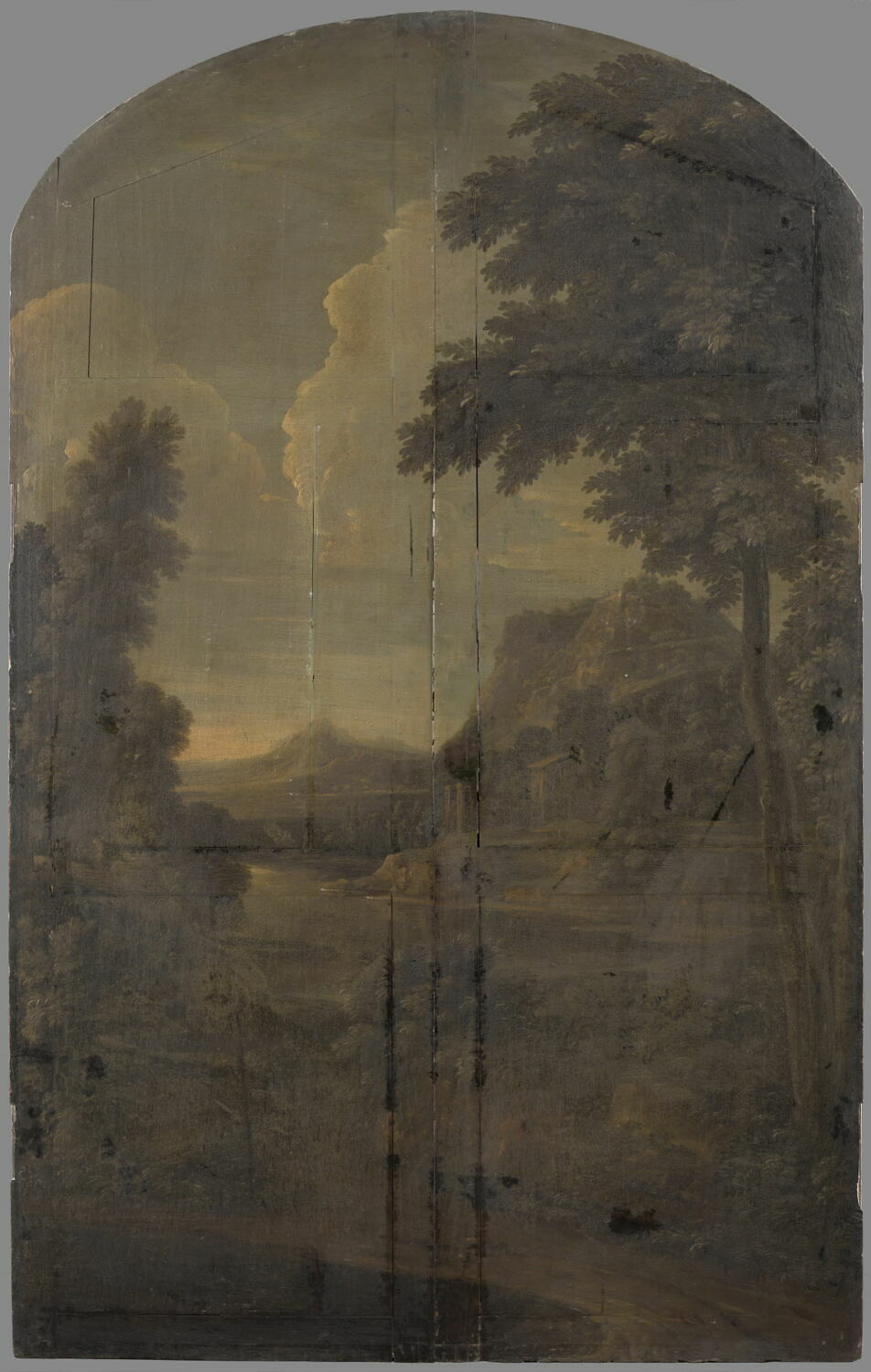
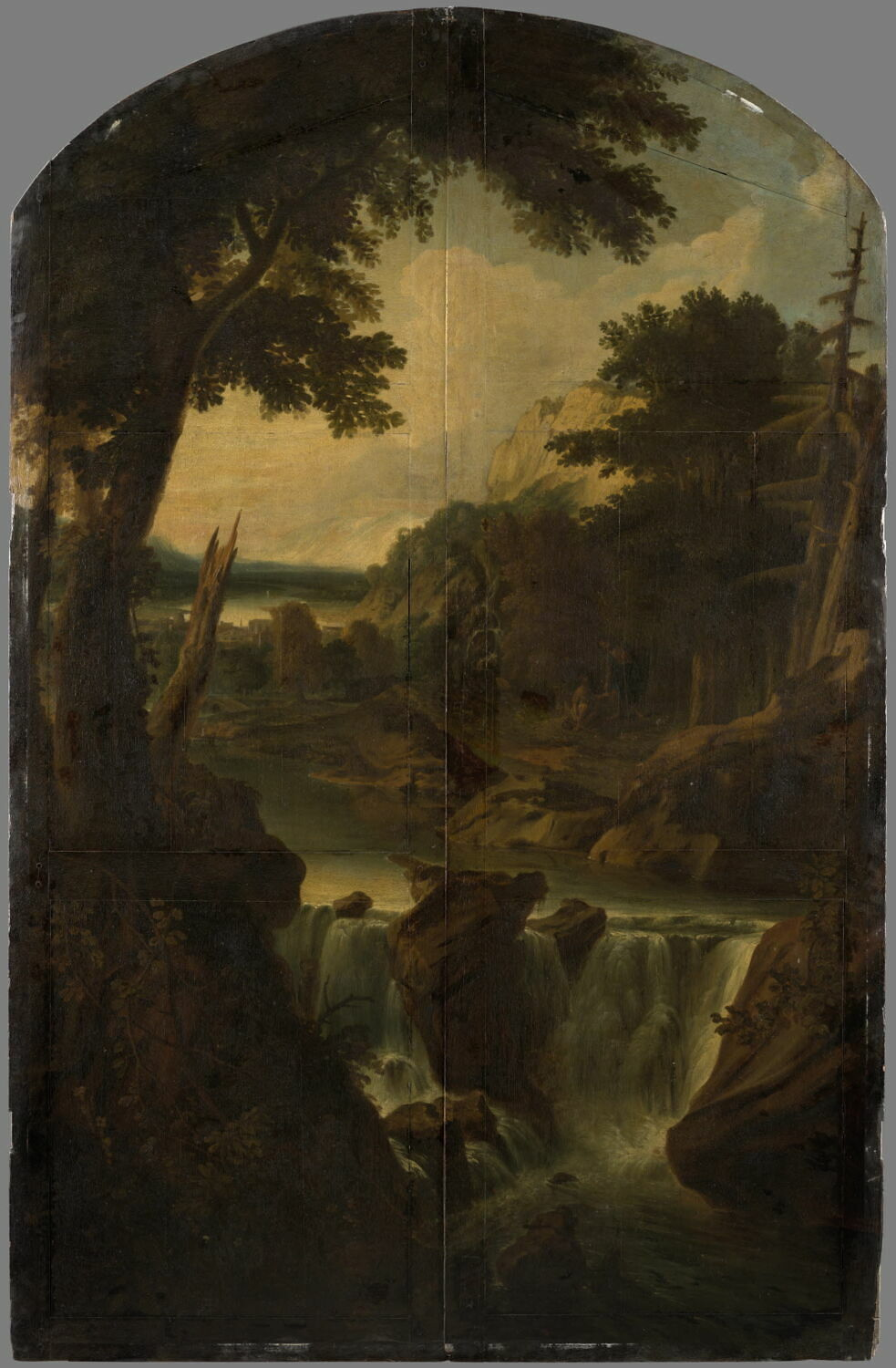
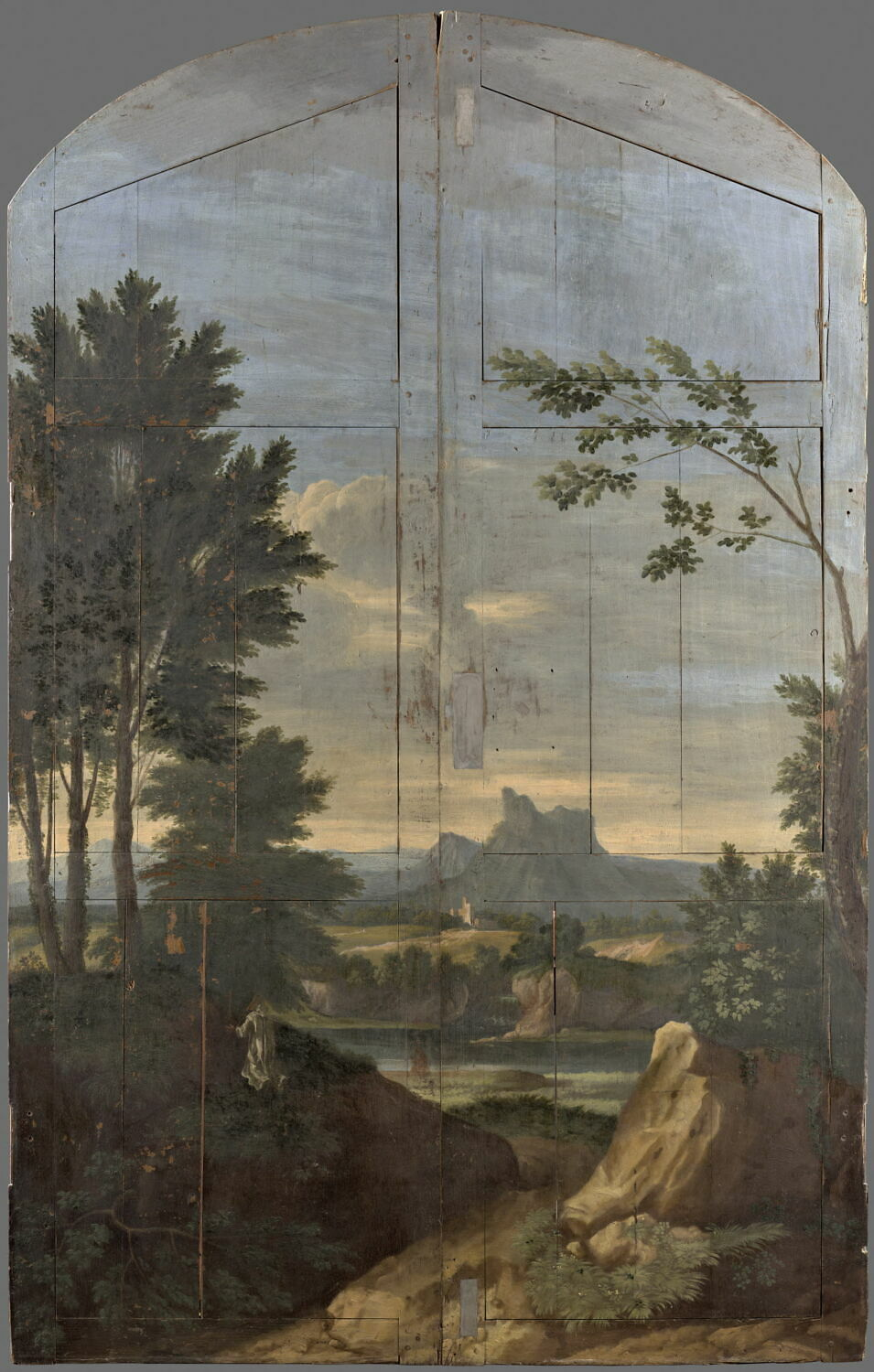

Félibien fait dire en 1688 à l’un des personnages de ses Entretiens que « étant si aimé et si estimé pendant sa vie, [Le Sueur] a eu aprés sa mort des ennemis assez jaloux de sa réputation pour gâter ses tableaux des Chartreux, où l’on a été plusieurs fois, comme j’ai su des religieux mêmes, effacer et défigurer en diverses manières ce qu’il y avait de plus beau ; et c’est pourquoi ils ont été obligés de les couvrir de volets qui ferment présentement à clés ». L'abbé Dubos précise un demi-siècle plus tard que les élèves de Le Brun étaient responsables de ce vandalisme. Cette accusation envers Le Brun et ses élèves est toutefois douteuse car elle ne figure pas dans les textes les plus anciens qui décrivent le cycle , et Félibien lui-même indique que des peintres, après la mort de Le Sueur, n'avaient aucune raison de vouloir lui nuire.
Cette dégradation volontaire des tableaux de la Vie de saint Bruno est souvent rappelée au cours des siècles, au point que le buste de Le Sueur installé au début du XIXe siècle à l'entrée de la galerie du palais du Luxembourg où était alors exposé le cycle, représentait, aux pieds du peintre, l’Envie tenant dans ses doigts « un tableau du cloître des Chartreux qu’elle vient de dégrader ».

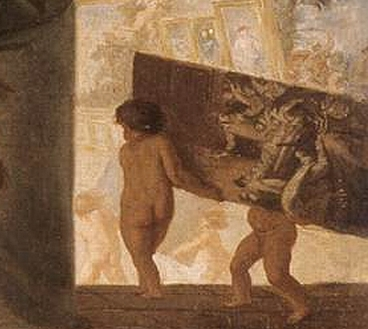
Deux putti emmènent la Mort de saint Bruno vers le Muséum

En 1776, le comte d'Angiviller, directeur général des Bâtiments du roi, obtient des Chartreux qu'ils lui cèdent les tableaux pour enrichir les collections royales, ce qui témoigne de la haute considération dans laquelle ils étaient tenus. Un dédommagement de 30 000 livres est promis pour la reconstruction de la voûte de l’église du couvent, mais 15 000 livres seulement seront versées l’année suivante. Les tableaux sont alors transposés sur toile par le restaurateur Hacquin et son fils. En outre, des cadres dorés et ornés, créés par François-Charles Buteux, sont ajoutés pour les vingt-deux tableaux entre 1777 et 1783.
Huit tableaux de la série sont exposés dans la Grande Galerie du Muséum national, futur musée du Louvre, dès son ouverture en 1793. La série complète est installée au Musée spécial de l'École française du château de Versailles en 1797, avant d'être transférée au musée du Luxembourg, dans le palais du même nom, entre 1803 et 1815. Ils y font l’objet d'une nouvelle restauration par Jean Naigeon. Ils reviennent en 1815 au Louvre, où ils resteront parfois dans les réserves. Ils sont exposés au palais de Tokyo pendant quelques années à partir de 1978, avant une nouvelle restauration.
Les cadres du XVIIIe siècle sont remplacés dans les années 1950 par des cadres beaucoup plus simples à l’initiative du conservateur Germain Bazin, afin de renouer avec la simplicité de l'ordre des Chartreux. Les tableaux ont aujourd'hui retrouvé les cadres Buteux.

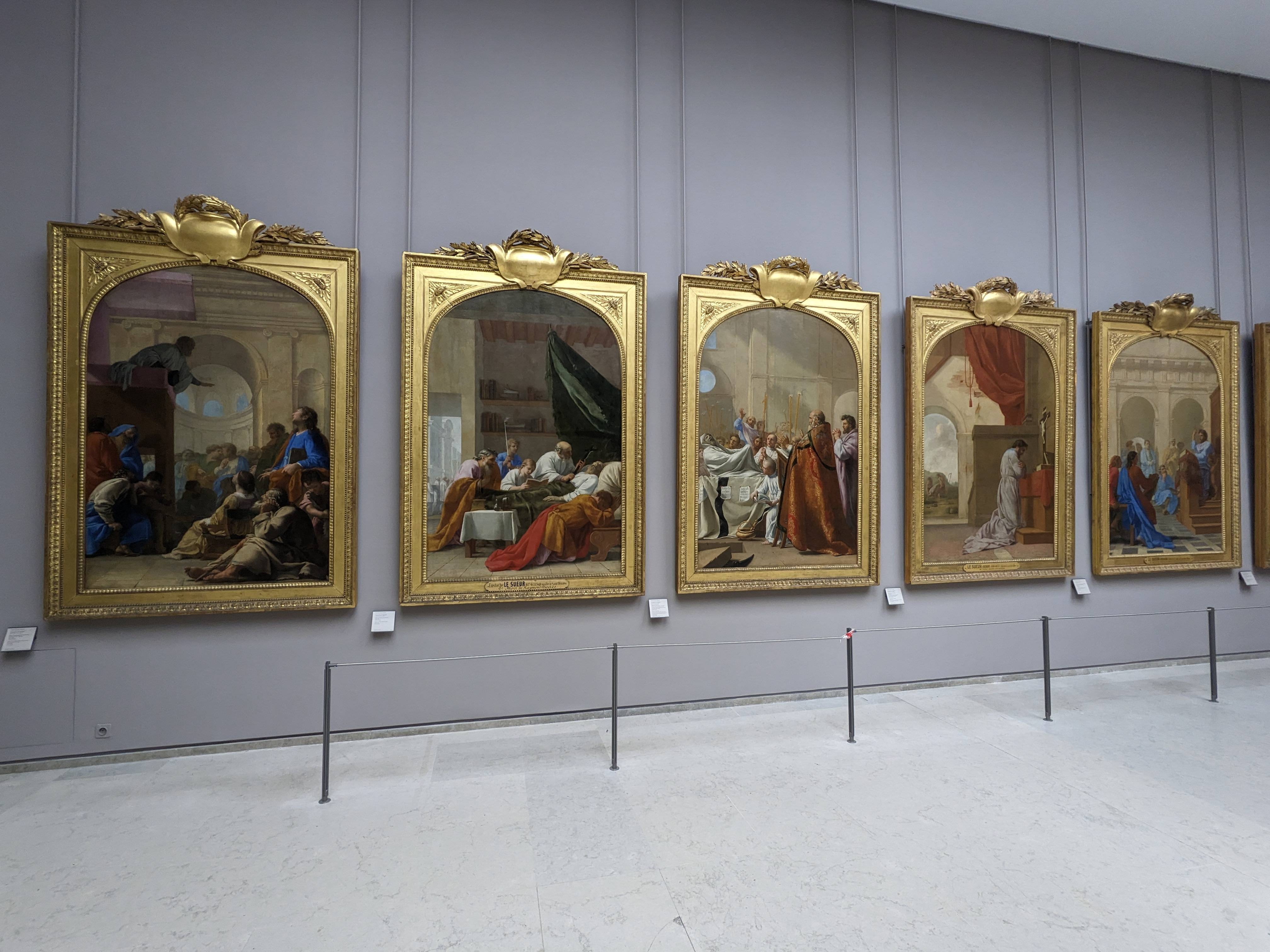
Les tableaux présentés dans les cadres créés par François-Charles Buteux

### Le cycle à travers ses reproductions
Le cycle de la Vie de Saint Bruno par Le Sueur a été souvent reproduit, soit en totalité, soit partiellement. Saint Bruno en prières et La Mort de saint Bruno étaient les épisodes les plus populaires.
En particulier, le cycle a été dessiné sous la direction de François Chauveau vers 1680, reproduisant les scènes en miroir par rapport à l’original. Georges Malbeste a également gravé la série dans un ouvrage paru en 1826.
De nombreuses copies ont été réalisées, notamment des cycles entiers à la Grande Chartreuse (commandé en 1676 après un incendie), à l'église Saint-Bruno de Bordeaux (réalisées d'après les gravures de Chauveau, donc en sens inverse de l'original) à la fin du XVIIe siècle et à la Chartreuse d'Auray par Lhermitais au XVIIIe siècle

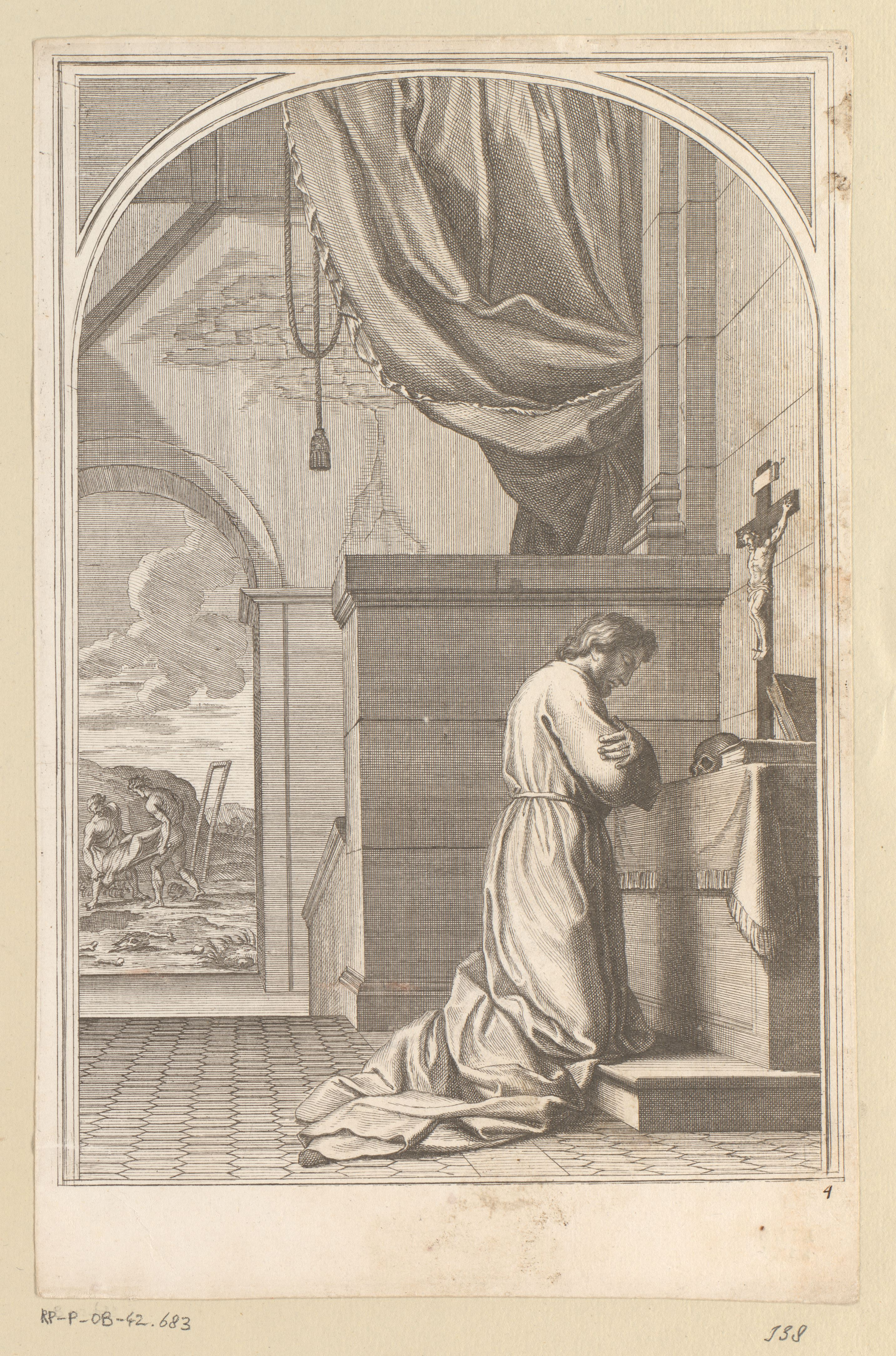
Saint Bruno en prières, gravé par Chauveau
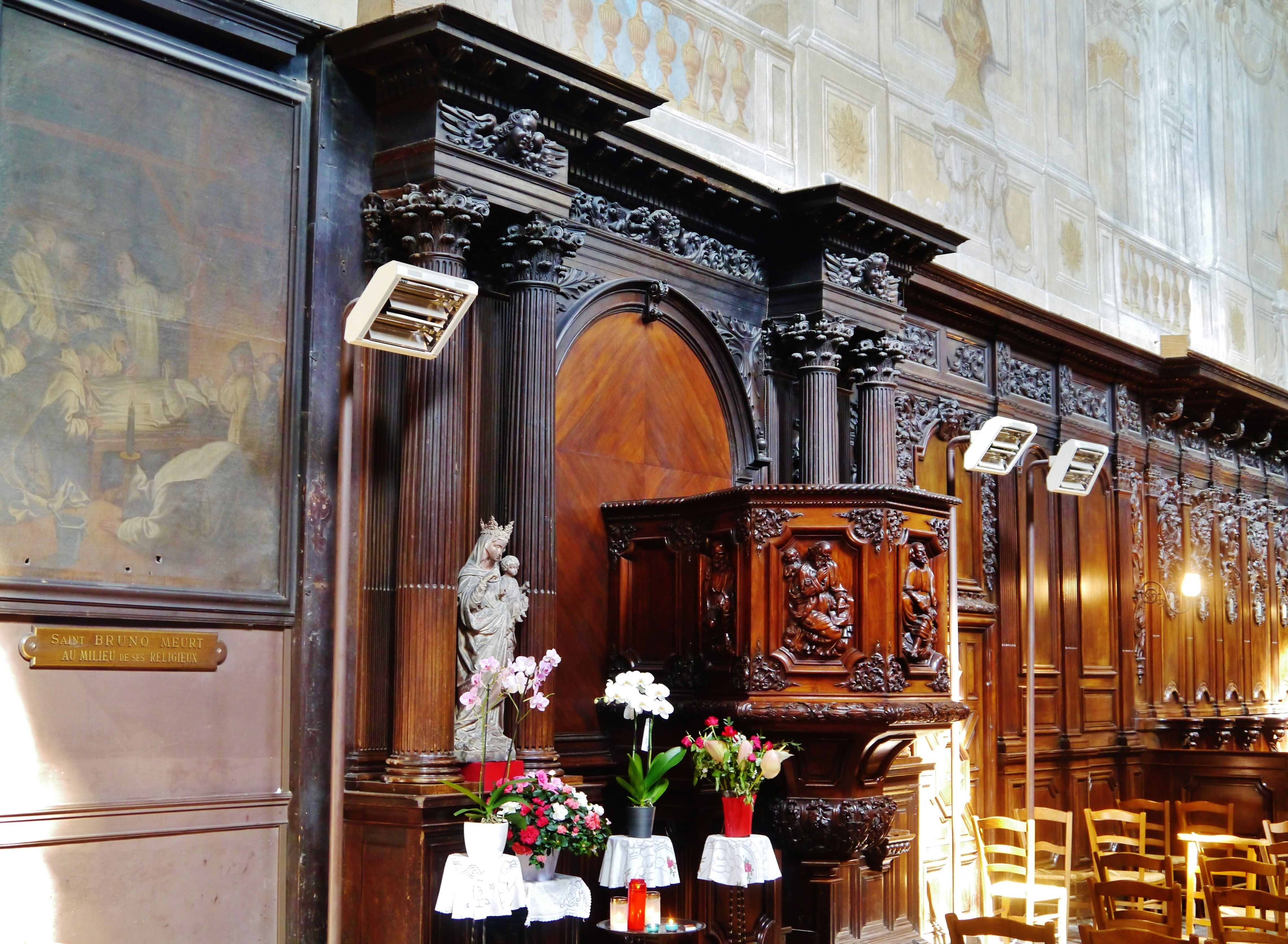
Mort de saint Bruno, copie à Bordeaux

## LaVie de saint Brunoet la peinture du milieu duXVIIesiècle

### LaVie de saint Brunoet l'atticisme français
Si l'influence de Simon Vouet a marqué les premières années de Le Sueur, le lyrisme décoratif hérité de son maître est remplacé, à partir de 1645, par l'influence de Poussin et de Raphaël ; en cela il est représentatif de l'évolution de l’art français au milieu du XVIIe siècle, soumise à l’influence de ces trois peintres. 
La Vie de saint Bruno montre ainsi comment Le Sueur s'éloigne du vocabulaire gestuel de Vouet, chez qui les figures sont subordonnées à un effet d'ensemble, pour peindre des attitudes plus sobres et plus chargées d'émotion. Le Sueur apprend également de Poussin à s'intéresser à la psychologie de ses sujets, et à apporter du classicisme à la composition et au modelage des figures ; il s'en distingue toutefois par une atmosphère plus religieuse et un sens du recueillement absent de Poussin. Enfin, il abandonne les décors grandioses de l’école de Vouet pour placer ses personnages devant des fonds architecturaux beaucoup plus simplement ornés, mais offrant un cadre en perspective aux scènes de la vie de Bruno.
Raphaël, pour sa part, est, à l'époque de la Vie de saint Bruno, une référence majeure pour les peintres de l’Académie royale de peinture et de sculpture qui est créée justement en 1648, donc au moment de la réalisation du cycle, avec Le Sueur parmi ses membres fondateurs. André Félibien explique que Raphaël, certes, peut être surpassé par Michel-Ange, Corrège ou Titien pour, respectivement, la technique du dessin, la manière de peindre ou le choix des couleurs, mais il supérieur à ces peintres parce que « dans ce qui regarde l'élection des sujets, la composition des ordonnances, le choix des attitudes, les airs de tête, les accomodements des draperies, et tous les ornements qui peuvent enrichir un ouvrage, il y a apportait dans de soin et y travaillait avec tant d'art et de jugement, que c’est par là qu'il a surpassé tous les autres peintres ». 
Or ces qualités sont attribuées également à Le Sueur par les auteurs de l’époque, de sorte qu’il est, dès la fin du XVIIe siècle, désigné comme le « Raphaël de la France ». On retrouve en effet chez lui des « visages raphaëlesques », mais aussi un sens du geste proche de Raphaël, c’est-à-dire moins dramatique que chez Poussin, plus simple et en mesure de donner à la composition son sens. 
Ce lien avec Poussin et Raphaël se place dans le cadre d'une conversion de l’art français à un style marqué par la clarté et l’équilibre classiques, qui caractérise le milieu du XVIIe siècle français et a été désignée sous le nom d'atticisme. 
Le cycle de la Vie de saint Bruno illustre cette clarté dans le refus du clair-obscur, mais aussi dans sa structure logique, qui part d'un miracle ébranlant les certitudes de Bruno, se poursuit par sa décision de se retirer du monde, constamment réaffirmée au cours de sa vie, jusqu'à sa mort. L'enseignement de Bruno, placé à droite dans le cinquième tableau, répond ainsi à celle du faux saint Diocrès, dressé dans l'ombre à gauche du premier tableau ; la simplicité de la couche de Bruno mourant dans le vingt-et-unième tableau répond à l’oreiller moelleux du même faux saint dans le deuxième tableau.
L'utilisation des couleurs contribue également à la lisibilité du récit en marquant fortement les personnages : le rouge caractérise le pouvoir hiérarchique à l'intérieur de l’Église, le bleu est la couleur de Bruno jusqu'à ce qu'il reçoive l'habit, au point d'envahir l'image dans l'épisode du Songe, puis il adopte soudain la couleur blanche ou ocre du vêtement des Chartreux, jusqu'au quasi-monochrome de la Mort de saint Bruno.

### Le Sueur après laVie de saint Bruno

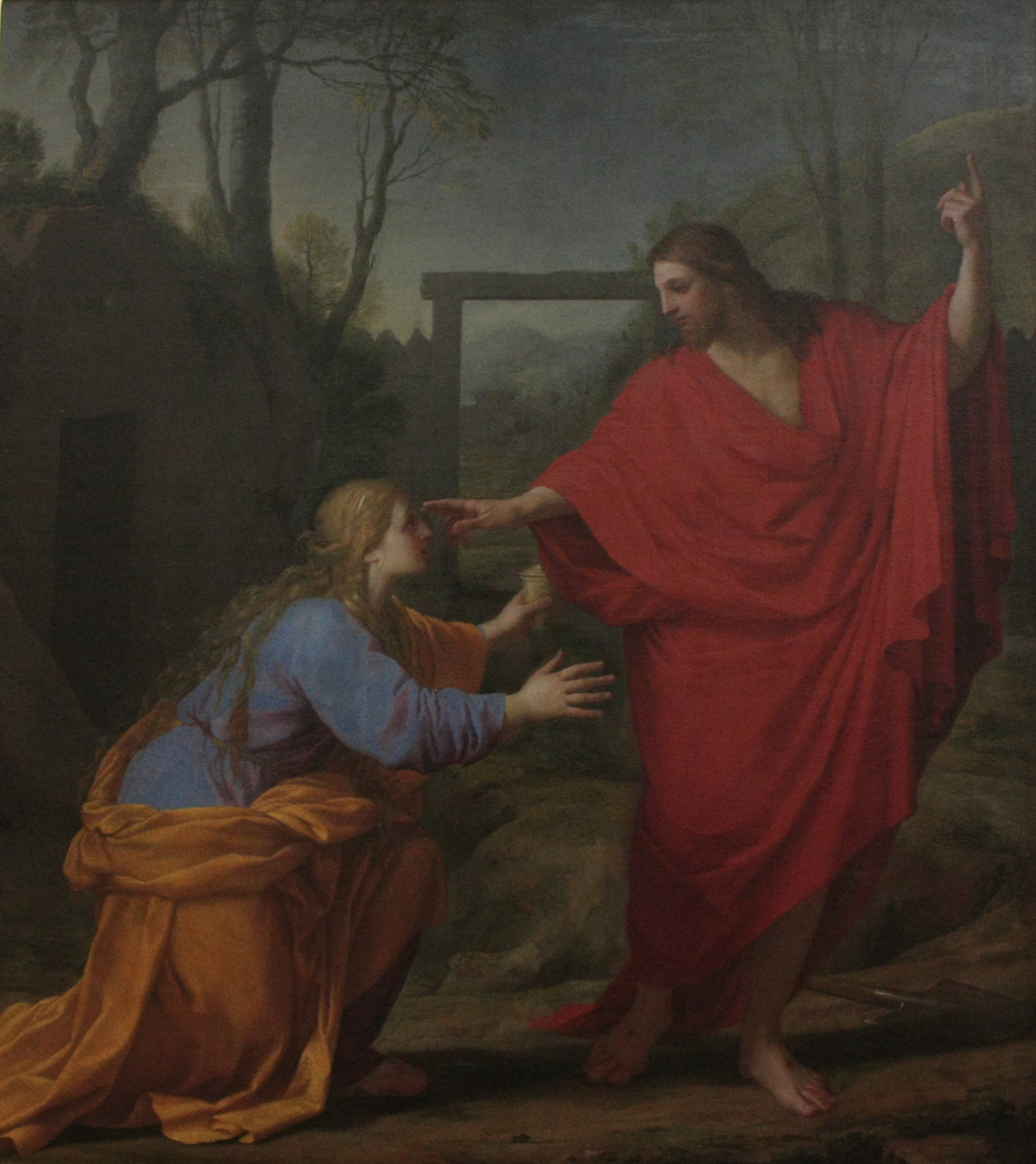
L'Apparition du Christ à la Madeleine, commandé par les Chartreux de Paris

Pour Félibien, si la Vie de saint Bruno est le cycle de peintures le plus connu de Le Sueur, mais ils font connaître son génie naturel, alors que des œuvres réalisées par la suite présentent « plus de force de dessin, et de beauté des couleurs », grâce à un perfectionnement dans ses études. Le Sueur lui-même ne les considérait que comme des esquisses, d'ailleurs réalisées assez rapidement.
Le Sueur a travaillé une nouvelle fois pour les Chartreux de Paris en 1651, réalisant un tableau d'autel représentant le Christ apparaissant à la Madeleine.

## Les vingt-deux épisodes

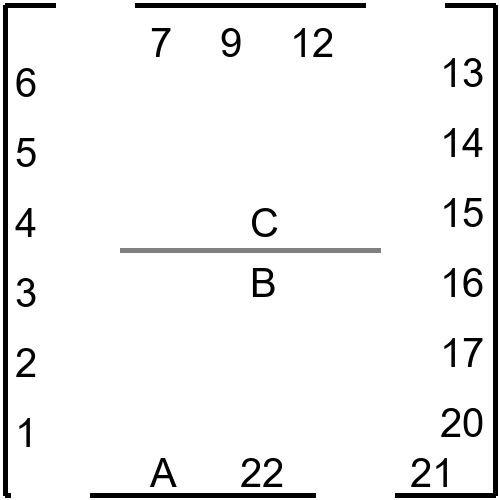
Disposition des tableaux dans la salle 910

Le cycle représente la vie de Bruno, né à Cologne vers 1030 et fondateur de l'ordre des Chartreux. Il inclut des épisodes légendaires de la vie du saint, tels que l'histoire de Raymond Diocrès.
Chaque tableau a 1,93 m de hauteur et 1,30 m de largeur. La forme cintrée permet aux tableaux de remplir les fausses arcades du couvent. Tous sont exposés dans la salle 910 du Louvre, sauf les épisodes 8, 10, 11, 18 et 19.
Les tableaux sont ici regroupés en six séquences, telles que définies par Áron Kibédi Varga.

### La conversion de Bruno
Le cycle ignore le début de la vie de Bruno, né à Cologne vers 1030, chanoine de l'église Saint-Cunibert de Cologne, puis écolâtre de la cathédrale de Reims en 1056.
Les quatre premiers tableaux commencent ainsi avec le « miracle » survenu lors des obsèques d'un faux saint et son impact sur Bruno.

#### Épisode 1: Saint Bruno assiste au sermon de Raymond Diocrès

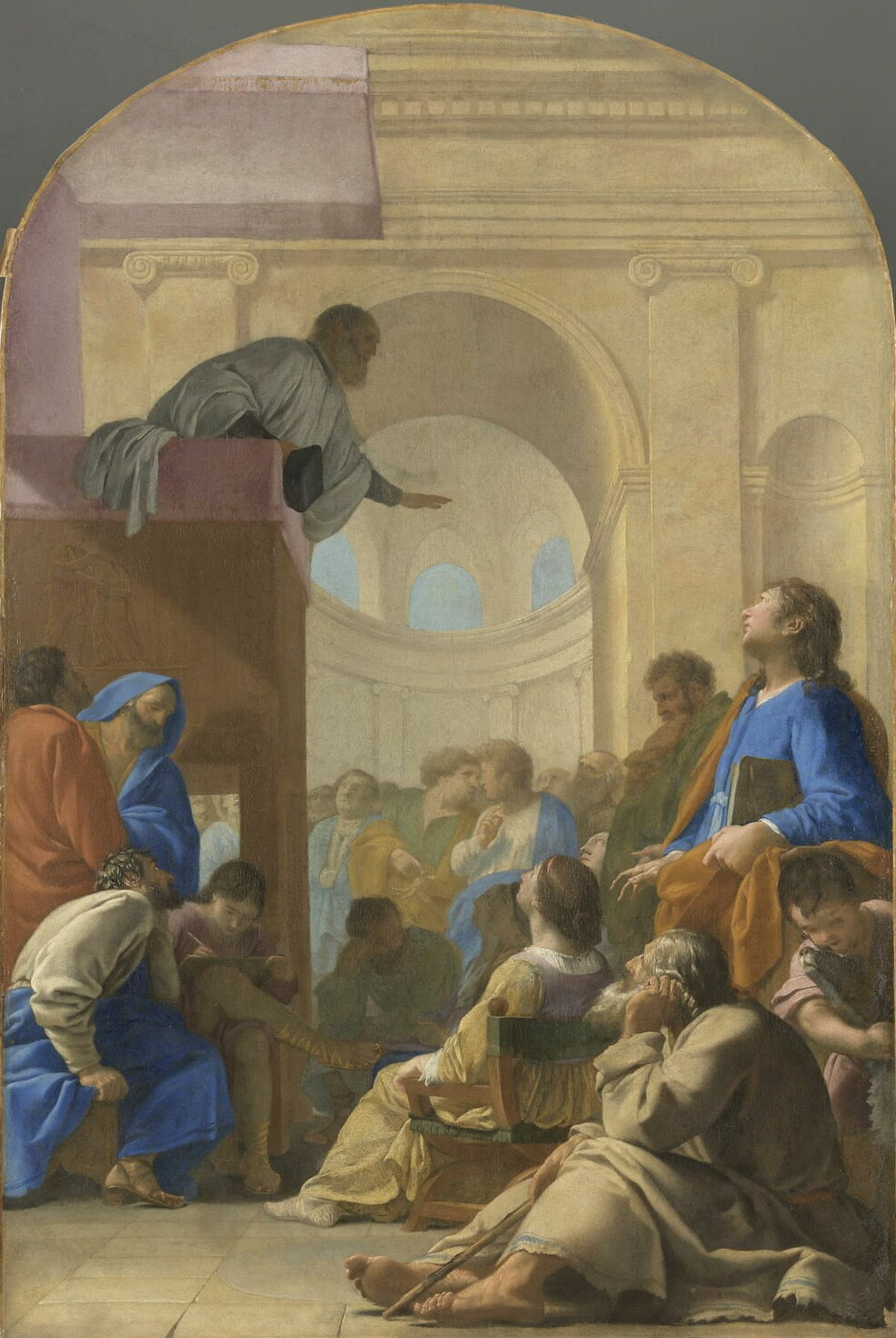
INV 8024; MR 2010 - no 35

Les premiers tableaux de la série rapportent l'histoire de la mort du chanoine Raymond Diocrès, prédicateur renommé. Son histoire venait d'être racontée par Jacques Corbin dans un poème consacré à la vie de saint Bruno. L’authenticité de cette histoire n’était toutefois pas reconnue par tous les Chartreux.
Le premier tableau de la série montre la double influence sur Le Sueur de Raphaël, dans l'attitude de saint Bruno et de plusieurs auditeurs qui rappelle L'École d'Athènes, et de Simon Vouet, maître de Le Sueur, avec les figures pittoresques du premier plan. Selon Félibien, « La disposition en est grande : les figures sont dans des situations et des attitudes faciles et naturelles ».

#### Épisode 2: Mort de Raymond Diocrès

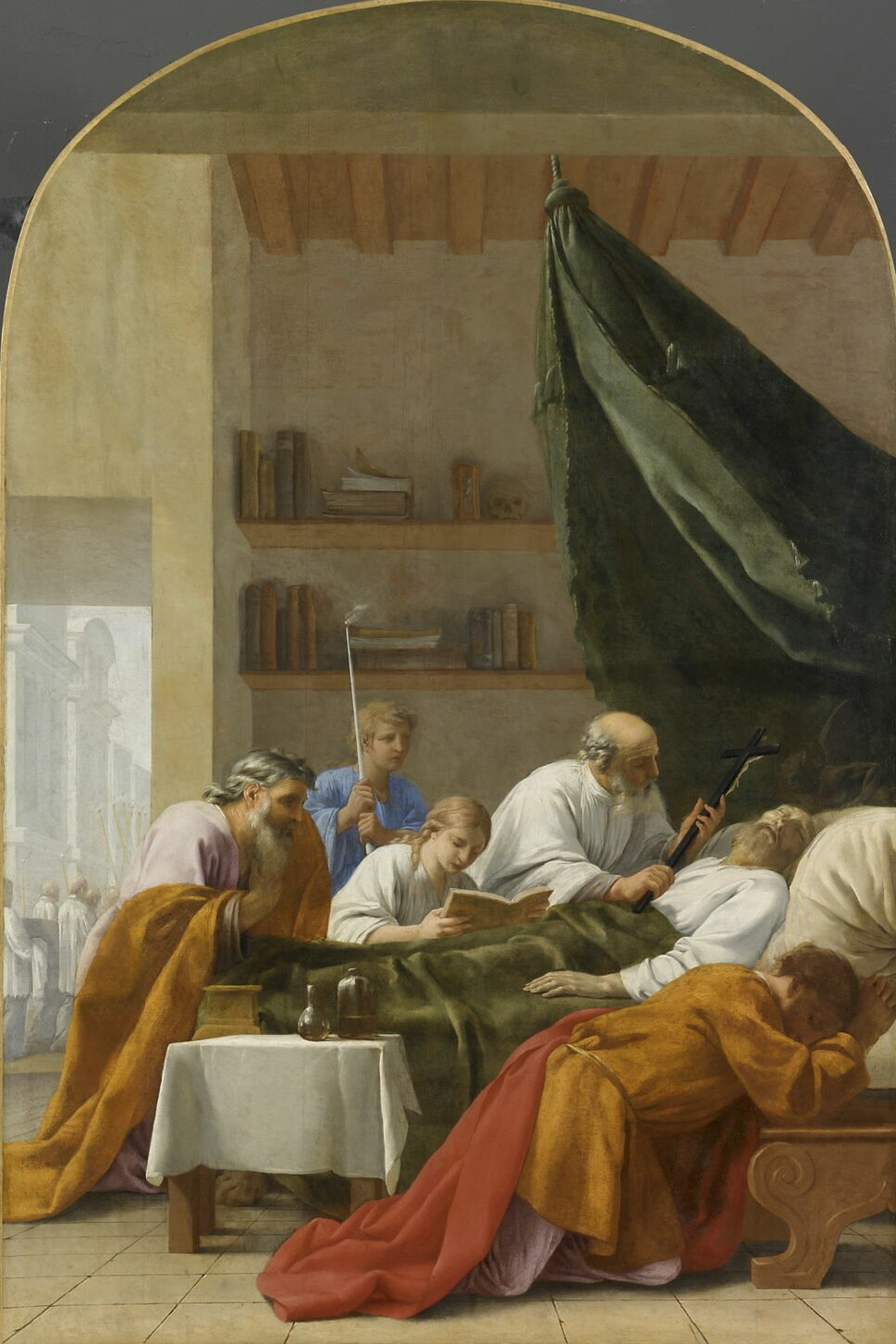
INV 8025; MR 2011 - no 36

Raymond Diocrès meurt entouré du respect de tous après avoir mené en apparence une vie sainte. Toutefois, un petit diable tapi dans l’obscurité s'apprête à recueillir son âme. On voit en arrière-plan une scène ultérieure : le cortège des funérailles.
Selon Charles Pougens, la composition est à la fois « simple et grandiose » : la figure de Bruno, au premier plan, se distingue par son expression comme par son drapé savant. Il remarque, comme Alain Mérot, un coloris brillant mais avec peu de tons. Les attitudes des personnages face au corps du docteur sont très variées.
La scène a également été représentée dans Les Très Riches Heures du duc de Berry.

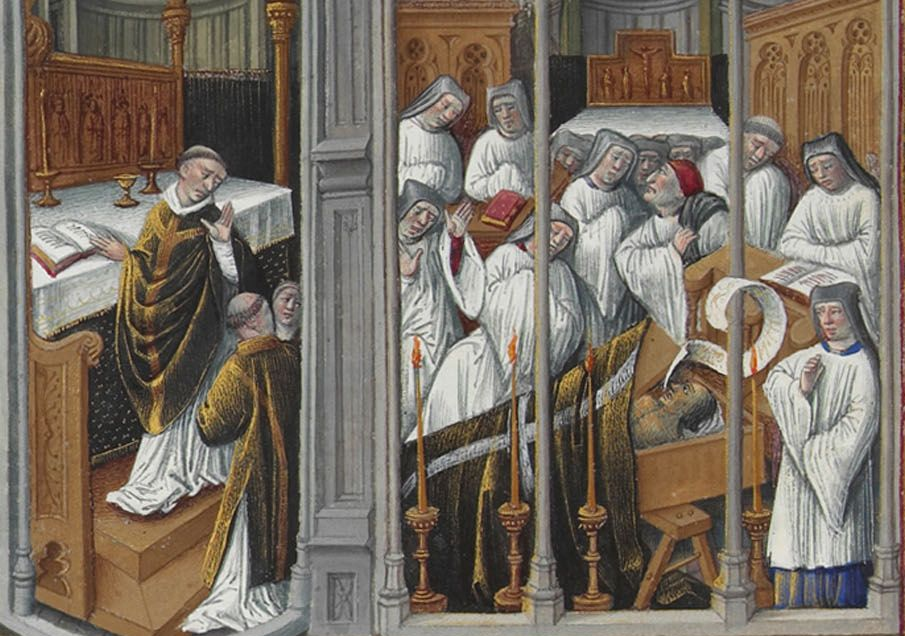
L'épisode représenté dans les Très Riches Heures du duc de Berry
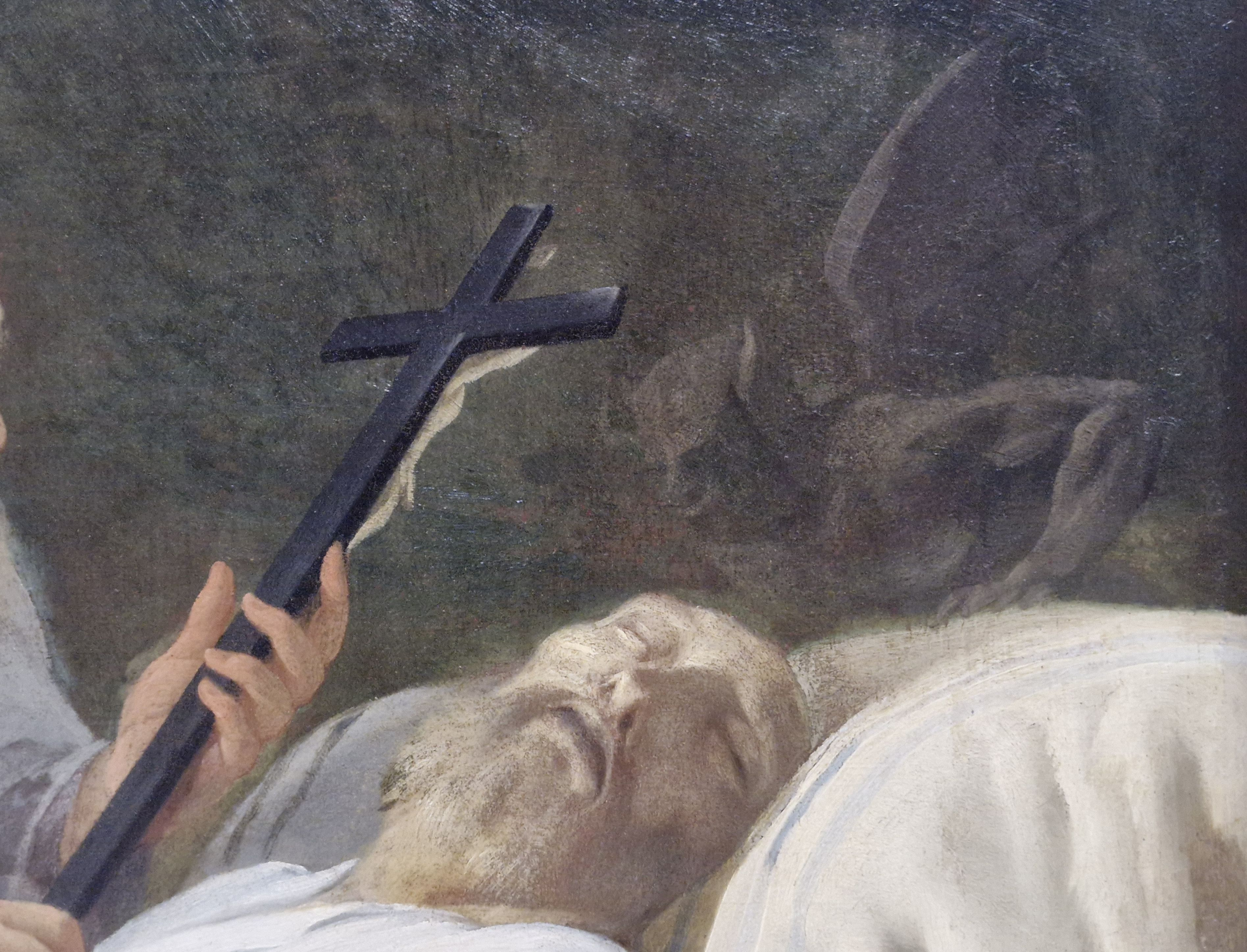
Détail du petit diable

#### Épisode 3: Raymond Diocrès répond après sa mort

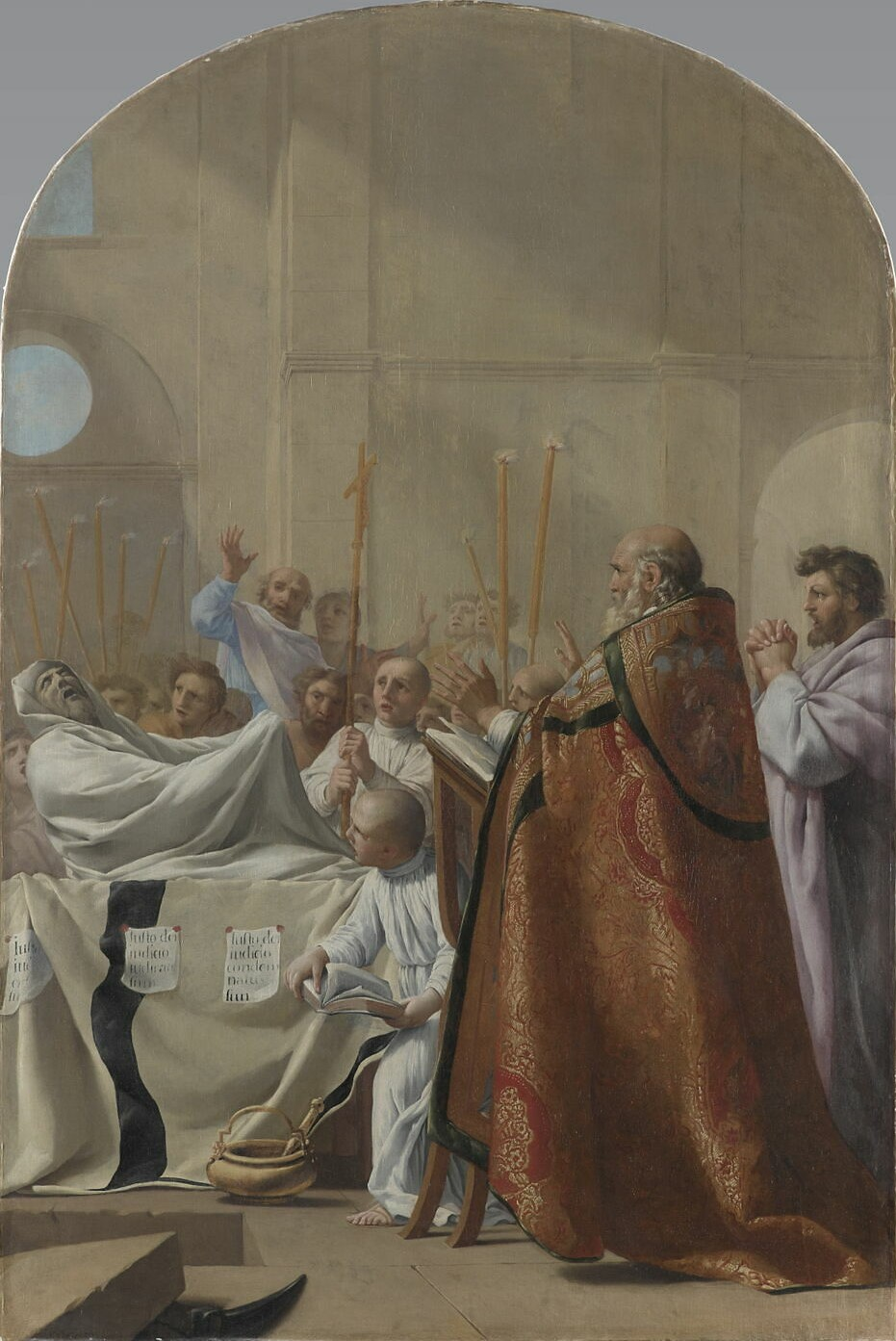
INV 8026; MR 2012 - no 37

Le troisième tableau donne l'explication de la présence du diable : pendant les funérailles, le cadavre de Diocrès se relève trois fois pour reconnaître qu'il est accusé, jugé et condamné par Dieu, ce qui révèle à tous que sa vie n'a pas été en accord avec ses enseignements. Les paroles qu'il profère sont inscrites sur des écriteaux accrochés à son lit : Justo Dei judicio accusatus sum, Justo Dei judicio judicatus sum, Justo Dei judicio condemnatus sum (« Par le juste jugement de Dieu je suis accusé... jugé... condamné. »), alors que d'autres représentations mettent ces mots dans des banderoles sortant de la bouche du damné.
La figure de Diocrès exprime l'horreur de sa damnation. Toutefois le tableau final est plus retenu que les dessins préparatoires. La chasuble brodée du prêtre au premier plan à droite contraste avec le jeu des blancs, des gris et des noirs du deuxième plan. La figure du prêtre au premier plan, à droite, reprend l'attitude et l'aspect de la robe d'un moine placé à gauche dans la version de Lanfranco.

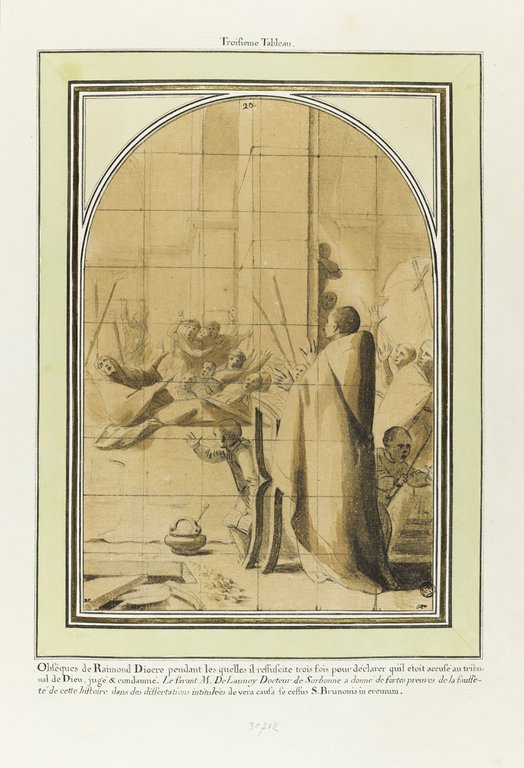
Dessin préparatoire de Le Sueur
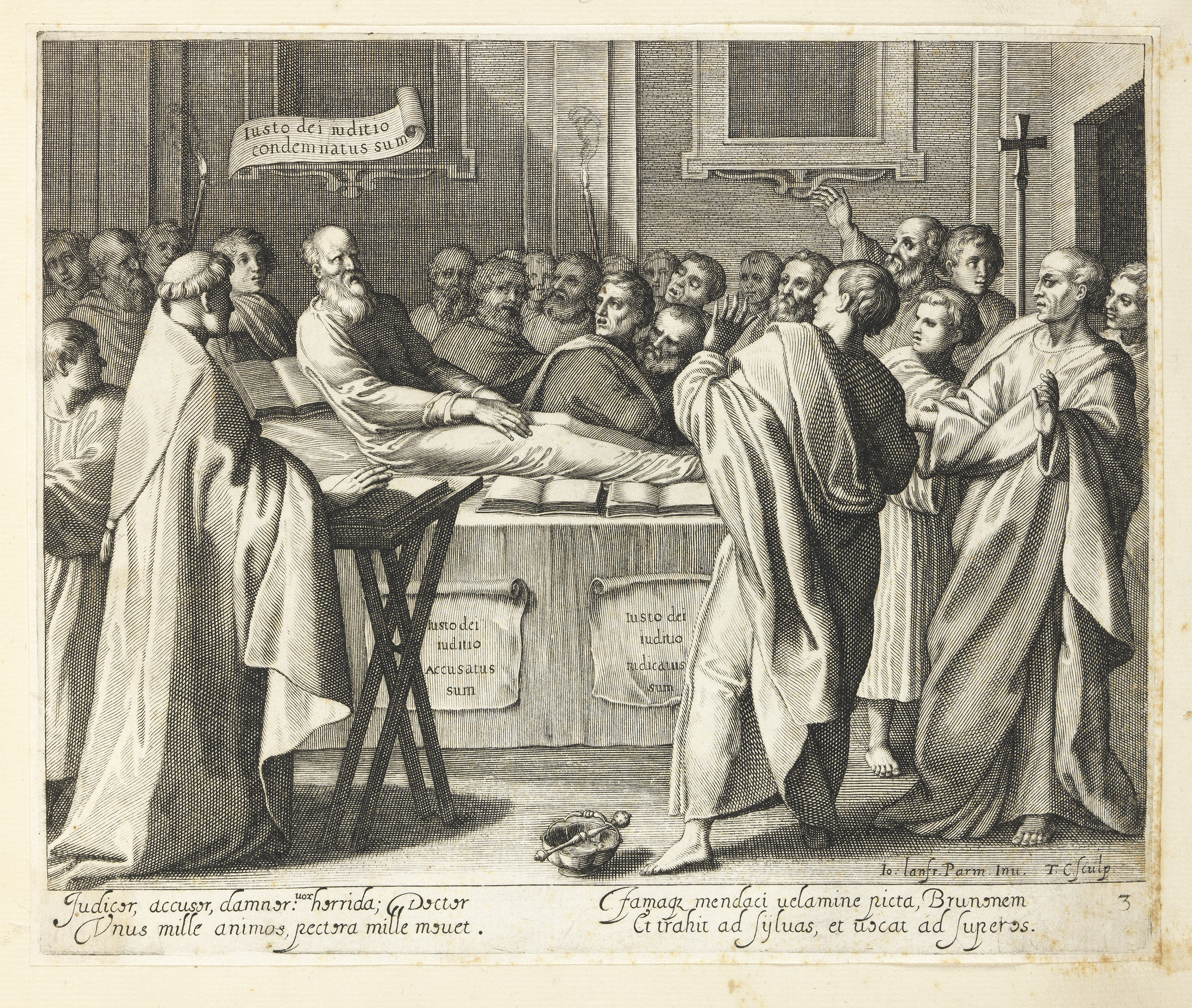
Planche no 3 de Dietrich Krüger, d'après Giovanni Lanfranco

#### Épisode 4: Saint Bruno en prière

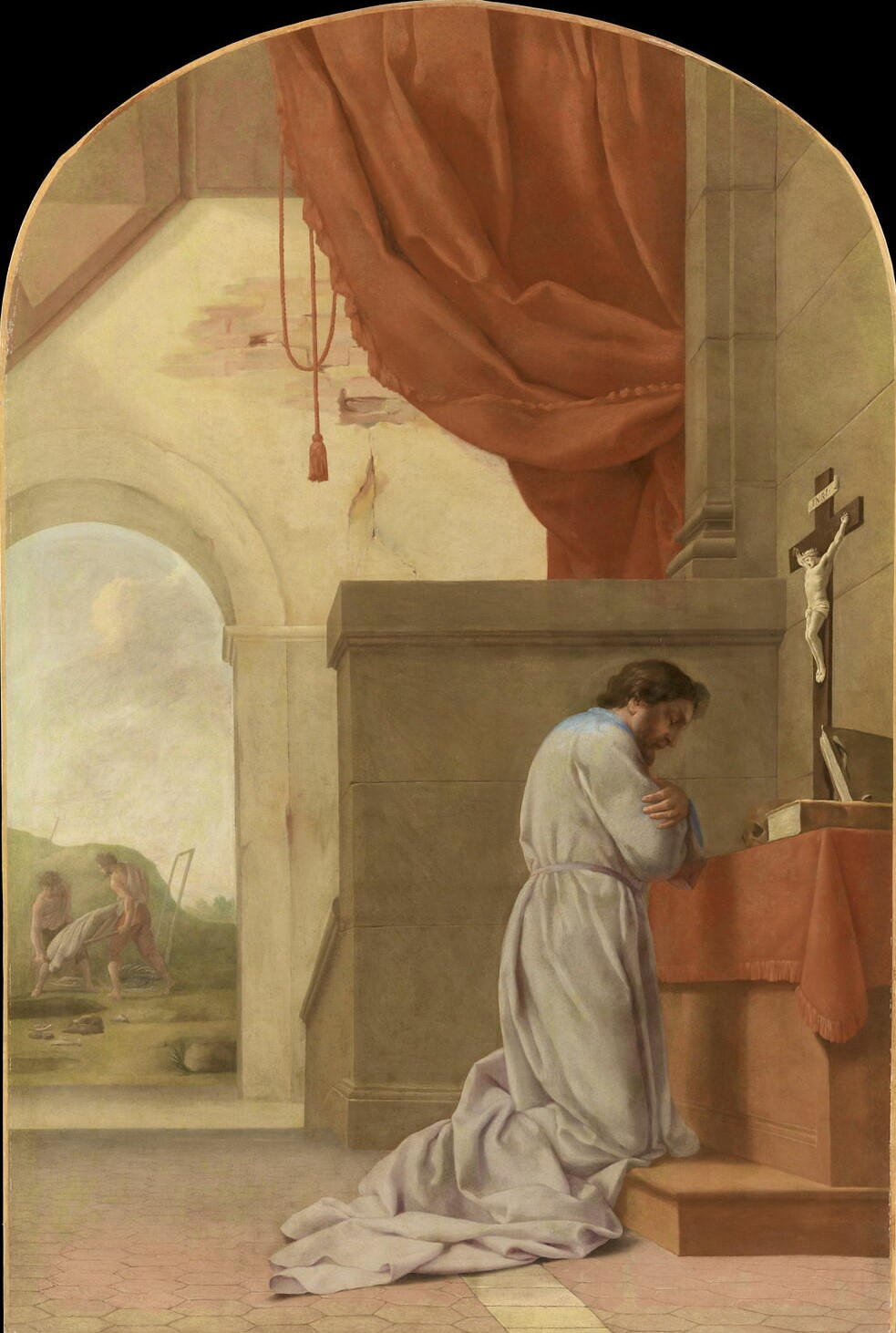
INV 8027; MR 2013 - no 38

Ce tableau ne doit pas être confondu avec l'épisode 18, qui montre Bruno en prière en Calabre.
Bouleversé par le miracle dont il a été témoin, Bruno prie tandis que le chanoine maudit est enterré sommairement à l'arrière-plan. Réfléchissant sur la perversité humaine, il décide de se retirer du monde,.
Dans le dessin préparatoire, l'enterrement de Diocrès occupe plus de place. Ce tableau est l'un des plus souvents copiés. La simplicité de sa composition, avec un personnage unique dans une architecture rigoureuse, des contours marqués et des draperies plus calmes, marque un tournant dans l'œuvre de Le Sueur, qui se dégage de l'influence de Vouet pour élaborer un style pleinement original.

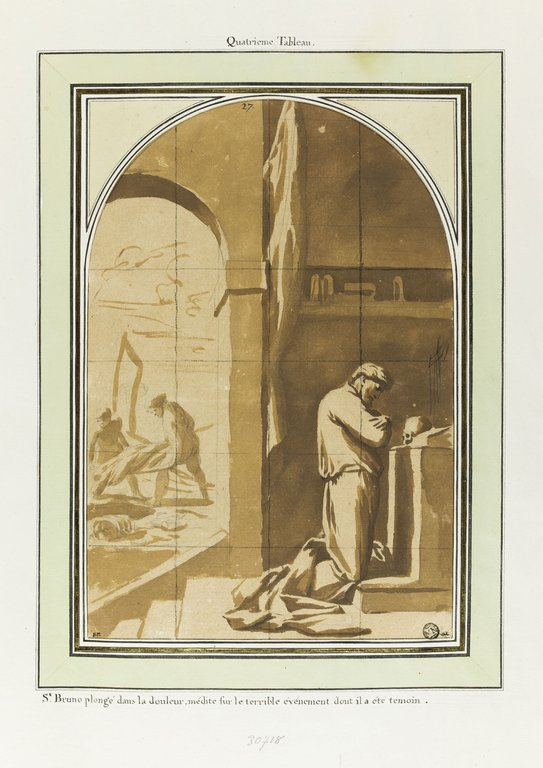
Dessin préparatoire

### Décision de Bruno de quitter le monde
Les quatre tableaux suivants racontent la décision de Bruno de se retirer du monde avec plusieurs compagnons.

#### Épisode 5: Saint Bruno enseigne la théologie dans les écoles de Reims

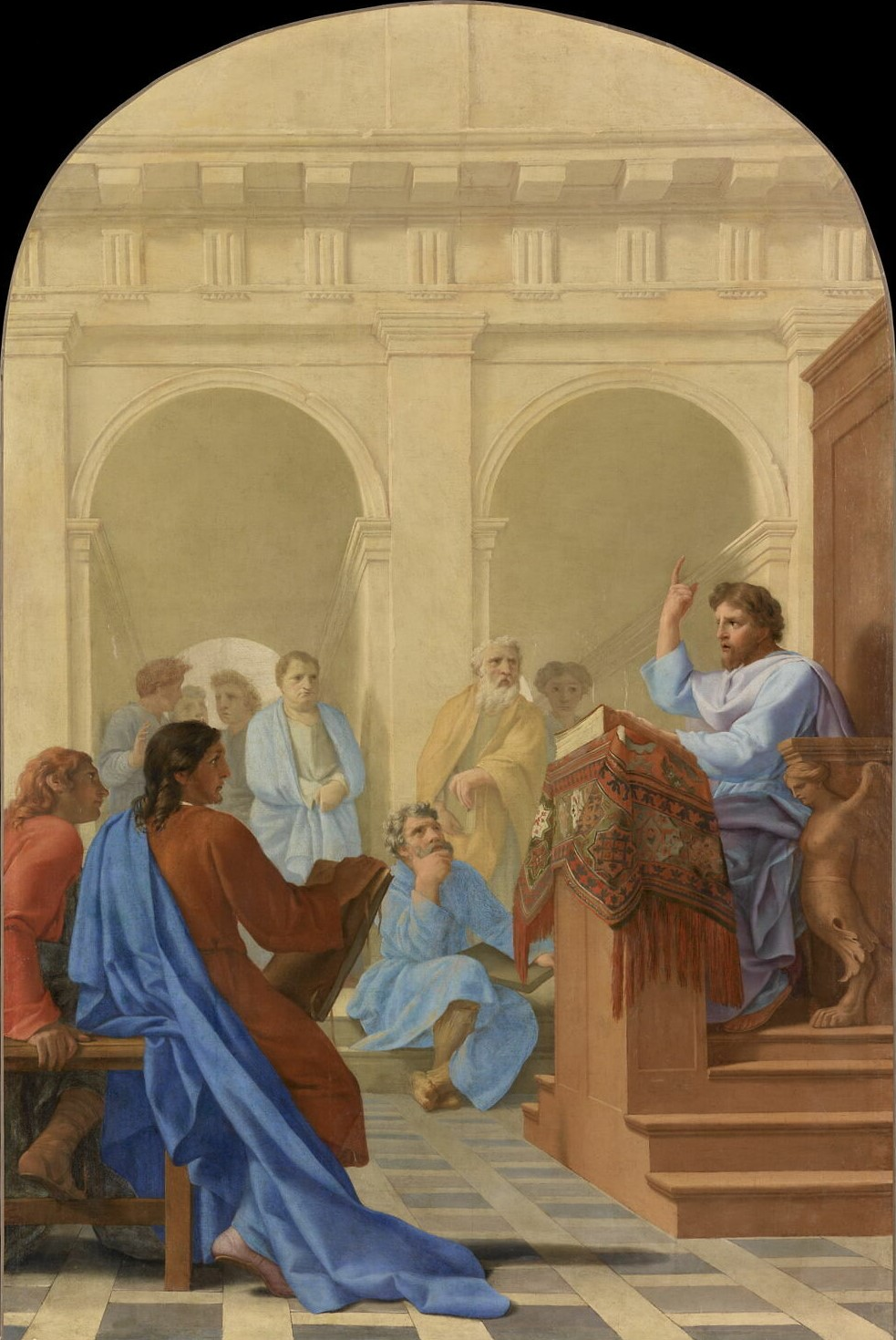
INV 8028; MR 2014 - no 39

Bruno enseigne la théologie à Reims. Il s'agit en réalité d'une part importante de sa vie et d'une activité qui lui rapporta un grand succès. Félibien indique toutefois que, après le miracle de Raymond Diocrès, Bruno n'allait dans les écoles que « pour imprimer dans l’esprit de ses auditeurs les sentiments dans lesquels il était lui-même », de sorte que les personnes qui viennent l'écouter « paraissent émues par la force de ses paroles ». Il lève le bras vers le ciel pour indiquer qu'il prend Dieu à témoin et qu'il est pénétré de son discours.
Un dessin préparatoire montre que Le Sueur a envisagé de placer l'enseignant au fond de l’image, avec une utilisation plus accentuée de la perspective dans les lignes du plafond, mais au détriment de la narration et de lisibilité de l'image, même si le jeu des lumières tentait de mettre Bruno en évidence par rapport aux auditeurs du premier plan, laissés dans l'ombre.
La composition finale est similaire à celle du premier tableau, mais inversée : la chaire est à droite et des auditeurs sont placés en repoussoir à gauche au premier plan, permettant de mettre l’accent sur l'enseignant bien que les lignes fuyantes ne convergent plus vers lui. Dans les deux cas, Le Sueur place à droite, donc dans le sens de la lecture du tableau par le spectateur, le personnage le plus important qui est Bruno. Dans le premier cas il est auditeur, dans le second il est orateur, mais, contrairement à Diocrès, il n’est pas placé au-dessus de ceux qui l'écoutent. Le geste du prédicateur reprend celui de Platon dans l'École d'Athènes, que Le Sueur réutilisera dans La Prédication de saint Paul à Éphèse,.

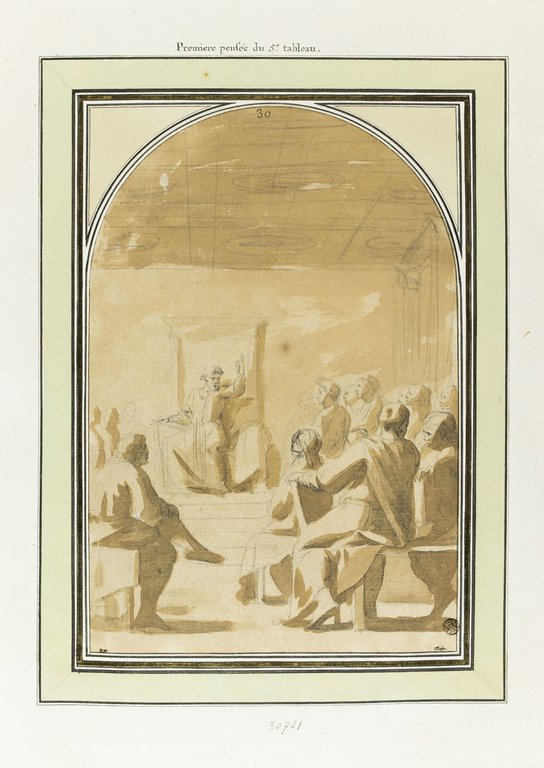
Dessin préparatoire
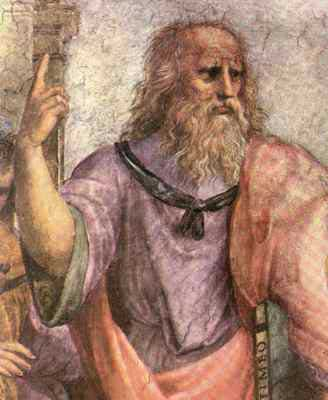
Platon dans L'École d'Athènes de Raphaël

#### Épisode 6: Saint Bruno engage ses disciples et ses amis à quitter le monde

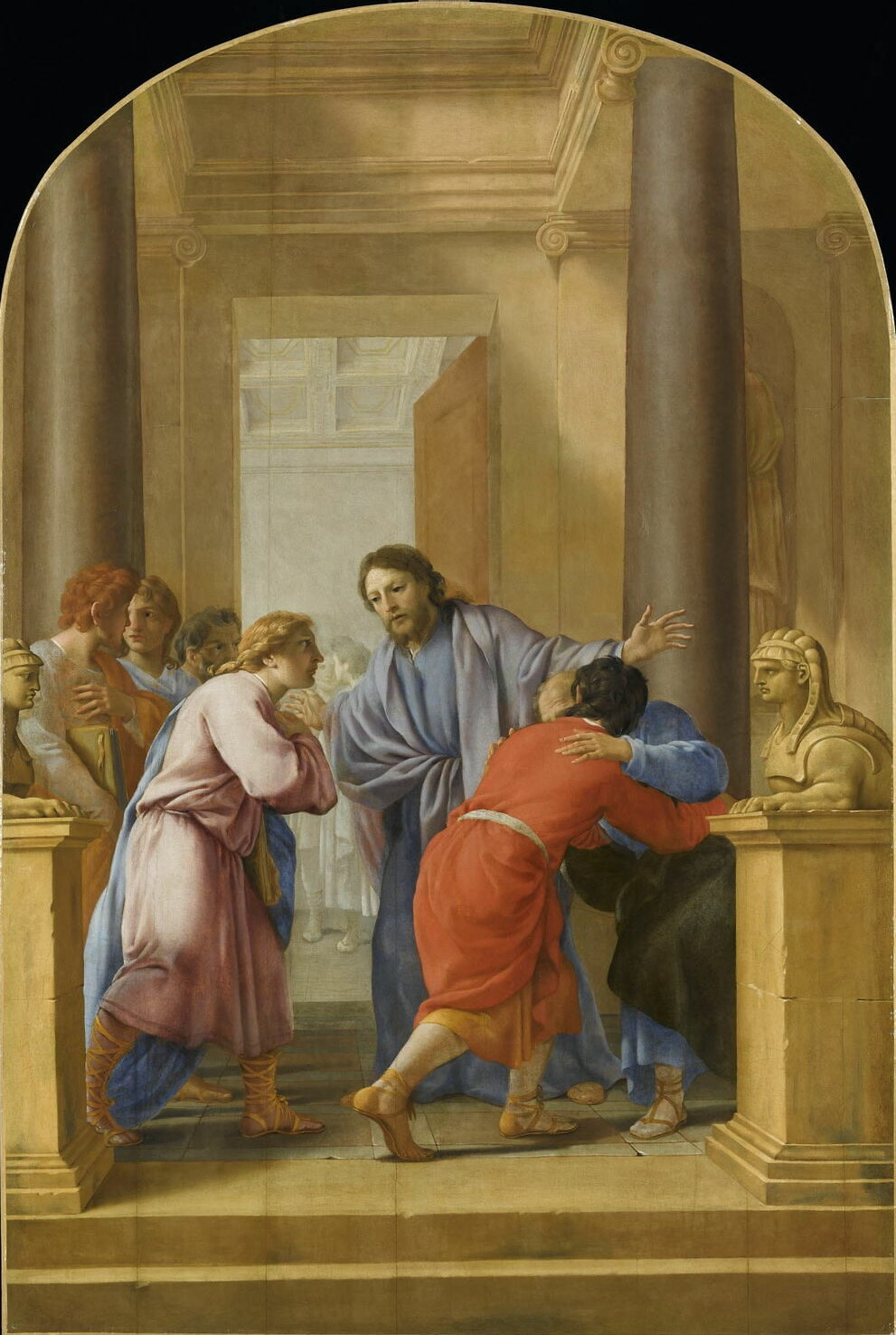
INV 8029; MR 2015 - no 40

Ce tableau est aussi désigné sous les titres Saint Bruno et six de ses disciples partent pour se retirer dans la solitude ou Les Adieux de saint Bruno.
Bruno engage ses disciples et ses amis à quitter le monde avec lui. À droite, un des futurs ermites se jette dans les bras de son père qui cherche à le retenir.
Entre les premiers dessins et le tableau final, Le Sueur a cherché à rendre l’action la plus lisible possible, dans un cadre architectural sévère. L'attitude de Bruno rappelle celle de Jésus dans Jésus enseignant sa doctrine sur les degrés du temple  (Cherbourg). Les deux sphinx, également présents dans le tableau précédent, témoignent, comme dans d'autres œuvres du peintre, du souci « archéologique » de l'époque.

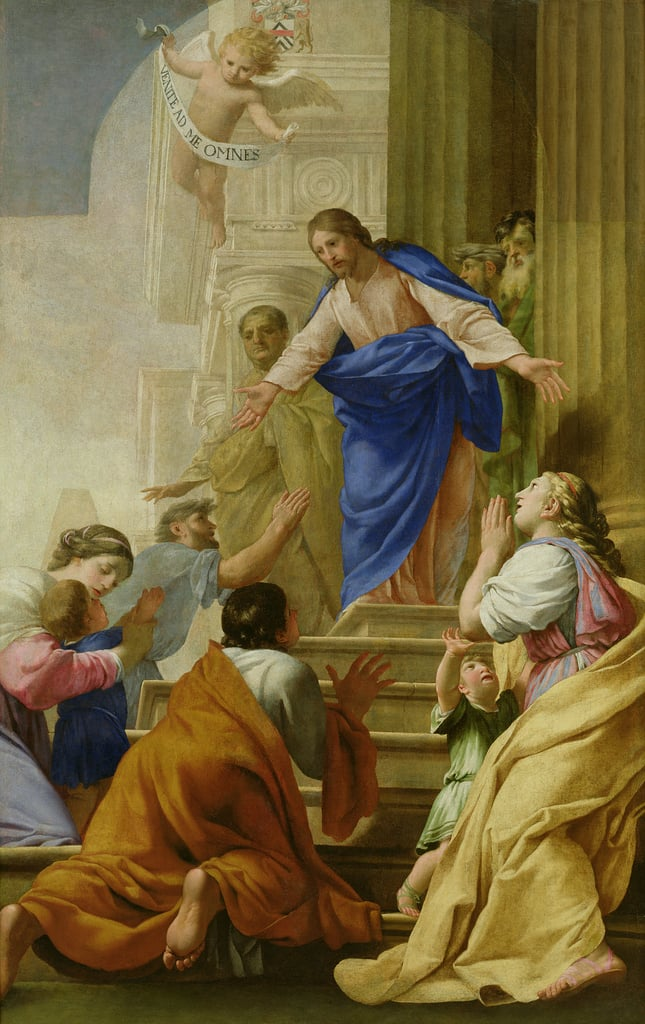
Jésus enseignant sa doctrine sur les degrés du temple, par Le Sueur

#### Épisode 7: Songe de saint Bruno

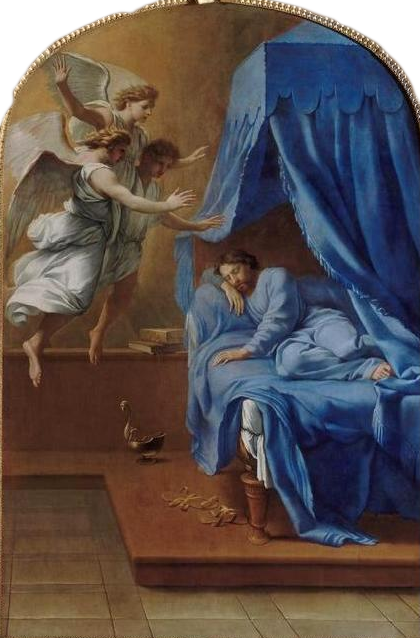
INV 8030; MR 2016 - no 41

Bruno voit en songe trois anges qui l'incitent à aller voir saint Hugues, évêque de Grenoble, afin que celui-ci lui indique où fonder un monastère. Cette scène ne doit pas être confondue avec celle, non représentée par Le Sueur, du songe de saint Hugues, prévenu de la venue de Bruno, ni avec l'apparition de Bruno lui-même en songe au comte Roger, 20e tableau de la série.
Il s'agit du seul épisode où Bruno est seul, avec le quatrième qui le montre en pleine méditation après le miracle de Diocrès. Dans les deux cas il doit prendre une décision importante sous l'impulsion de Dieu.
Félibien voit dans ce tableau « un des plus beaux et des mieux peints de toute cette histoire ». La composition, très différente des autres tableaux, est très simple et les anges, dans un style proche de Guido Reni, sont presques immatériels. Le mur situé derrière eux, selon Bruno Nassim Aboudrar, est le seul élément de l’ensemble du cycle qui ne soit pas parfaitement clair et concret : ce plan de peinture aux nuances variables, dépourvu d'éléments assurant sa matérialité, pourrait être lié à l'apparition des anges et au rêve de Bruno.

#### Épisode 8: Saint Bruno et ses compagnons, avant de partir pour Grenoble, distribuent tous leurs biens aux pauvres

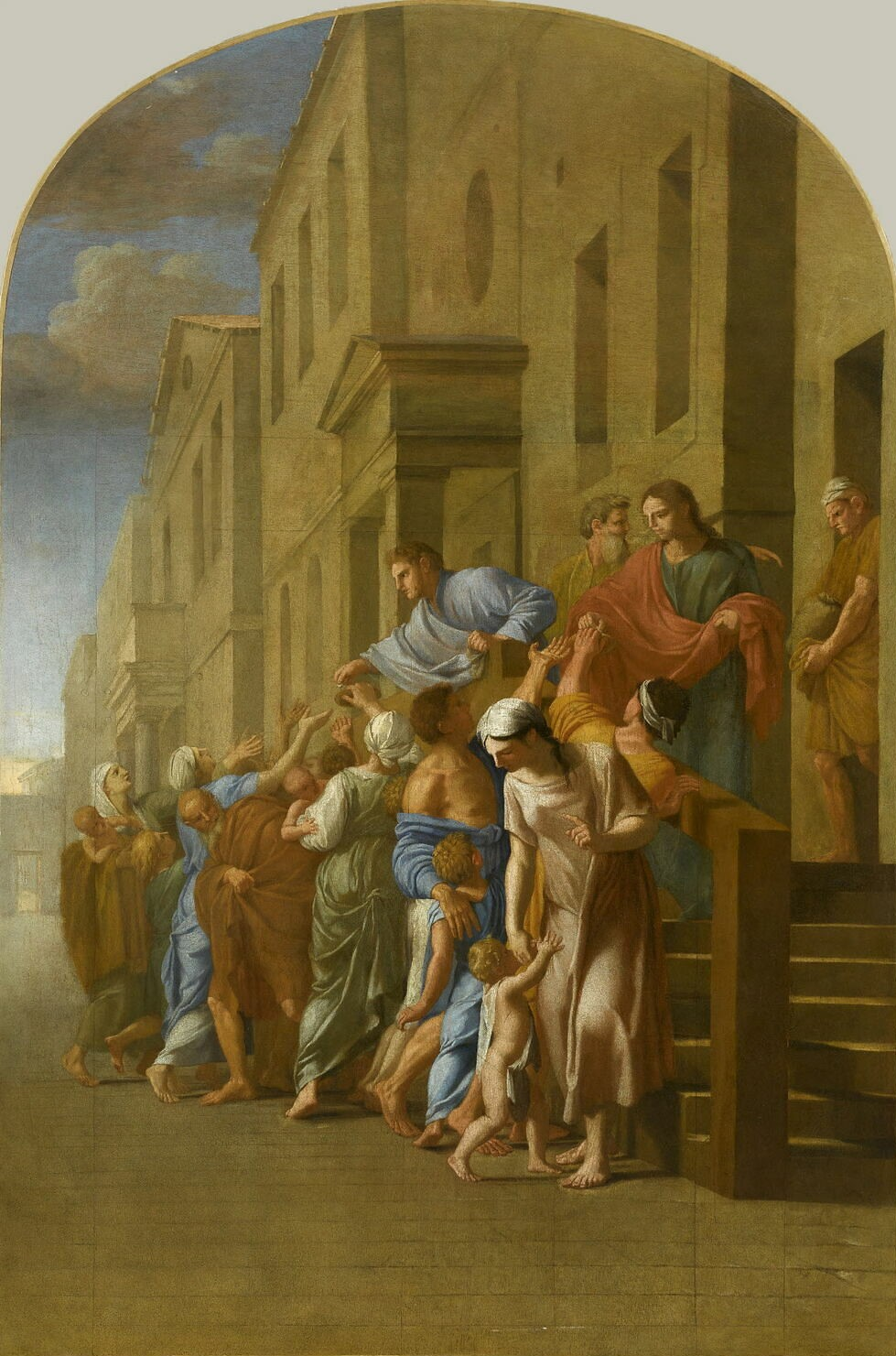
INV 8031; MR 2017 - no 42

Avant de partir à Grenoble avec ses compagnons, Bruno distribue ses biens aux pauvres.
Cette scène, insérée dans la vie de Bruno alors que les Chartreux n’étaient pas un ordre charitable, témoigne de l'importance donnée par la Contre-Réforme aux œuvres de miséricorde. Selon Alain Mérot, cet épisode témoigne, de manière assez scolaire, d'un intérêt nouveau de Le Sueur pour la perspective ; les lignes de fuite sont accentuées et le premier se dégarnit entre le dessin préparatoire et le tableau final. Félibien considère plutôt que « la disposition du lieu et les bâtiments en sont agréables, et l’ordonnance de toutes les figures bien entendue ». La composition rappelle celle des tableaux de Poussin.

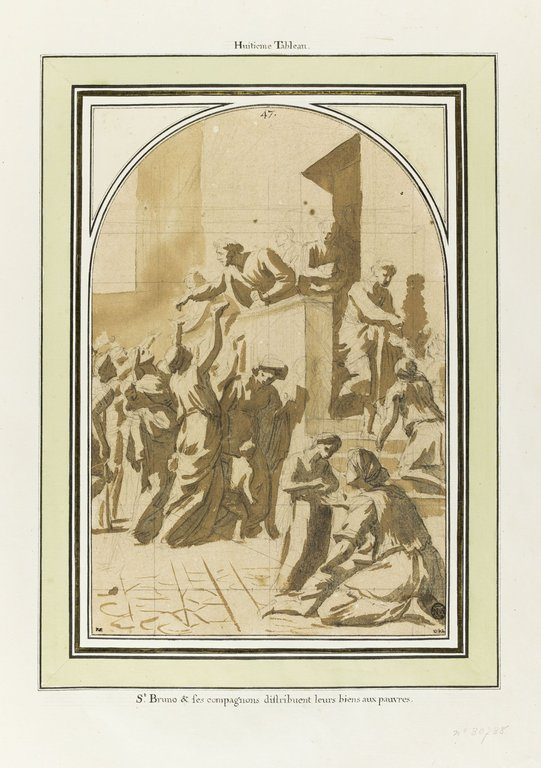
Dessin préparatoire

### Fondation de l’Ordre des chartreux
L'événement principal du cycle du point de vue des moines commanditaires, c’est-à-dire la fondation de leur Ordre, est décrit par six tableaux. Bruno et ses compagnons créent en 1083 la Grande Chartreuse, premier établissement de l’ordre situé près de Grenoble.

#### Épisode 9: Arrivée de saint Bruno à Grenoble chez saint Hugues

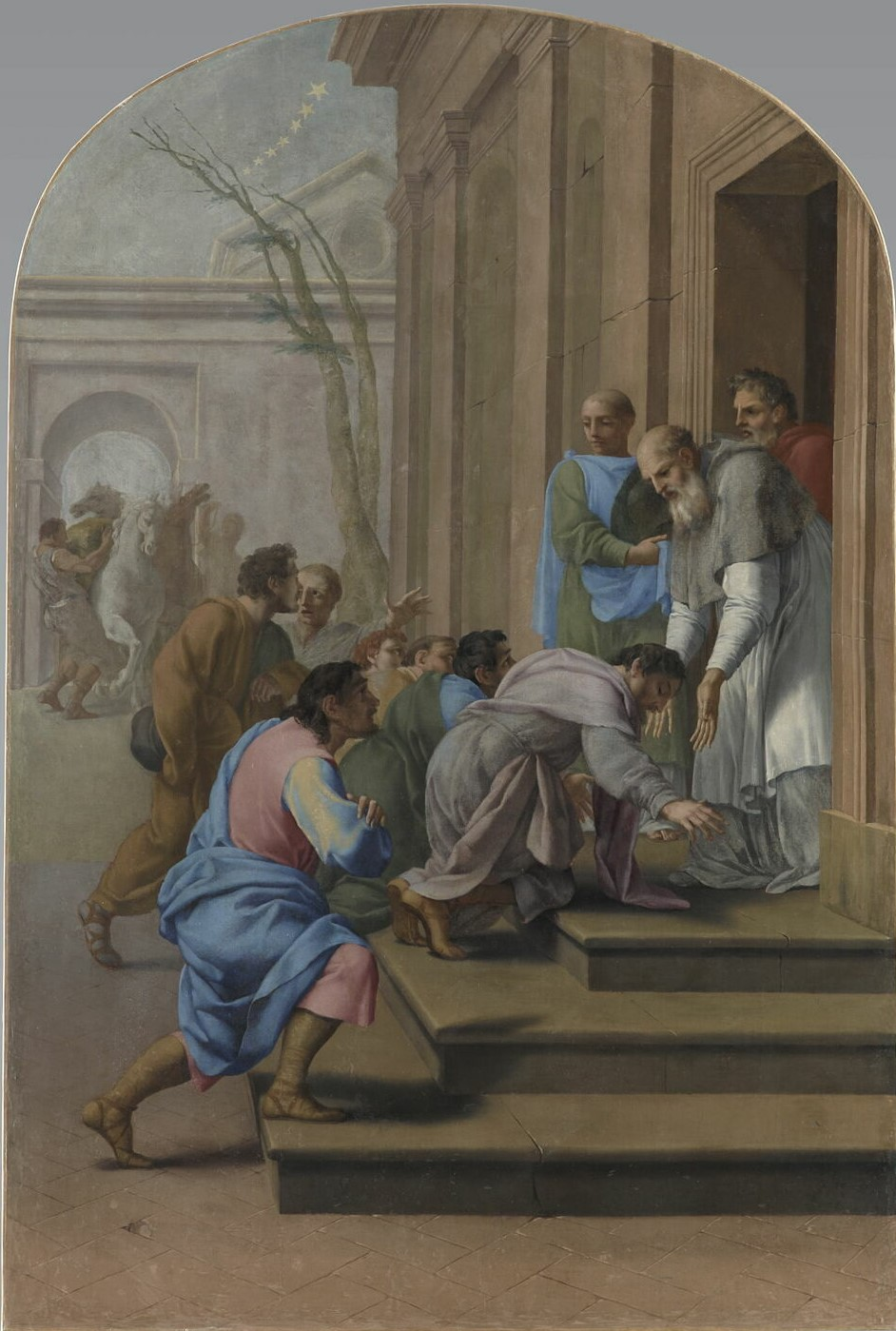
INV 8033; MR 2018 - no 43

Bruno arrive à Grenoble, accueilli par l'évêque Hugues. Celui-ci comprend alors pourquoi il a vu, en rêve, Dieu qui se bâtissait une maison dans un lieu appelé Chartreuse, dont le chemin était montré par sept étoiles splendides dans le ciel. Ces étoiles apparaissent sur le tableau.
Le dessin préparatoire contient la figure d'un chien et d'un page, qui font office de repoussoir mais sont supprimés de la peinture finale.

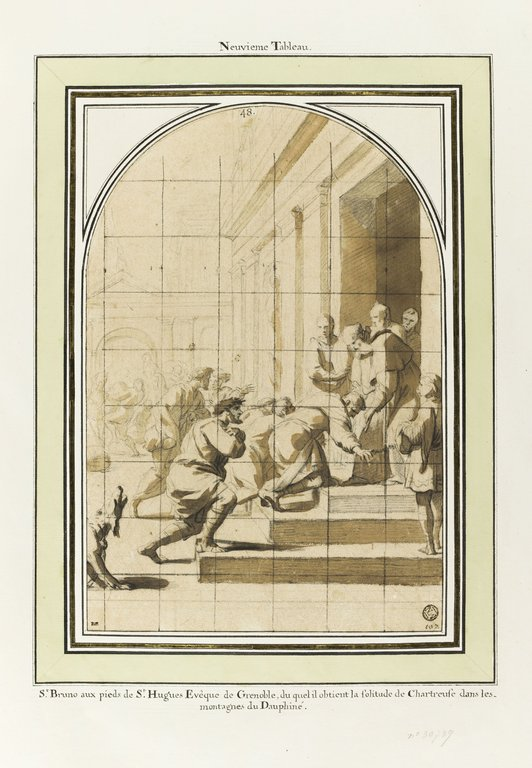
Dessin préparatoire

#### Épisode 10: Voyage à la chartreuse

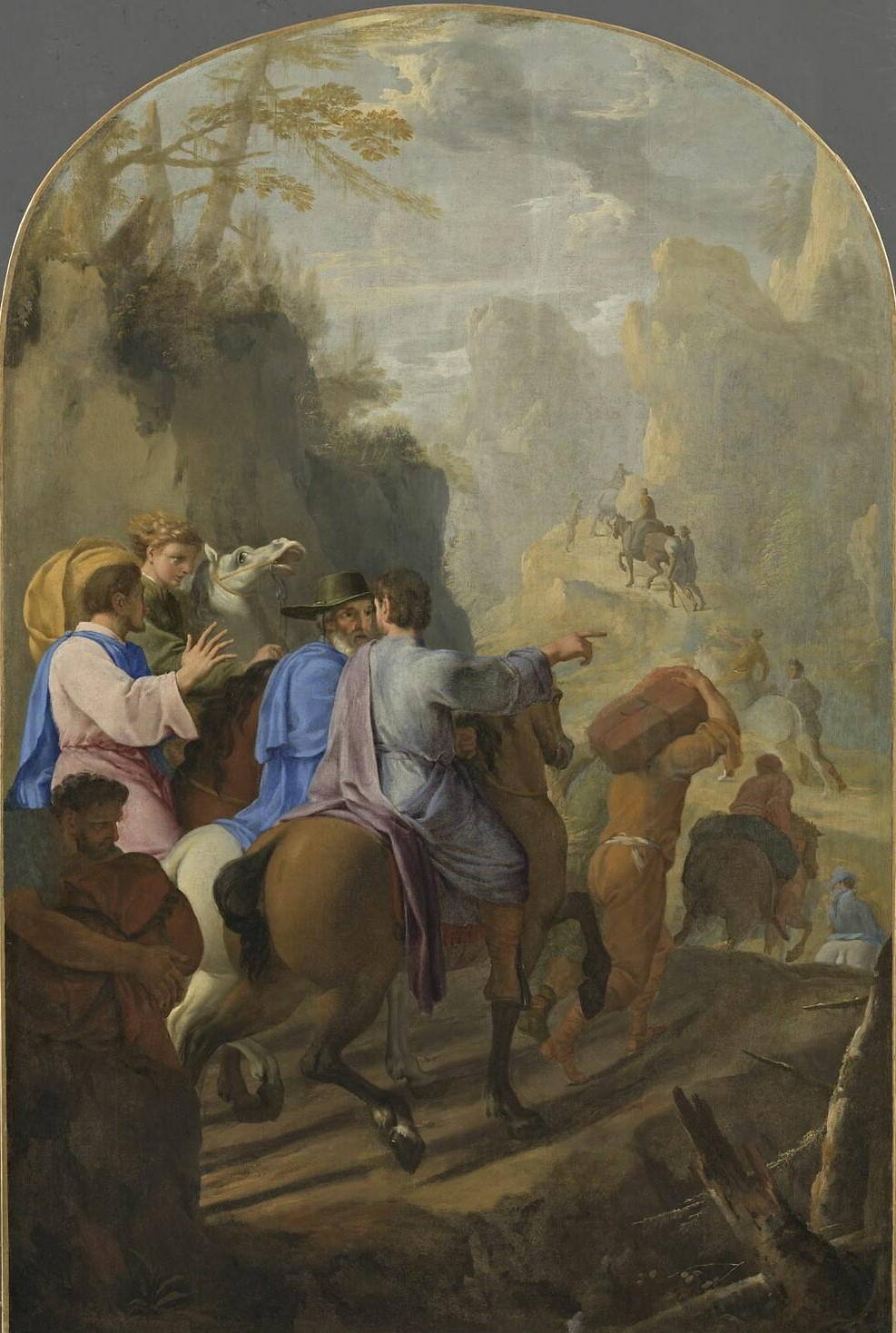
INV 8034; MR 2019 - no 44

Hugues, après avoir autorisé Bruno à construire un monastère, le conduit dans la région reculée de la Grande Chartreuse, réputé désolé et sauvage, afin qu’il s'y installe avec ses compagnons. Bruno et ses compagnons, selon la description de Félibien, « traversent des déserts affreux, et passent entre de hautes montagnes pour se rendre dans le lieu que saint Bruno avait prié l’Évêque de leur donner ».
Pour la première fois dans le cycle, Le Sueur fait sortir Bruno de la ville. Le paysage sera de plus en plus présent dans les derniers tableaux, illustrant l’éloignement progressif des villes pour un saint qui cherche à s'isoler avec ses compagnons.
Selon Alain Mérot, le groupe des cavaliers de gauche est remarquable et la figure du jeune homme échevelé rappelle Raphaël. Le paysage, très différent de celui de la Rencontre de saint Bruno et du comte Roger de Sicile (no 19), est peint dans une lumière fine qui pourrait le faire attribuer à Pierre Patel.

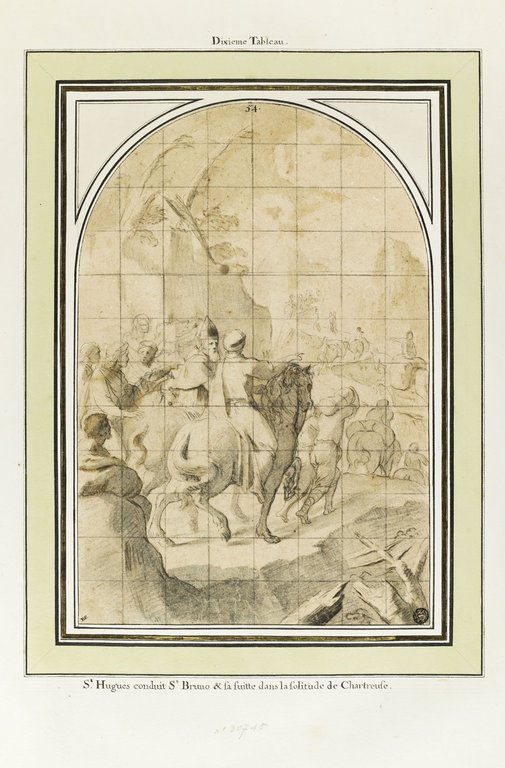
Dessin préparatoire

#### Épisode 11: Saint Bruno fait construire le monastère de la Grande Chartreuse

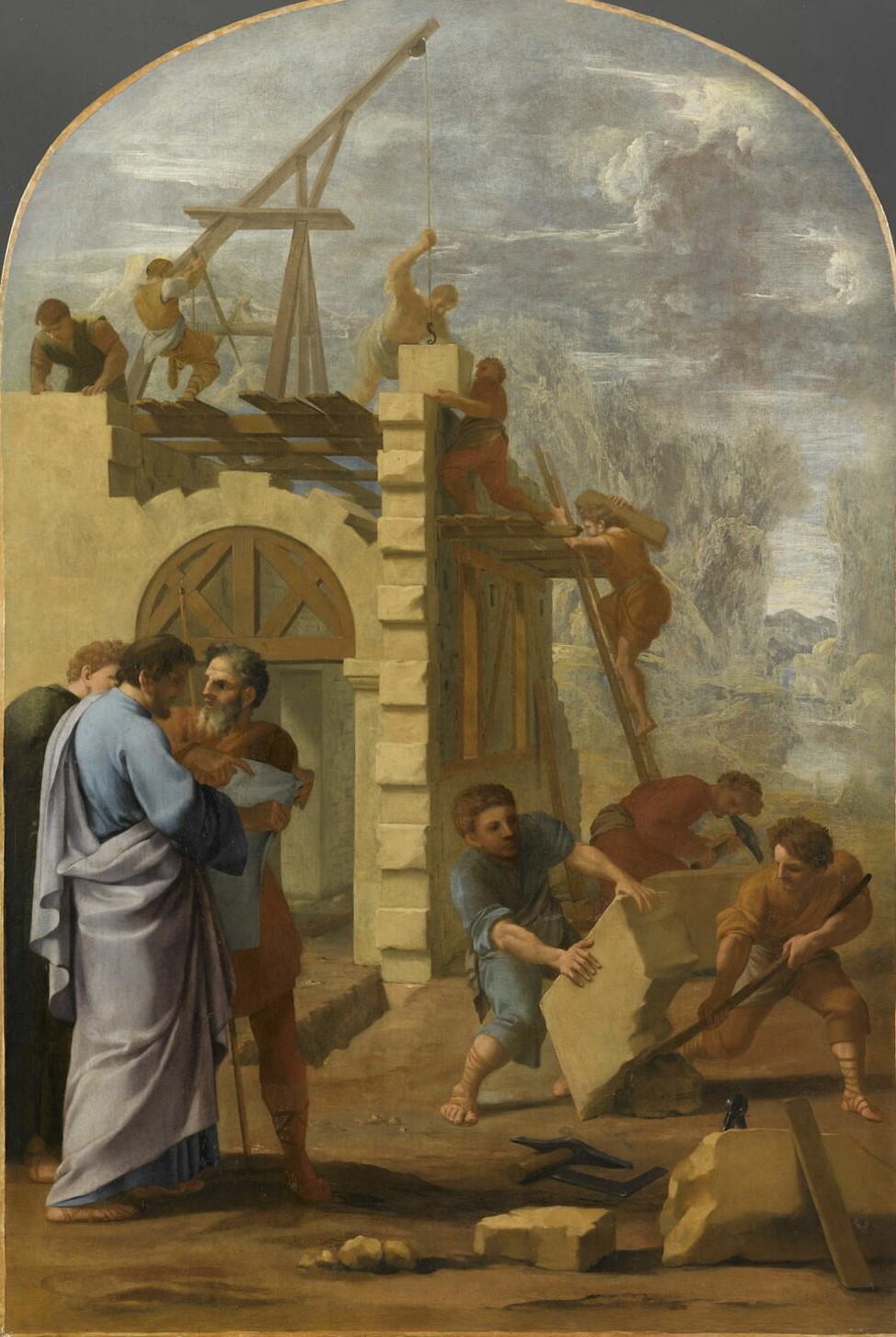
INV 8035; MR 2020 - no 45

Bruno fait construire le monastère de la Grande Chartreuse (vers 1084). Il consulte un plan du monastère, mais l'architecture et les techniques de construction sont celles de l'époque de Le Sueur et non de Bruno, de sorte qu'il faut peut-être voir dans ce tableau une allusion à la construction du petit cloître de la Chartreuse de Paris, où ces tableaux étaient exposés. Selon Alain Mérot, l'exécution assez faible permet d'attribuer le tableau à l'atelier de Le Sueur, sur les dessins du maître.

#### Épisode 12: Saint Bruno prend l'habit monastique

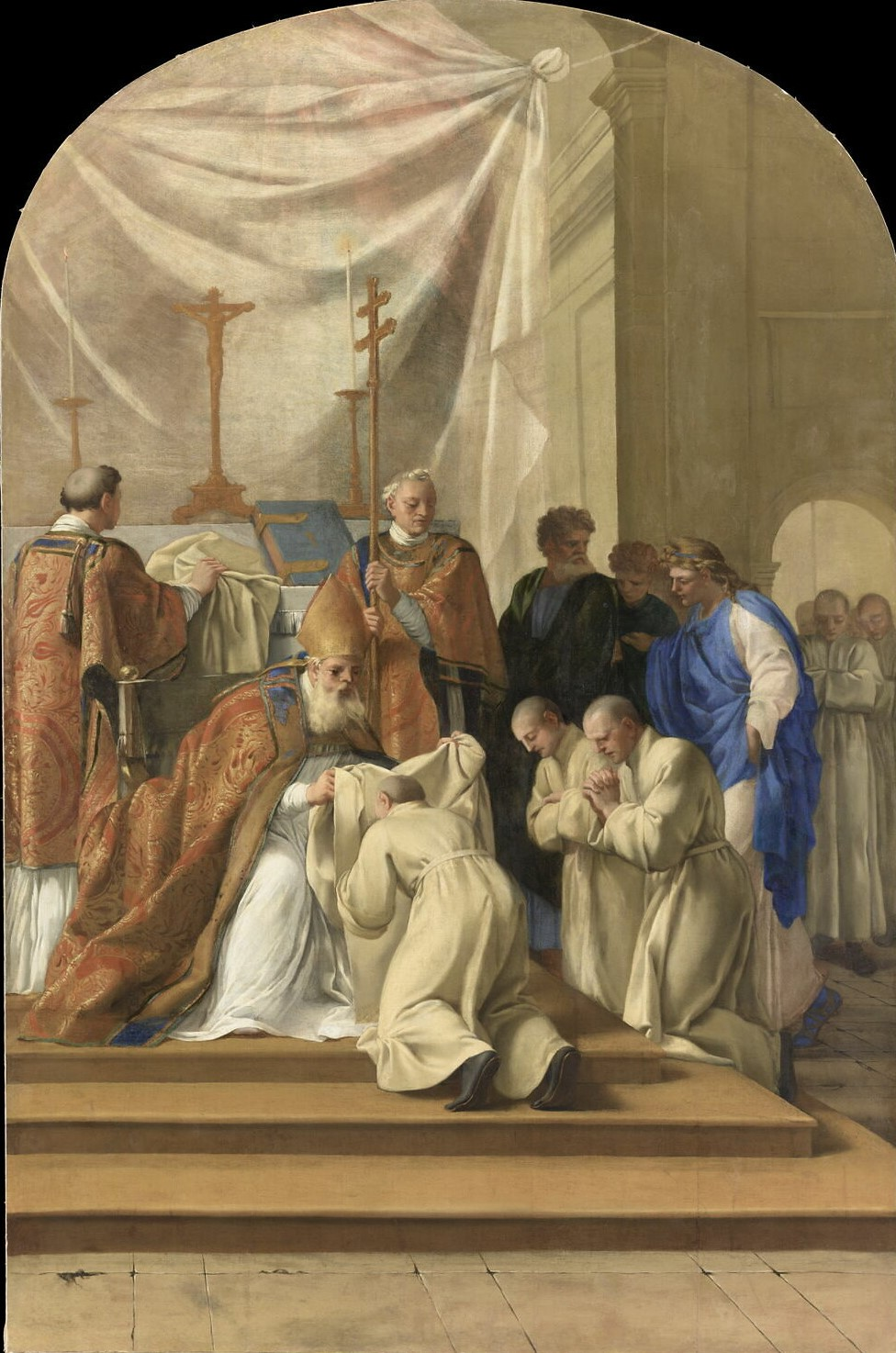
INV 8036; MR 2021 - no 46

Bruno reçoit enfin l'habit monastique de la part de Hugues, même si certains considèrent qu'il l'a plutôt reçu de saint Robert à l'abbaye de Molesme.
Ce tableau a été copié en tapisserie à la manufacture des Gobelins. Selon Alain Mérot, il s'agit de l'une des compositions les plus travaillées du cycle, avec un caractère simple et sévère. Bruno Nassim Aboudrar remarque la composition quasi monochrome formée par Bruno agenouillé, habillé d'un aube grège et enfilant une coule de même couleur tendue par l’évêque, portant une toge blanche, tout en donnant à chaque élément, comme à la scène dans son ensemble, la très grande clarté et lisibilité typiques de l'atticisme.
Entre le dessin préparatoire et le tableau final, la partie droite a été dégagée des nombreux éléments qu'elle comportait, recentrant l'œuvre sur les personnages principaux. Le groupe central s'inspire du groupe de droite de la gravure de Krüger d'après Lanfranco.

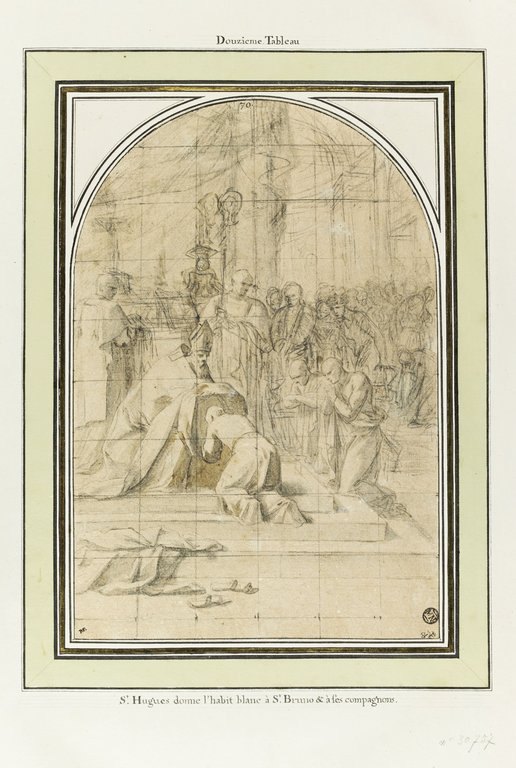
Dessin préparatoire au tableau de Le Sueur
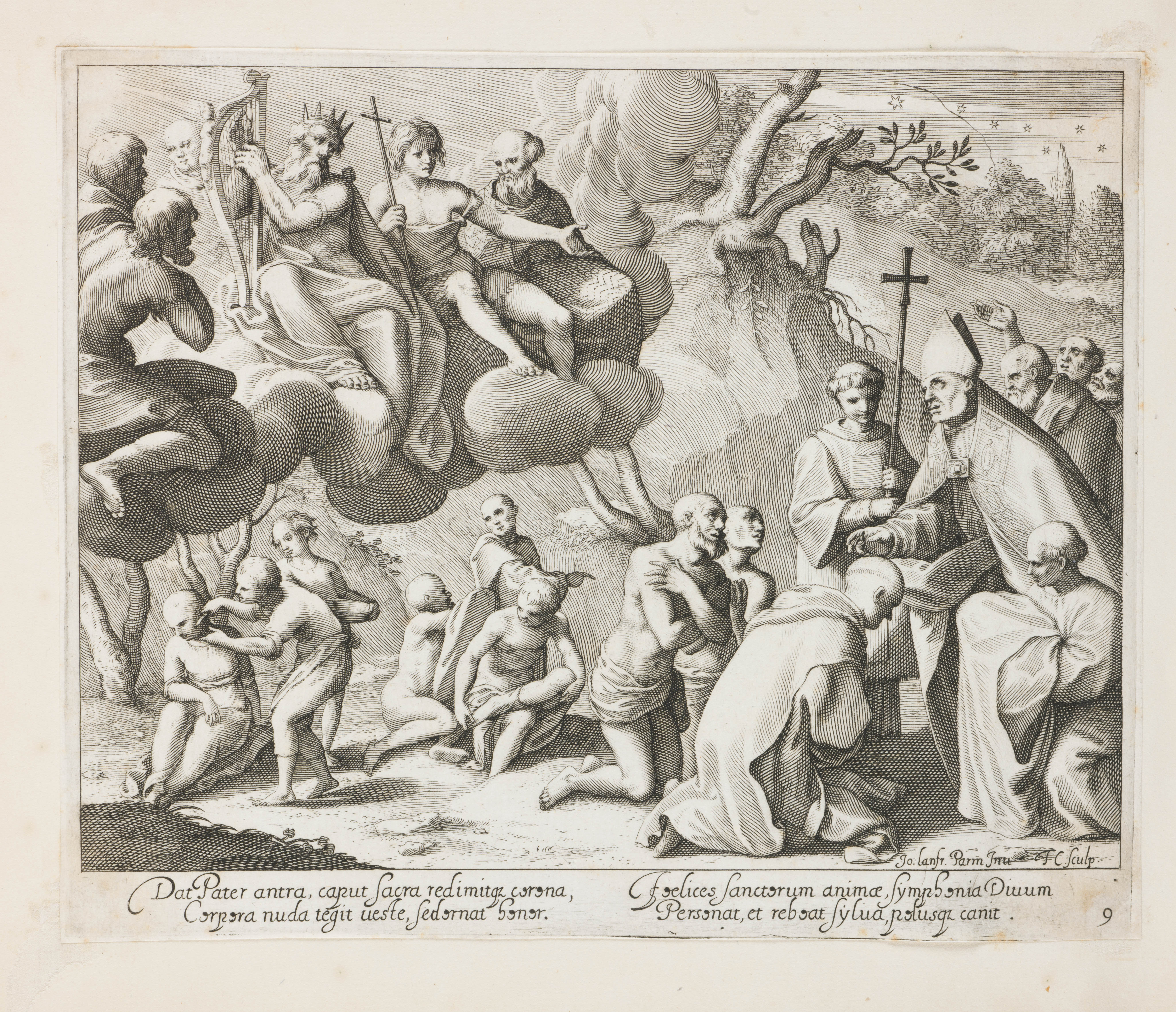
Planche no 9 de Dietrich Krüger, d'après Giovanni Lanfranco

#### Épisode 13: Le pape Victor III confirme l'institution des Chartreux

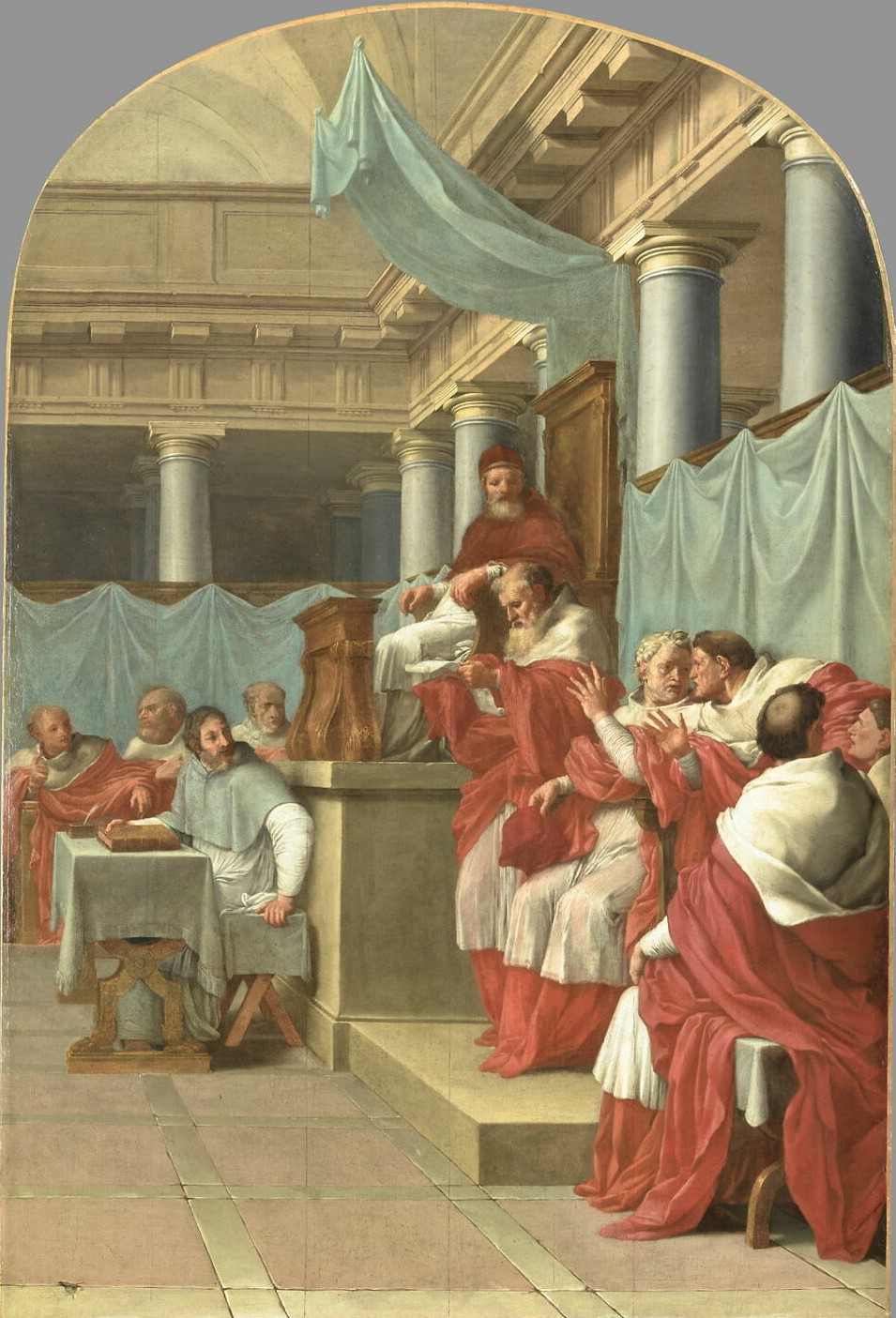
INV 8037; MR 2022 - no 47

La fondation de l'ordre des Chartreux est officiellement reconnue par le pape Victor III (1086-1087). Pougens fait observer un anachronisme dans la couleur de la robe des cardinaux, qui n'était pas encore rouge à l'époque de Bruno et Victor III.
L'apparence de Bruno change radicalement dans ce tableau. Alors qu’il était barbu et portait le plus souvent des vêtements bleus dans les onze premiers épisodes, il est désormais rasé et vêtu de la robe blanche des moines chartreux, comme ses compagnons.
Le tableau pourrait être en grande partie de la main de Le Sueur. La composition est recherchée et les draperies des prélats, préparées par de nombreux dessins, contrastent avec la simplicité des robes des moines dans les autres tableaux de la série. Félibien considère également que ce tableau est l'un des plus beaux de la série, ainsi que le suivant.

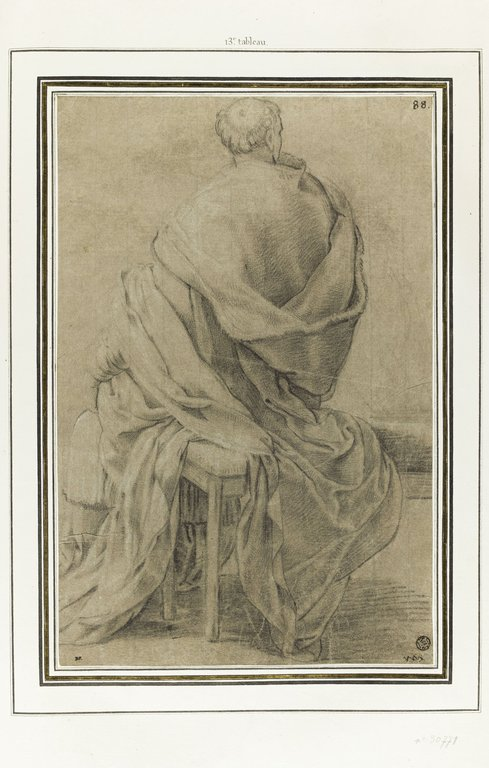
Étude pour le personnage de dos

#### Épisode 14: Saint Bruno donne l'habit à plusieurs novices

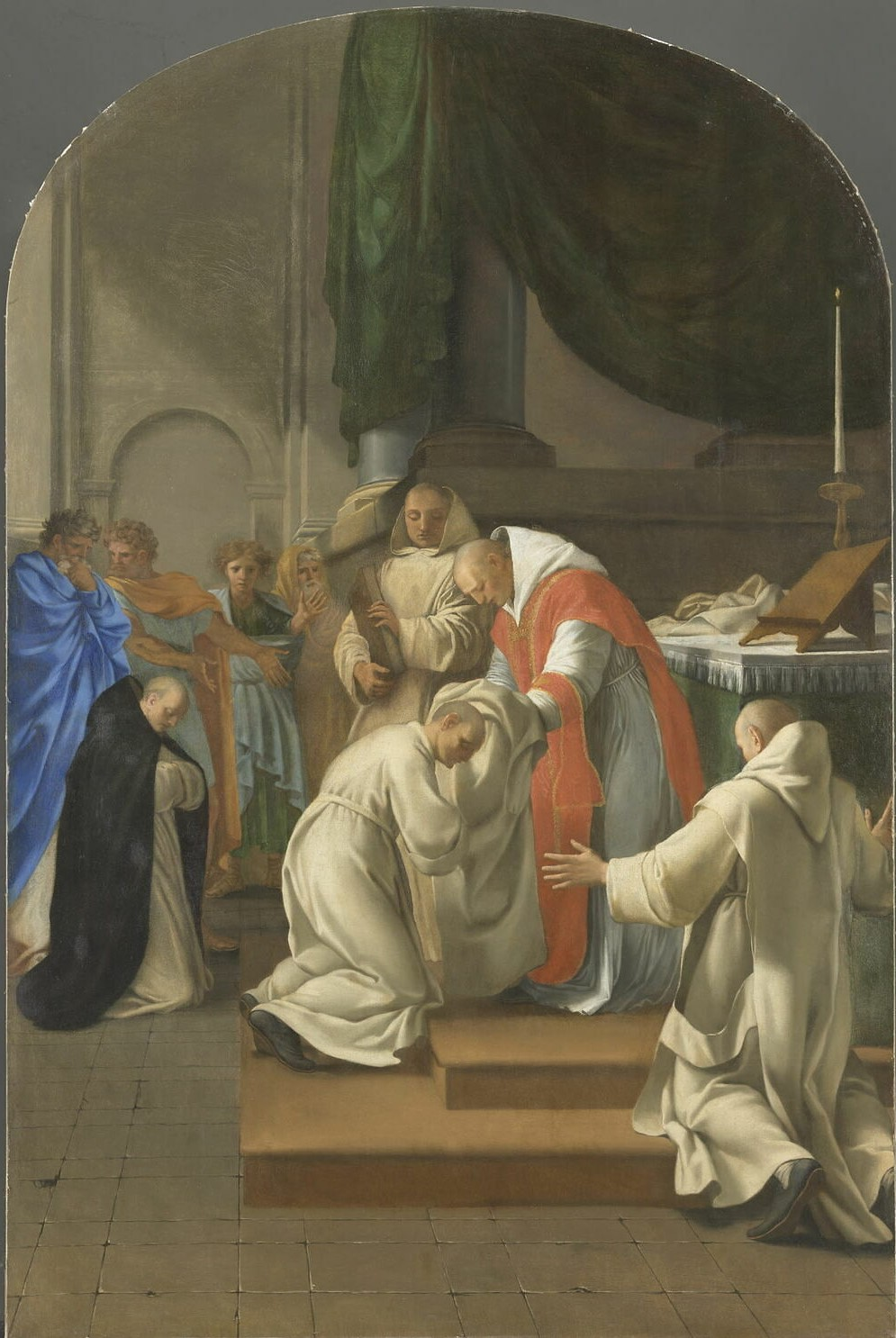
INV 8038; MR 2023 - no 48

De même que, dans le tableau no 12, Bruno recevait l'habit monastique de la part de saint Hugues, c'est lui qui, à présent, l'accorde à des novices, dans une composition inversée où le moine recevant l'habit est à gauche de celui qui le lui donne. Les assistants, habillés à l'antique, et tout particulièrement celui qui semble étonné au fond, sont inspirés de Raphaël.

### Relations avec le pouvoir pontifical
Trois tableaux décrivent les échanges entre l’ordre des Chartreux et la cour du pape.

#### Épisode 15: Saint Bruno reçoit un message du pape

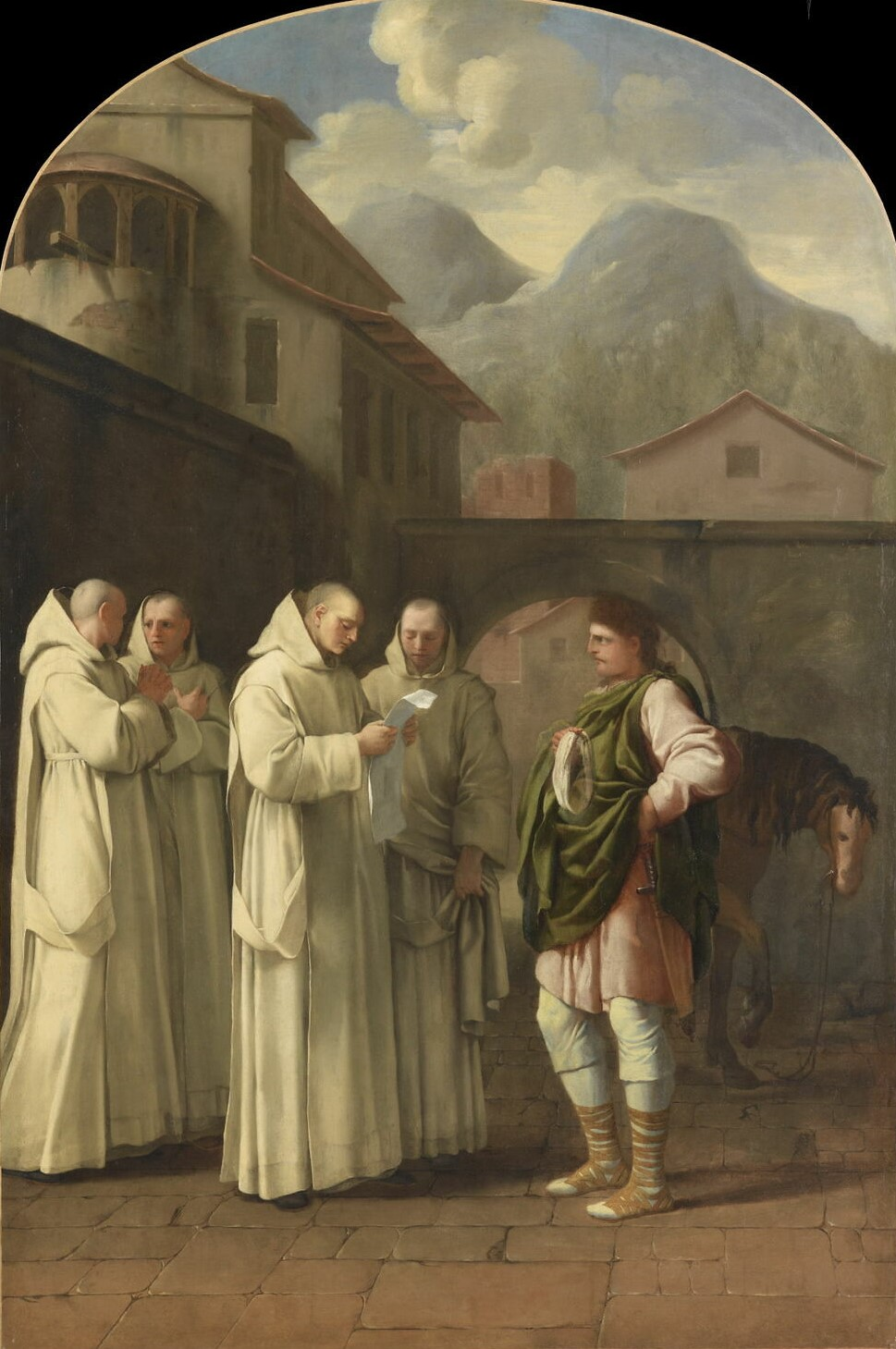
INV 8039; MR 2024 - no 49

En 1088, Eudes de Châtillon, ancien élève de Bruno à Reims, devient pape sous le nom d'Urbain II (1088-1099). Placé dans une situation difficile avec la concurrence de l'antipape Clément III (1080-1100), Urbain fait venir Bruno pour faire de lui son conseiller,.
Le Sueur représente le moment où Bruno reçoit le message du pape. Bruno garde son calme, tout en regrettant de devoir quitter la Chartreuse, mais ses disciples s'inquiètent du contenu du message. Pierre Subleyras a copié ce tableau avec quelques différences : saint Bruno porte une capuche,.

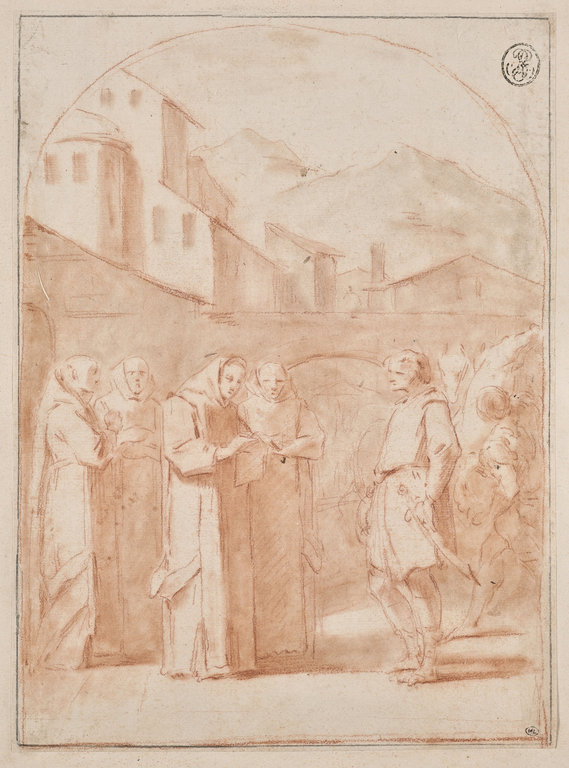
Copie par Pierre Subleyras

#### Épisode 16: Saint Bruno aux pieds du pape Urbain II

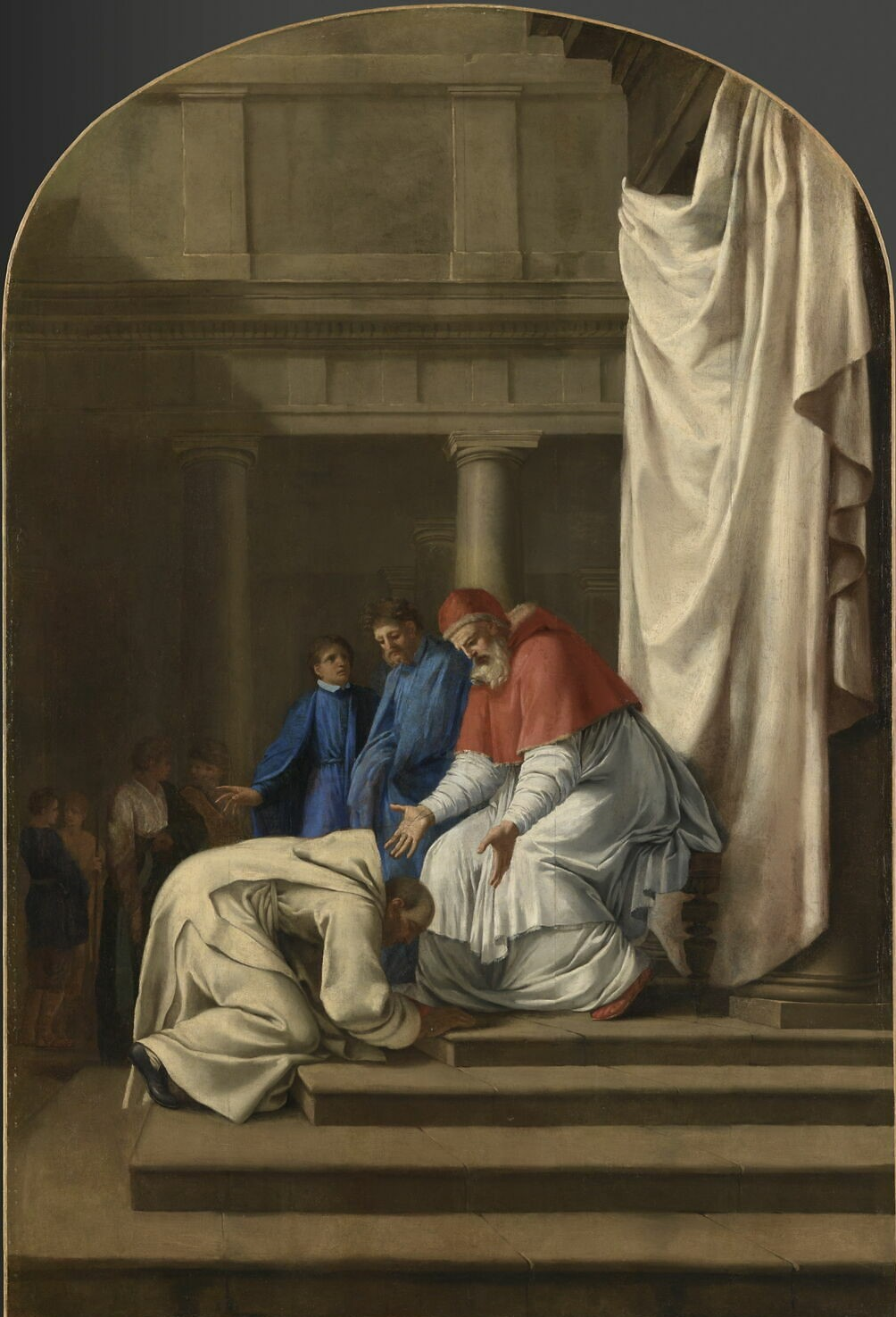
INV 8040; MR 2025 - no 50

Bruno se rend auprès du pape et se prosterne devant son ancien disciple. 
Les personnages secondaires sont peu nombreux, dans un cadre architectural majestueux et sévère. Le Sueur a pu s'inspirer de la gravure de Kruger d'après Lanfranco.

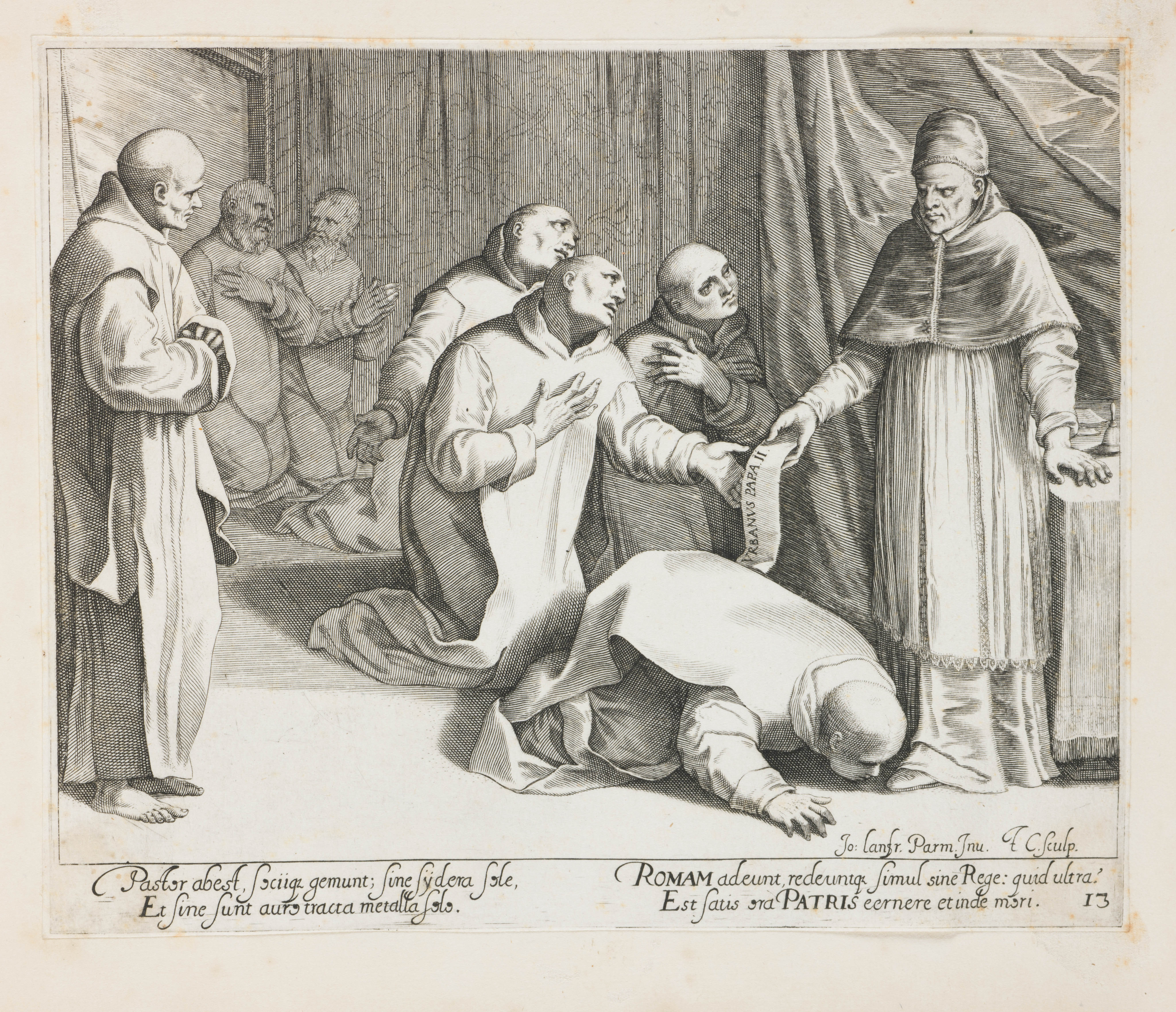
Planche no 13 de Dietrich Krüger, d'après Giovanni Lanfranco

#### Épisode 17: Saint Bruno refuse l'archevêché de Reggio que lui offre Urbain II

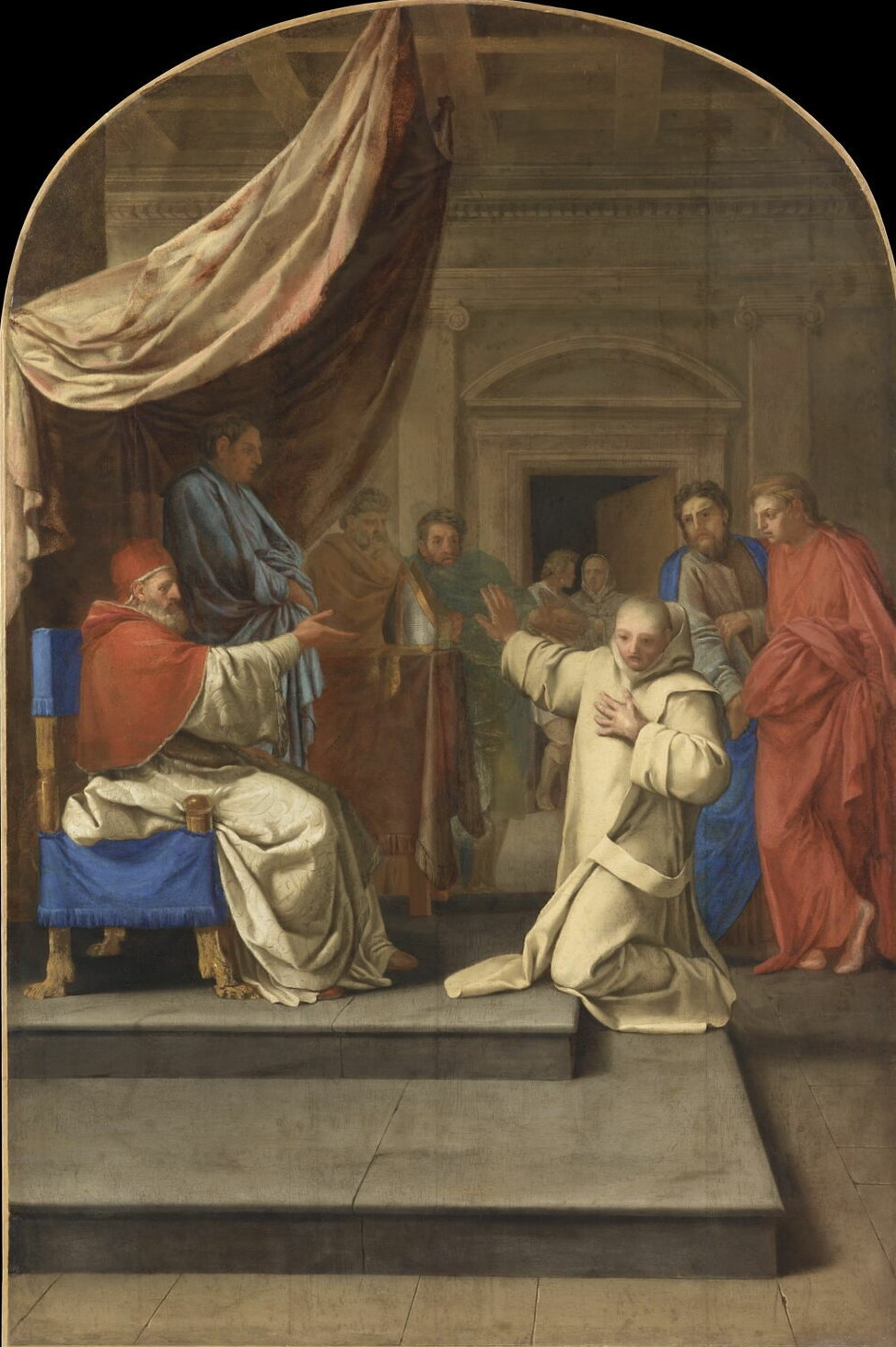
INV 8041; MR 2026 - no 51

Toutefois, Bruno refuse la proposition faite que lui fait le pape de devenir archevêque de Reggio de Calabre.
La composition présente une certaine emphase, quoique moins dramatique que le dessin préparatoire. Une fois encore, des figures drapées dans le style de Raphaël occupent l'arrière-plan. Les personnages à l'arrière-plan manifestent leur étonnement.
L'attitude de Bruno est à peine modifiée par rapport à celle imaginée par Lanfranc. Michel-Ange Slodtz a représenté le même épisode dans une statue de saint Bruno réalisée pour la basilique Saint-Pierre de Rome.

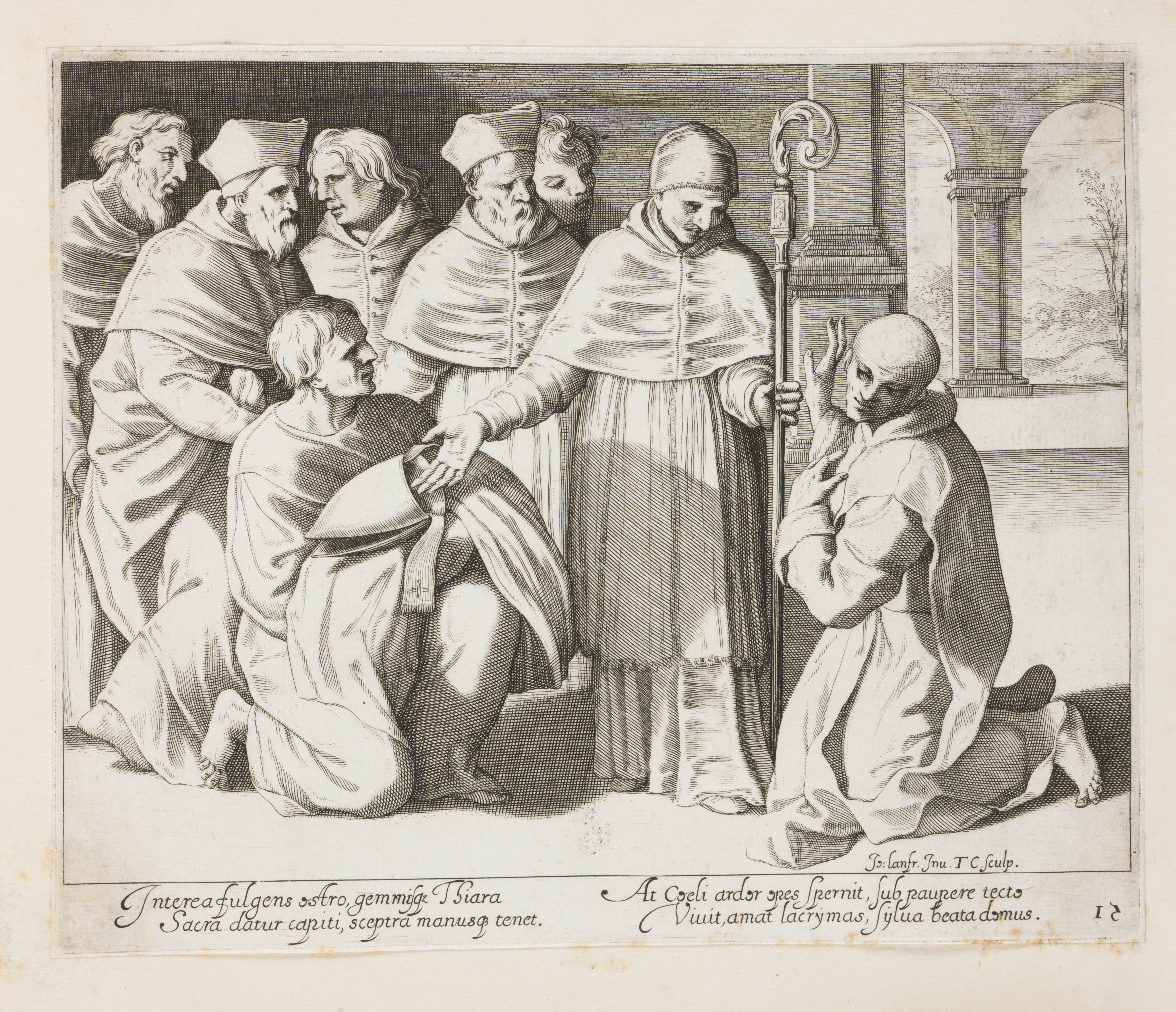
Planche no 15 de Dietrich Krüger, d'après Giovanni Lanfranco
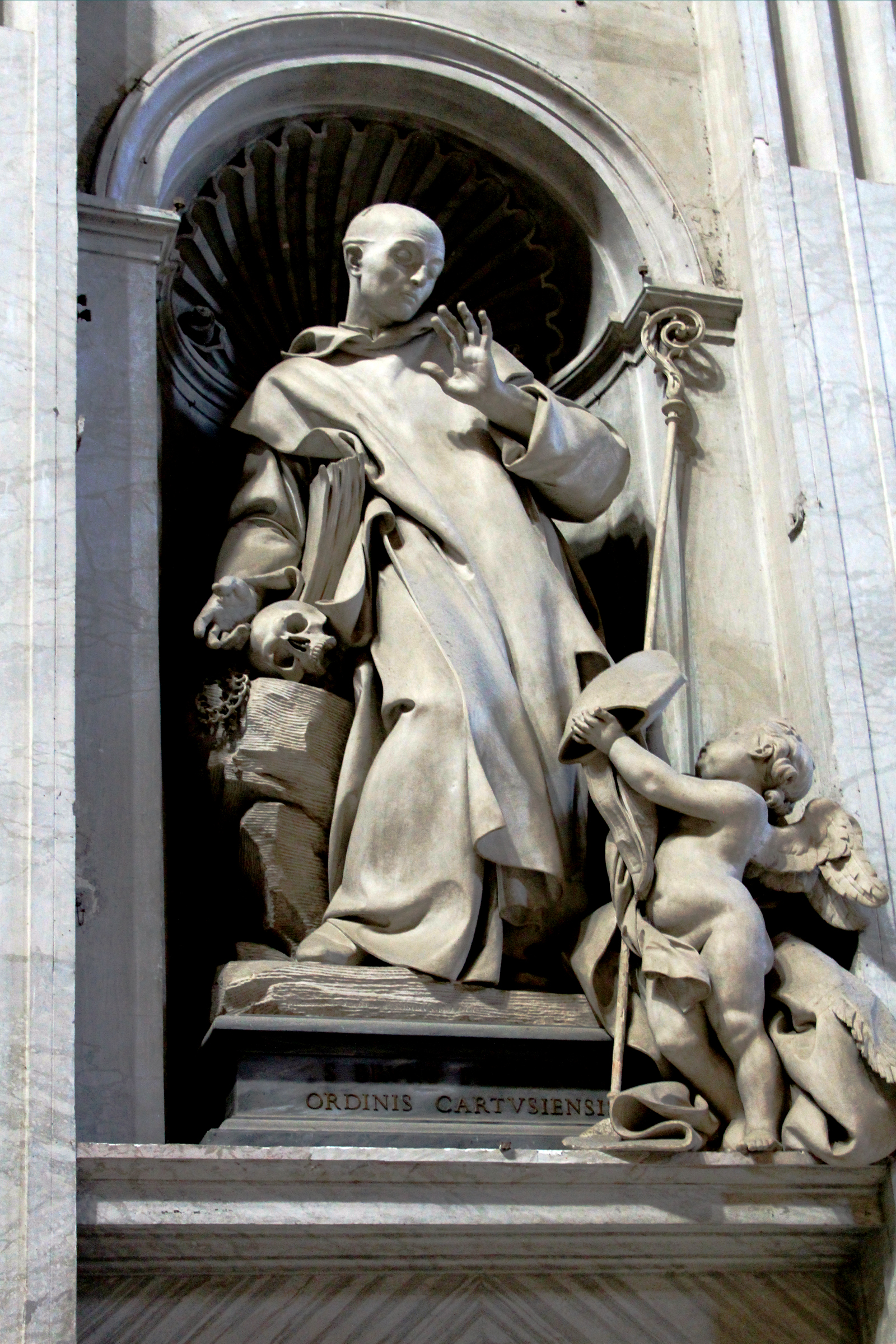
Saint Bruno, par Slodtz

### Dernière période de la vie du saint en Calabre
Trois tableaux sont consacrés à la retraite de Bruno en Calabre.

#### Épisode 18: Saint Bruno en prière (en Calabre)

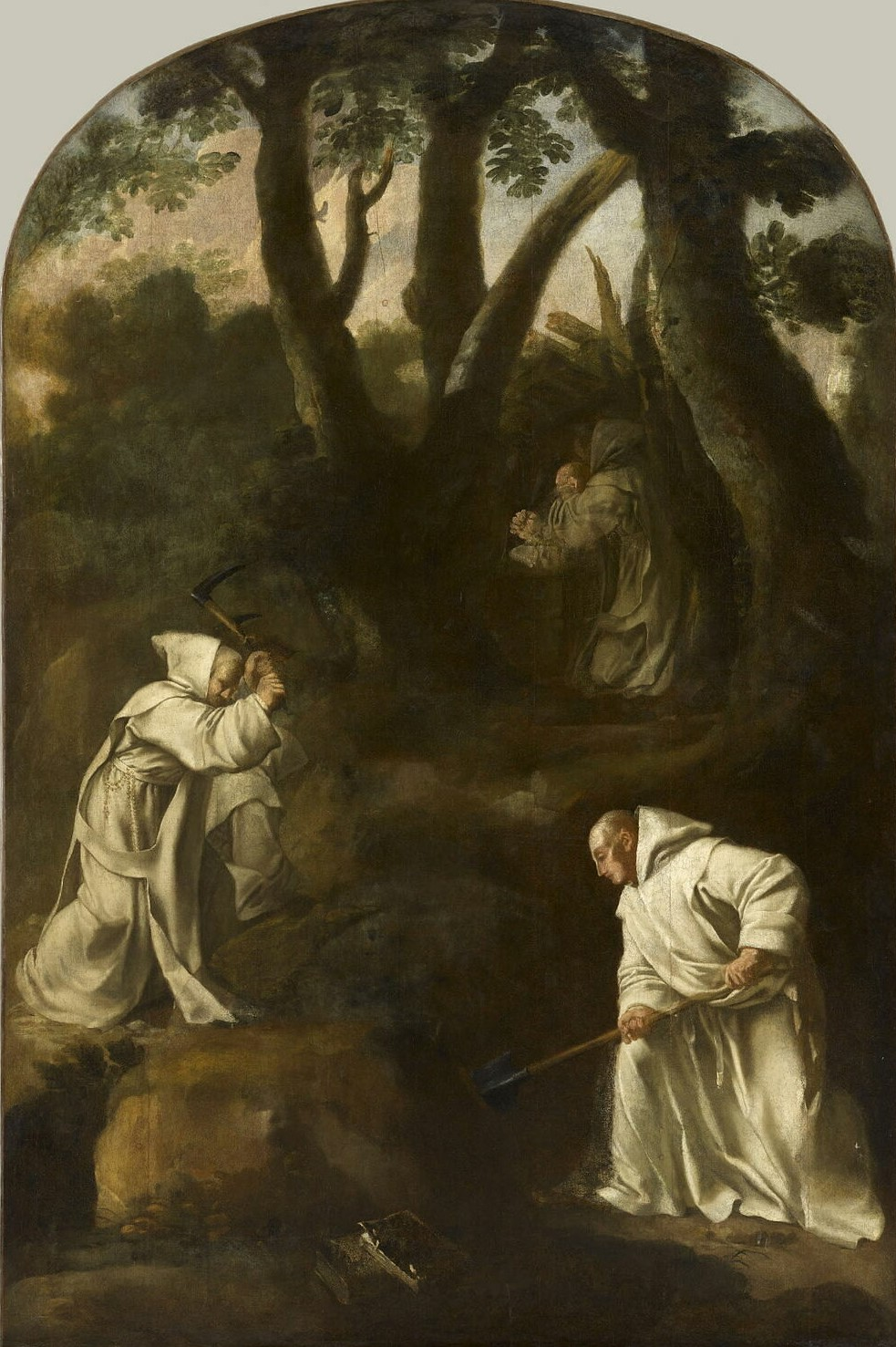
INV 8042; MR 2027 - no 52

Ce tableau ne doit pas être confondu avec l'épisode 4, qui représente Bruno en prières après le miracle de Raymond Diocrès.
Refusant d'être archevêque en Calabre, Bruno va tout de même s'établir dans cette région, où il fonde en 1093 l'ermitage de Santa Maria in Eremo, où il restera jusqu'à sa mort. Certains commentateurs considèrent que les Chartreux creusent leur propre tombe, d'autres qu'ils sont simplement occupés à défricher un terrain,.
Le tableau a subi de nombreux repeints et semble avoir été réalisé par l'atelier de Le Sueur, avec une composition plus lourde que le dessin préparatoire.

#### Épisode 19: Rencontre de saint Bruno et du comte Roger de Sicile

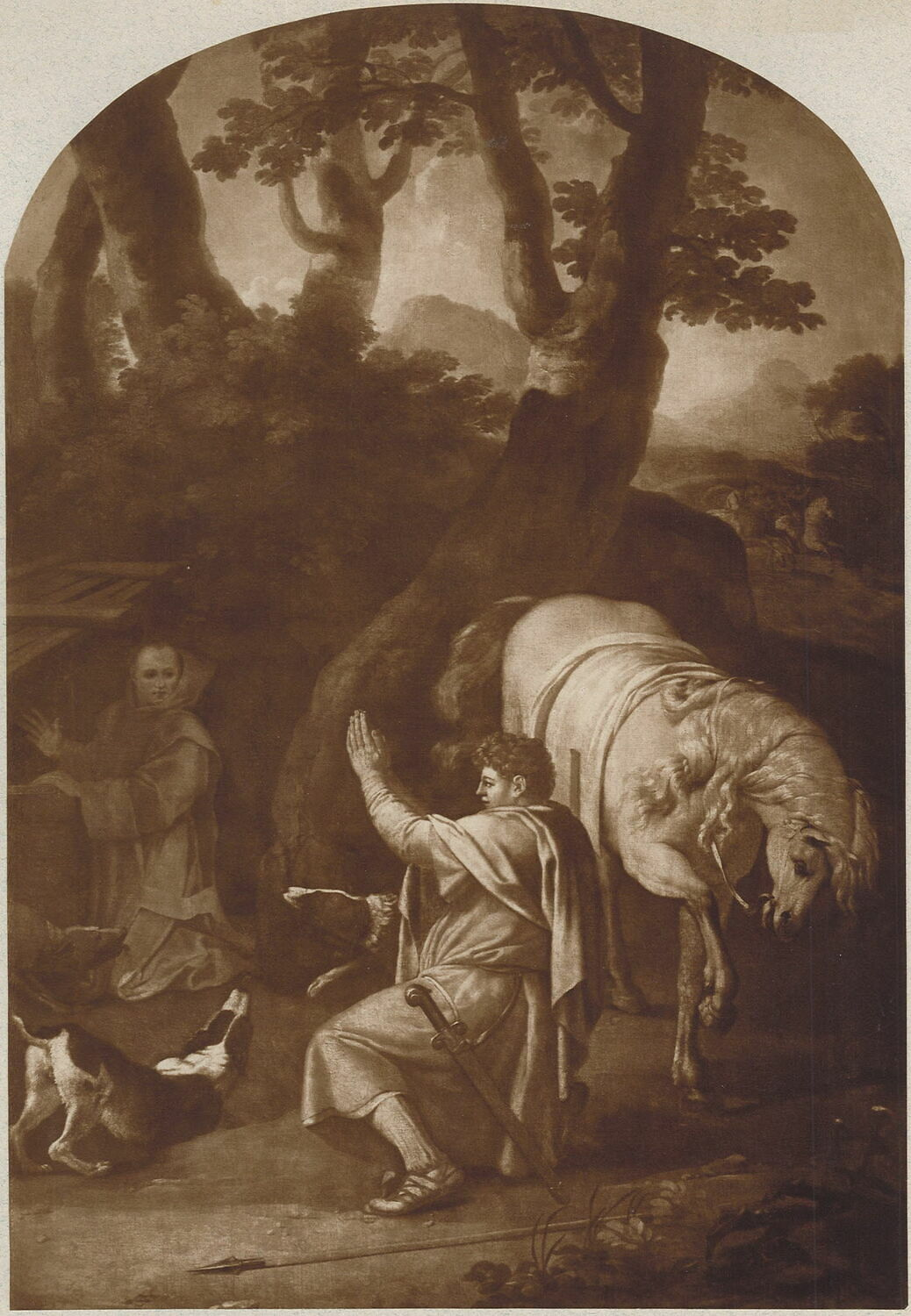
INV 8043; MR 2028 - no 53

Le monastère créé par Bruno en Calabre se trouve sur des terres du compte Roger Guiscard. Ce tableau n'existe plus. Il est connu notamment par des esquisses.
Selon la tradition, Bruno, las de la vie agitée menée auprès du pape, s'était retiré avec quelques disciples dans un endroit retiré en Calabre. Un jour, tandis que le comte Roger de Sicile est en train de chasser, ses chiens tombent en arrêt devant le saint en pleine prière. Le comte, admiratif, lui donne la terre où il se trouve et lui construit un monastère.
Le tableau montre le comte Roger fléchir le genou à peine descendu de cheval, en admiration devant Bruno. On aperçoit sa suite dans le lointain à droite.

Dessins préparatoires
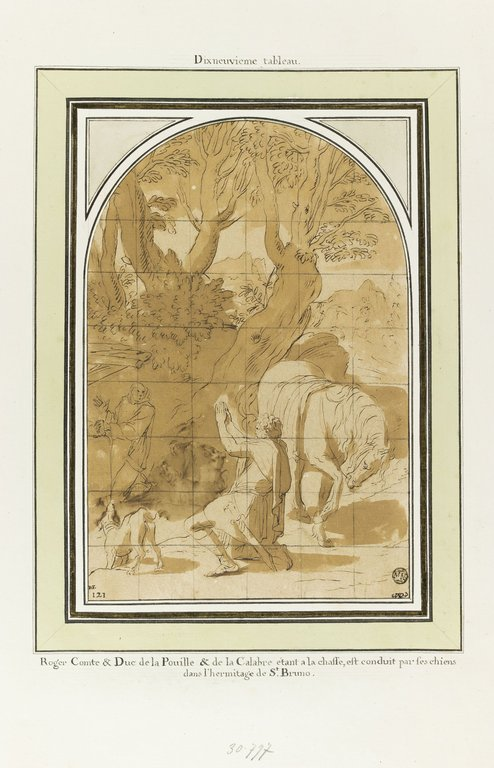
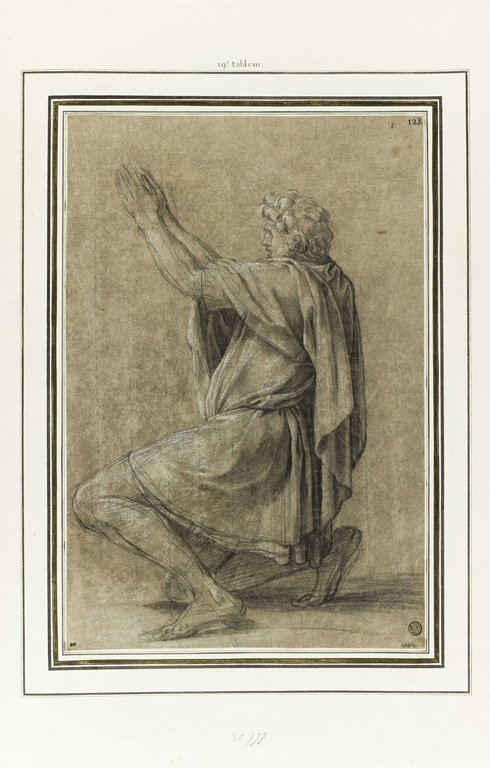

#### Épisode 20: Saint Bruno révèle en songe au comte Roger une conspiration contre lui

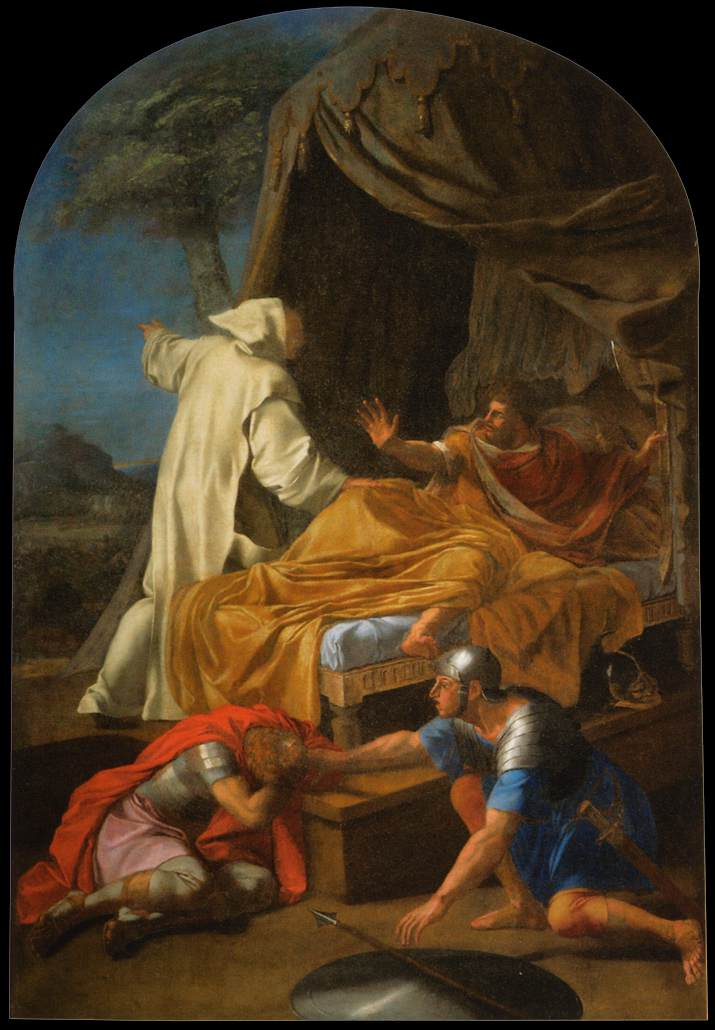
INV 8044; MR 2029 - no 54

Tandis que Roger Guiscard assiège la ville de Capoue, l'officier chargé de garder le camp a résolu de le trahir et de le livrer au prince de Capoue. Pendant la nuit, le comte Roger voit en songe un vieillard, en qui il reconnaît Bruno, l'avertir du complot. Roger se réveille, met son armée en alerte et fait fuir l'armée adverse.
Si l'épisode du comte Roger, illustré par le tableau précédent et celui-ci, n’est pas indispensable pour la glorification de saint Bruno, il peut avoir pour fonction politique de montrer que le soutien aux moines est finalement utile pour l’État.
Les dessins préparatoires montrent que Le Sueur a hésité entre une composition dramatique, fortement contrastée à la manière de Poussin, et une composition équilibrée, soigneusement mise en perspective, qui est celle du tableau final. La participation de l'atelier est toutefois probable.

Dessins préparatoires
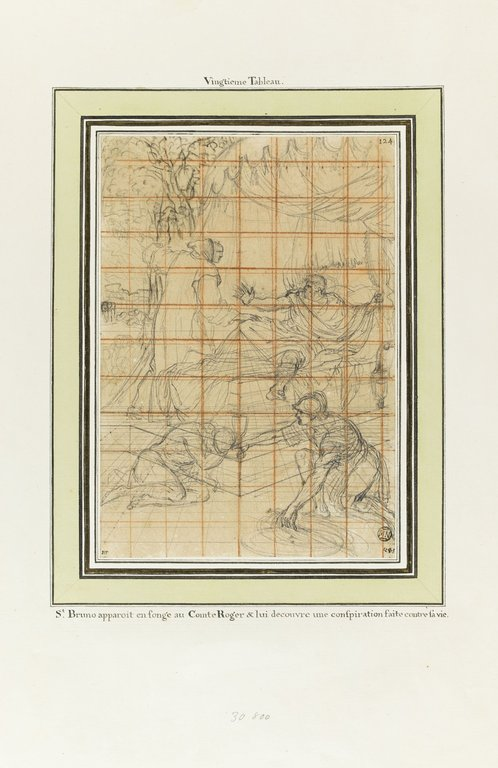
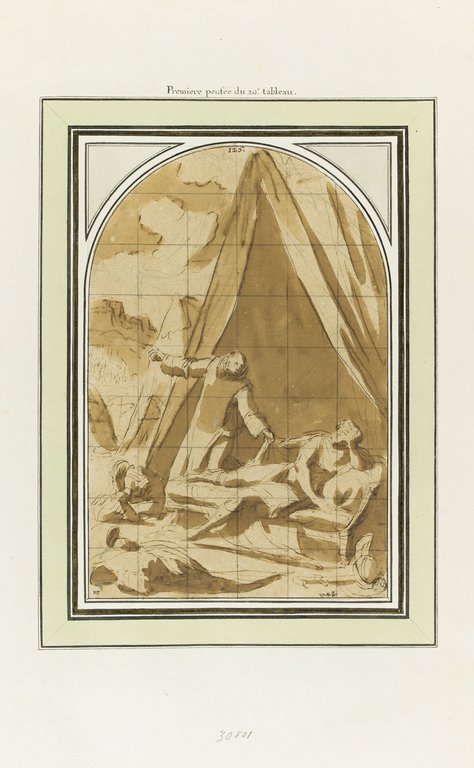

### Mort de saint Bruno et apothéose
La série s'achève sur la mort du saint et l’envol de son âme au ciel.

#### Épisode 21: Mort de saint Bruno le 6 octobre 1101

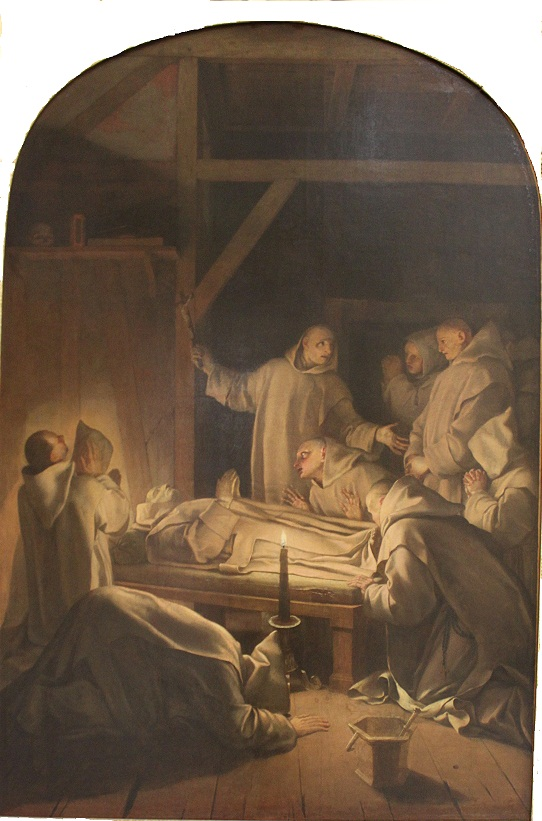
INV 8045; MR 2030 - no 55

Bruno meurt le 6 octobre 1101. C'est sans doute du tableau le plus célèbre de la série et de l'œuvre entière de Le Sueur, celui devant lequel « la foule s’arrête avec admiration ». La composition reprend largement la version de Carducci, ainsi que certains éléments du cycle de Lanfranco.
La simplicité de la cabane de planches où meurt le saint suggère le renoncement absolu, par opposition aux architectures à l'antique des autres tableaux de la série. L’avant-dernier tableau de la série peut ainsi être mis en regard du deuxième : alors que le faux saint Raymond Diocrès mourait dans un lit apparemment confortable, surmonté d'un baldaquin vert et disposant d'une véritable bibliothèque personnelle, le vrai saint Bruno quitte la vie allongé sur une simple couchette, dans une pièce où on n’aperçoit qu’un seul livre, un crâne et un sablier qui suffisent à sa méditation.
Félibien loue la composition savante et la diversité des expressions des religieux face à leur père expirant, qui rappelle des tableaux de Poussin comme Les Israélites recueillant la manne dans le désert ou Le Jugement de Salomon. Conformément aux préceptes du classicisme, le tableau exprime les émotions avec délicatesse, en refusant les moyens trop colorés ou violents. Théophile Gautier attire d'ailleurs l'attention, dans un guide du musée du Louvre qu'il a rédigé, sur le caractère presque uniformément blanc du tableau : « La lueur d’un cierge unique fait glisser ses reflets blafards sur ces frocs blancs, semblables à des suaires, sur ces murs blanchis comme les parois du sépulcre, sur ce plancher nu, qui rappelle les ais d’une bière, et une tristesse pénétrante se dégage de cette toile presque monochrome ».

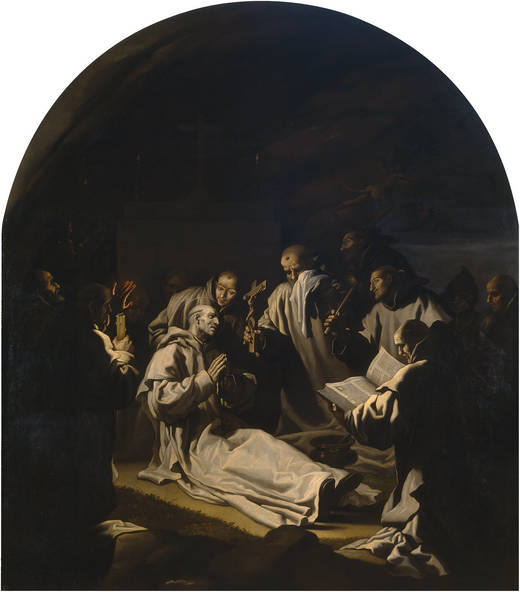
Mort de Saint Bruno par Vincenzo Carducci
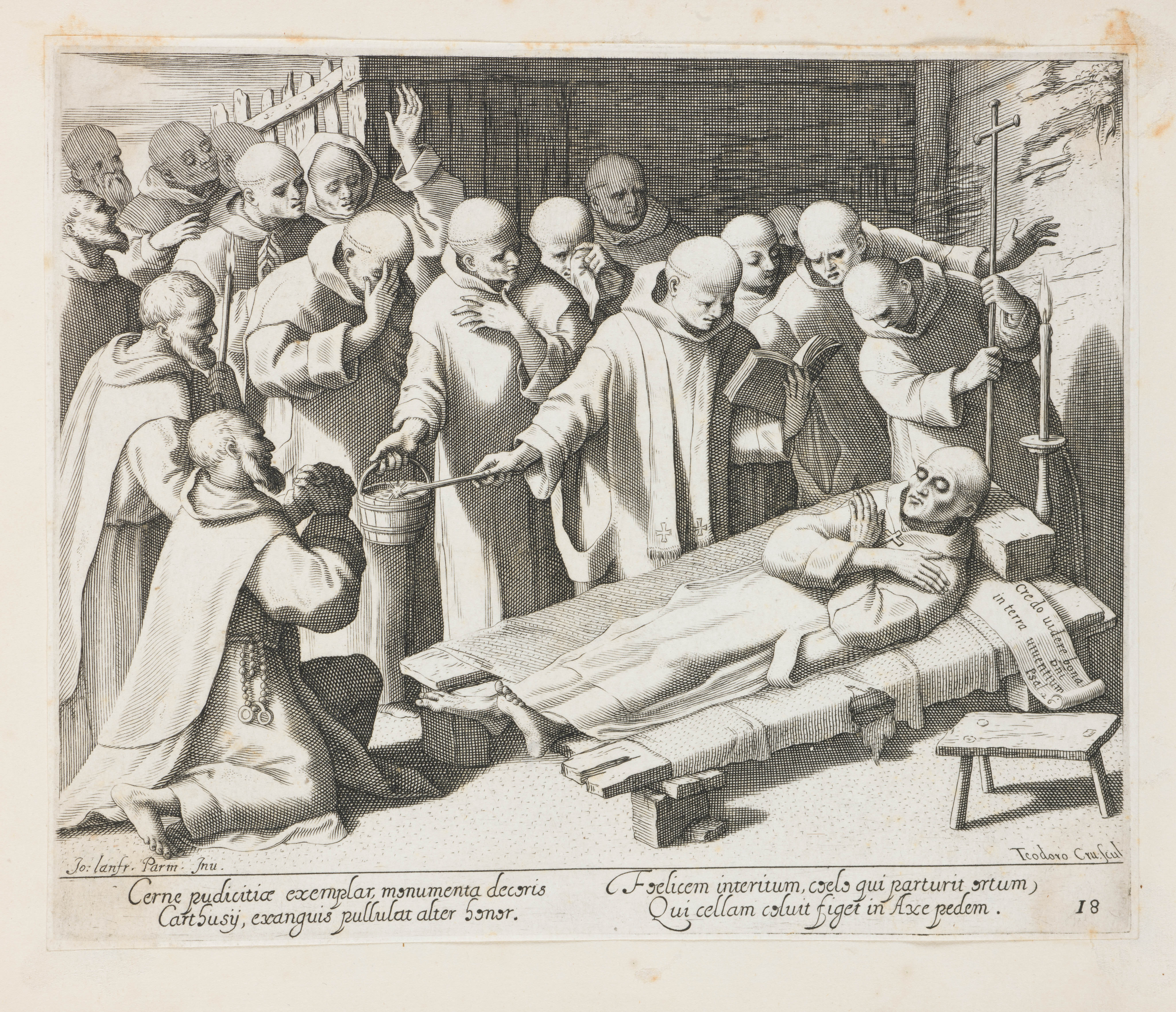
Planche no 18 de Dietrich Krüger, d'après Giovanni Lanfranco

#### Épisode 22: Saint Bruno est enlevé au ciel par les anges

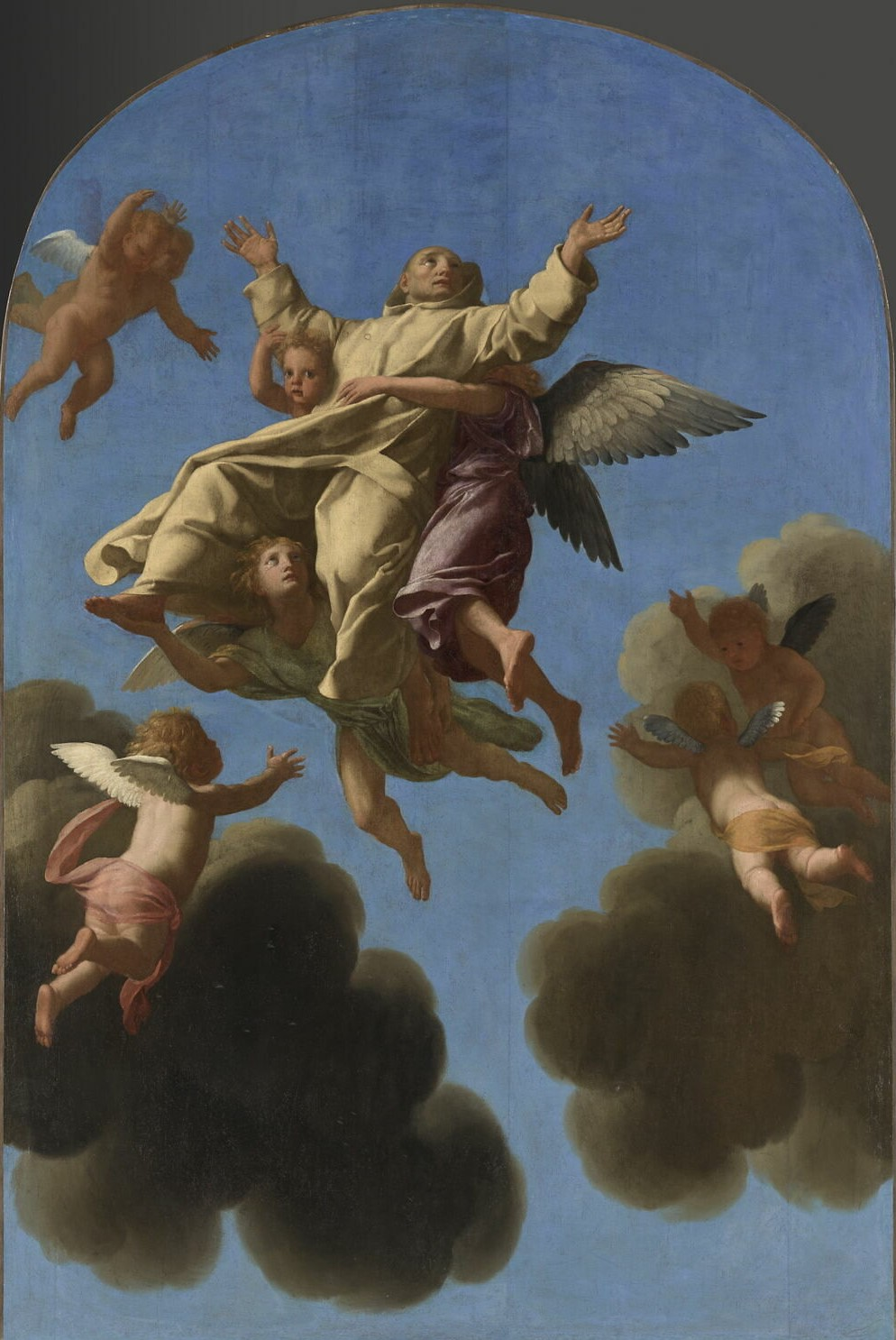
INV 8046; MR 2031 - no 56

Bruno est représenté enlevé au ciel par des anges.
Le tableau final, seule composition du cycle relevant de l'imagerie baroque, est très différent du dessin préparatoire, qui contenait une partie terrestre avec tombeaux et ossements. La composition reprend de près celle de Lanfranco, mais Le Sueur a pu également s'inspirer du Ravissement de saint Paul par le Dominiquin. L'inspiration inférieure à celle du Songe de saint Bruno, autre épisode surnaturel, pousse Alain Mérot à voir dans ce tableau l'intervention d'un collaborateur,.

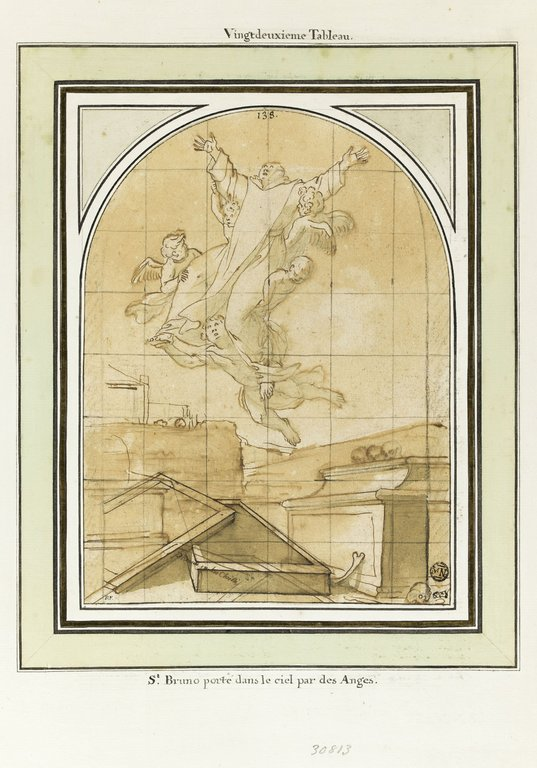
Dessin préparatoire
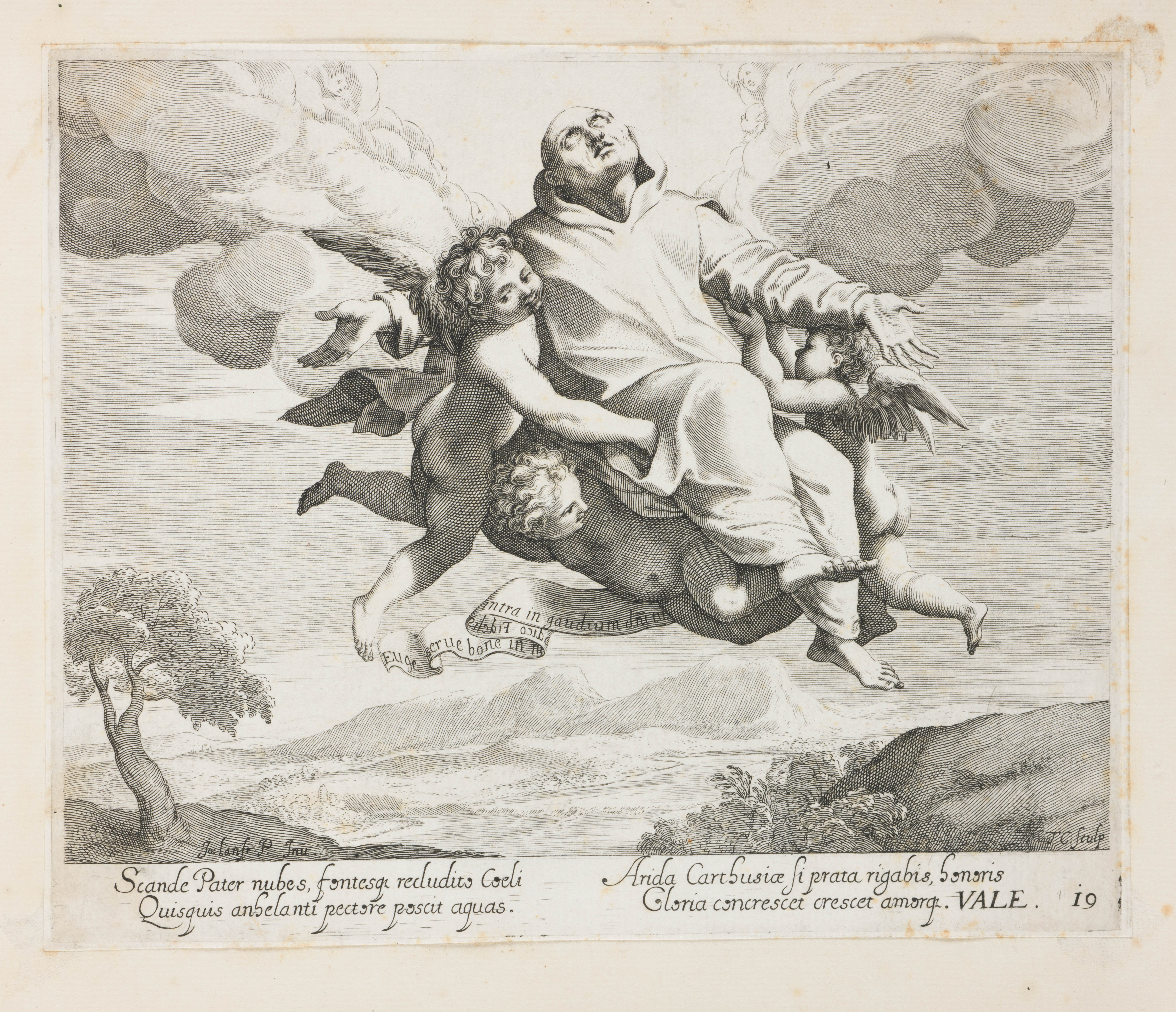
Planche no 19 de Dietrich Krüger, d'après Giovanni Lanfranco
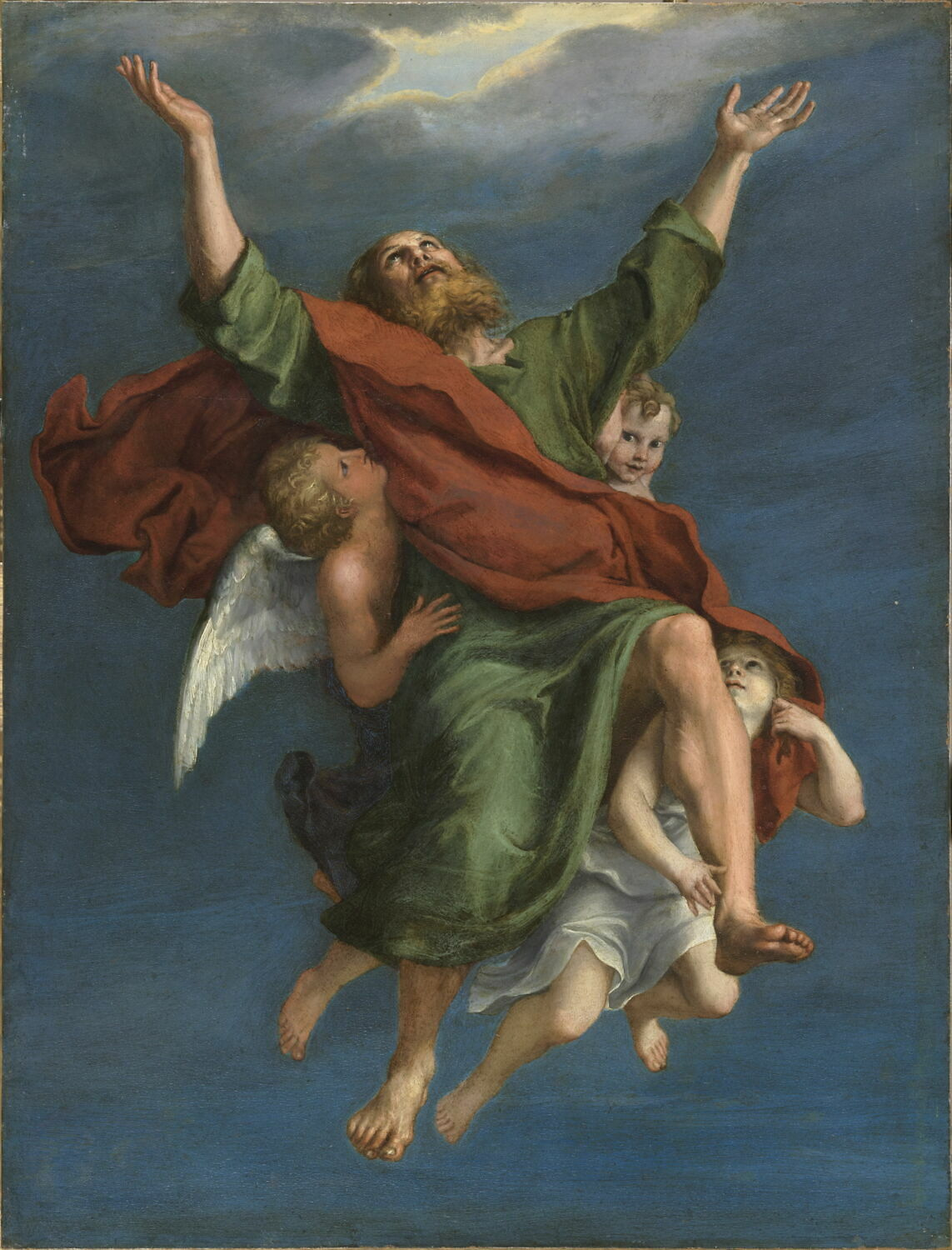
Le Ravissement de saint Paul, par le Dominiquin

## Les autres tableaux exposés dans le cloître de la chartreuse de Paris

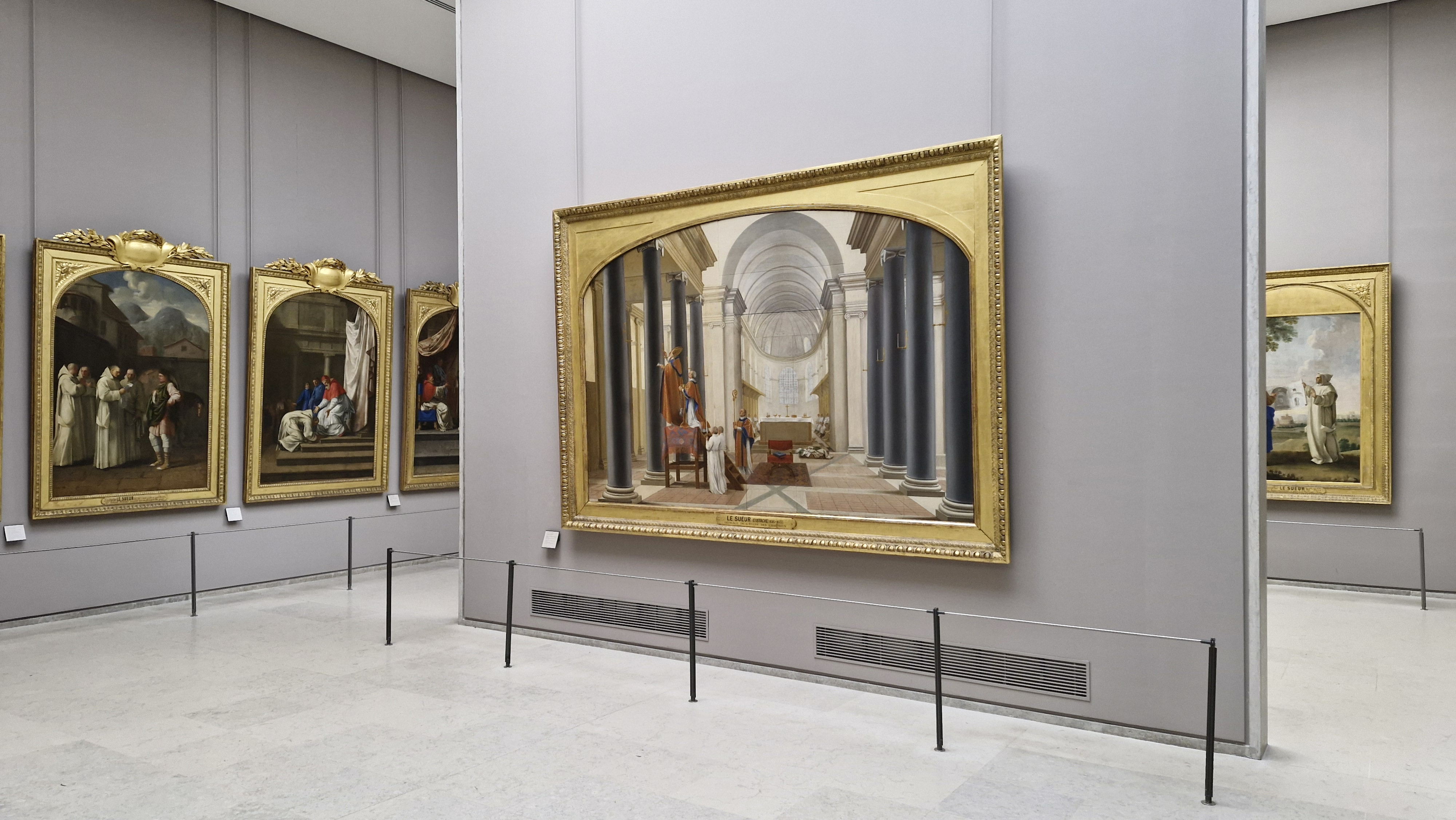
Présentation de la Dédicace d'une église de Chartreux dans la salle 910 du Louvre

Huit tableaux étaient placés dans les angles du petit cloître des Chartreux, représentant des perspectives d'architecture, une image de la Vierge Marie et quatre vues et plans de chartreuses célèbres. Ils étaient peints par Le Sueur ou d'après ses dessins. 
Sur les quatre représentations de chartreuses, deux sont perdues (chartreuses de Grenoble et de Pavie) et deux sont conservées au Louvre, qui expose également un tableau représentant la consécration d'une église, qui était accroché à la porte de la sacristie du cloître à la Révolution.

### Tableau A: Saint Bruno examine un dessin des thermes de Dioclétien, emplacement de la future chartreuse de Rome

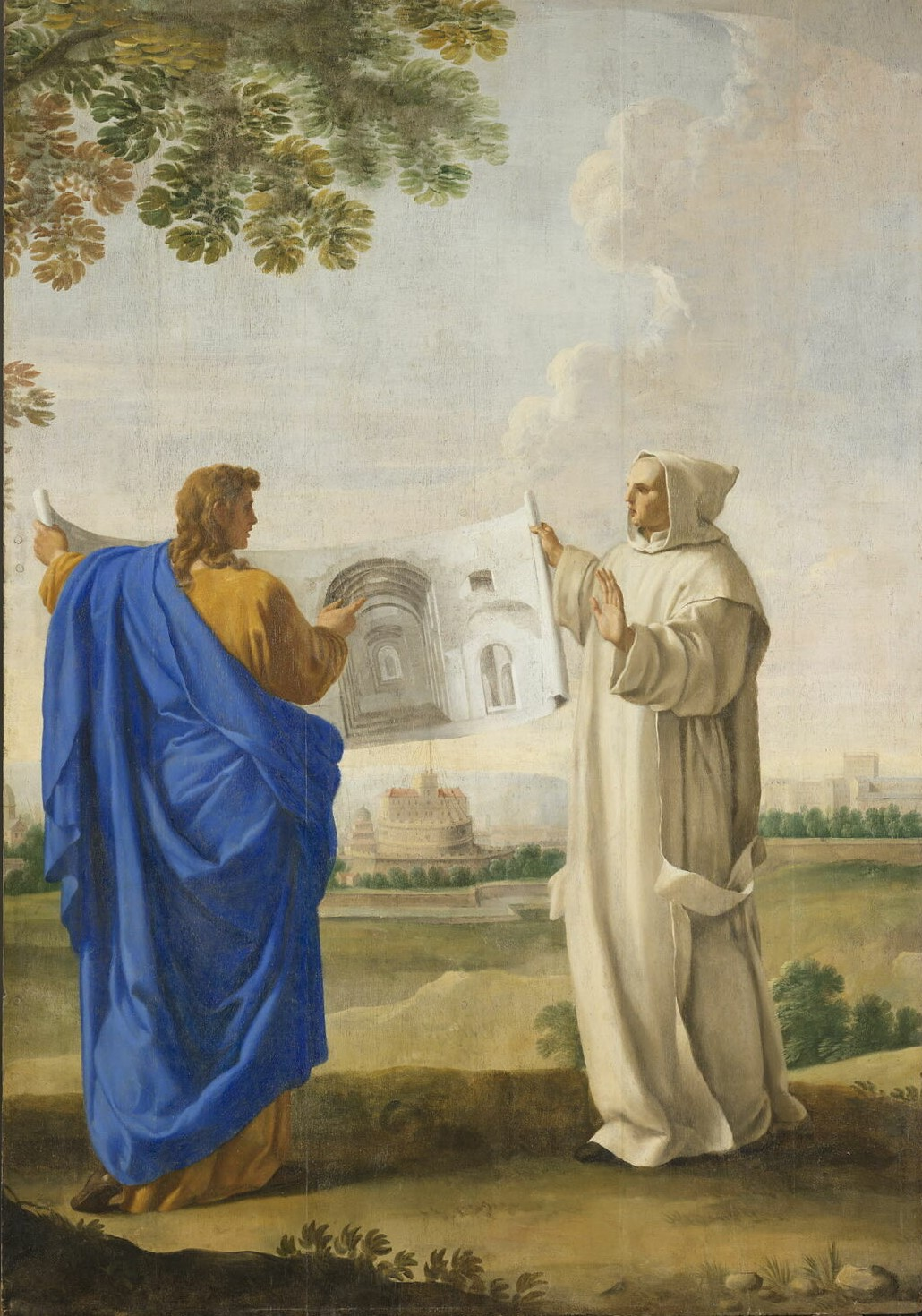
- INV 8047; MR 2032 - no 59

Si Bruno semble s'être installé dans les thermes de Dioclétien lorsqu'il a été appelé à Rome par le pape Urbain II, en 1090, la Chartreuse de Rome n’a été fondée qu'en 1370 et transférée dans les thermes de Dioclétien en 1561,,.
Selon Alain Mérot, les figures ont probablement été réalisées par le Sueur, ou du moins d'après ses dessins, mais la vue du fond, qui montre le château Saint-Ange, est d'un autre peintre.

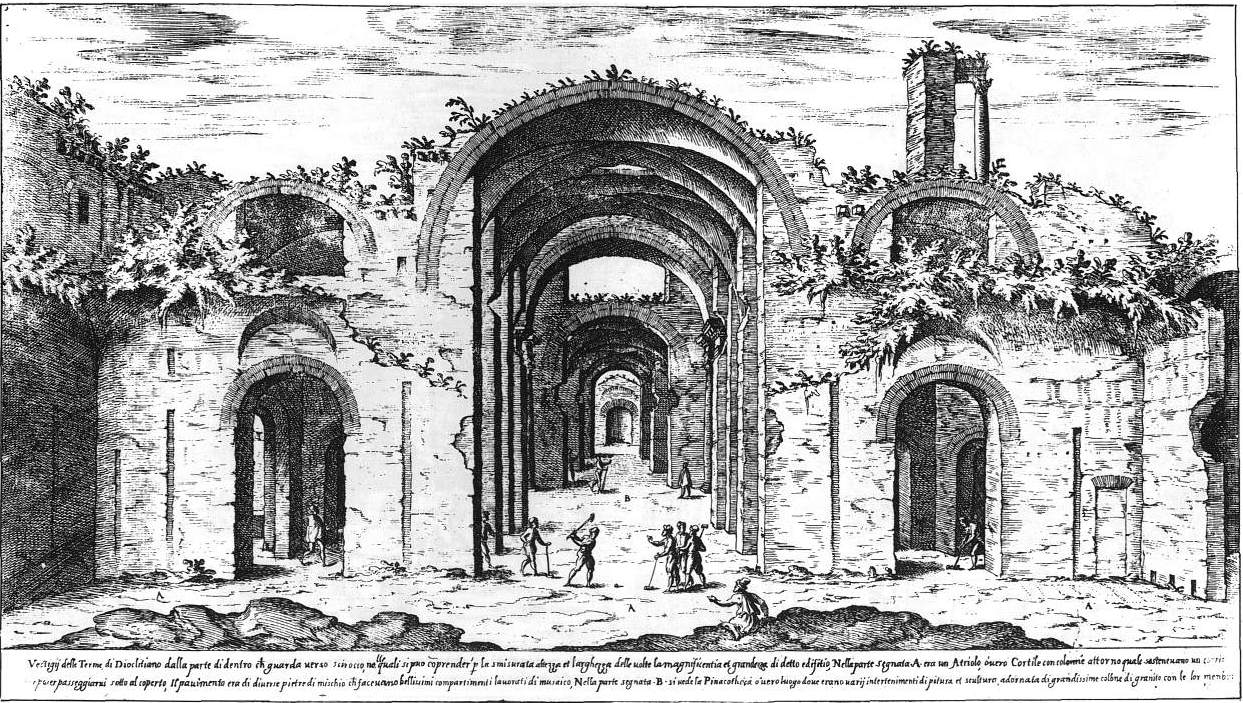
Les thermes de Dioclétien, tels qu'on pouvait les voir au XVIe siècle
Vue du château Saint-Ange en 1666 par Lievin Cruyl (en) (détail)

### Tableau B: Vue de Paris avec le plan de la Chartreuse de Paris porté par deux angelots

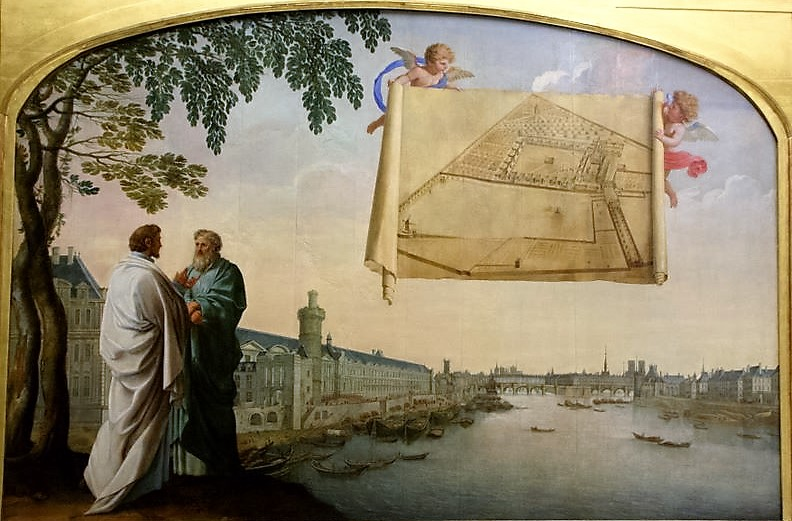
- INV 8048; MR 2033 - no 60

La vue est prise depuis un pont sur la Seine et montre le Louvre sur la gauche, puis le pont Neuf, le pont au Change et à droite la tour de Nesle. Certaines gravures d'Israël Silvestre, réalisées vers 1650, représentent le même paysage avec un point de vue proche.
Les figures seraient de Le Sueur, mais le paysage de Nicolas II Le Brun, frère aîné de Charles Le Brun.

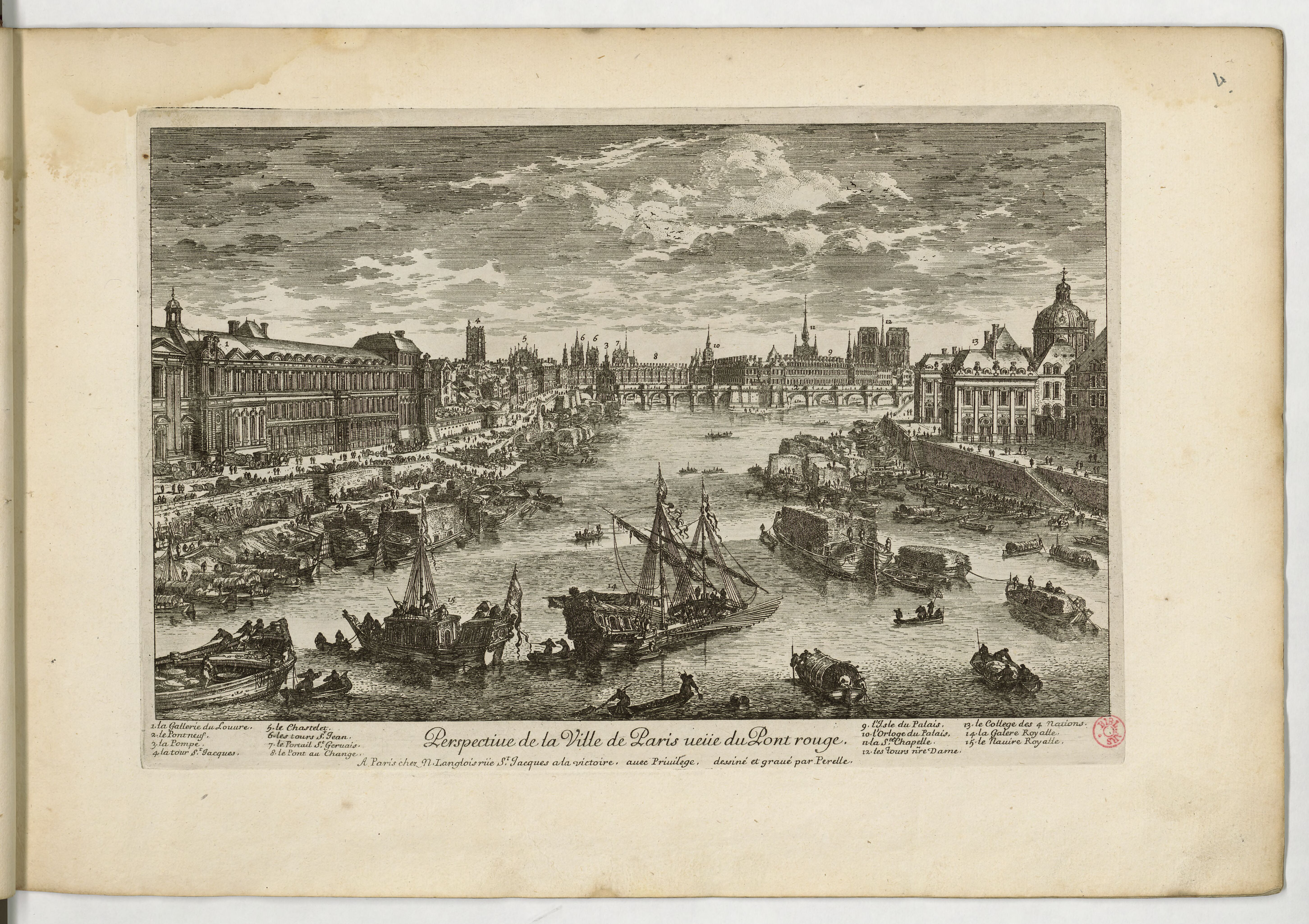
Perspective de la Ville de Paris vue depuis le pont Rouge, gravure d'Israël Silvestre

### Tableau C: Dédicace d'une église de Chartreux

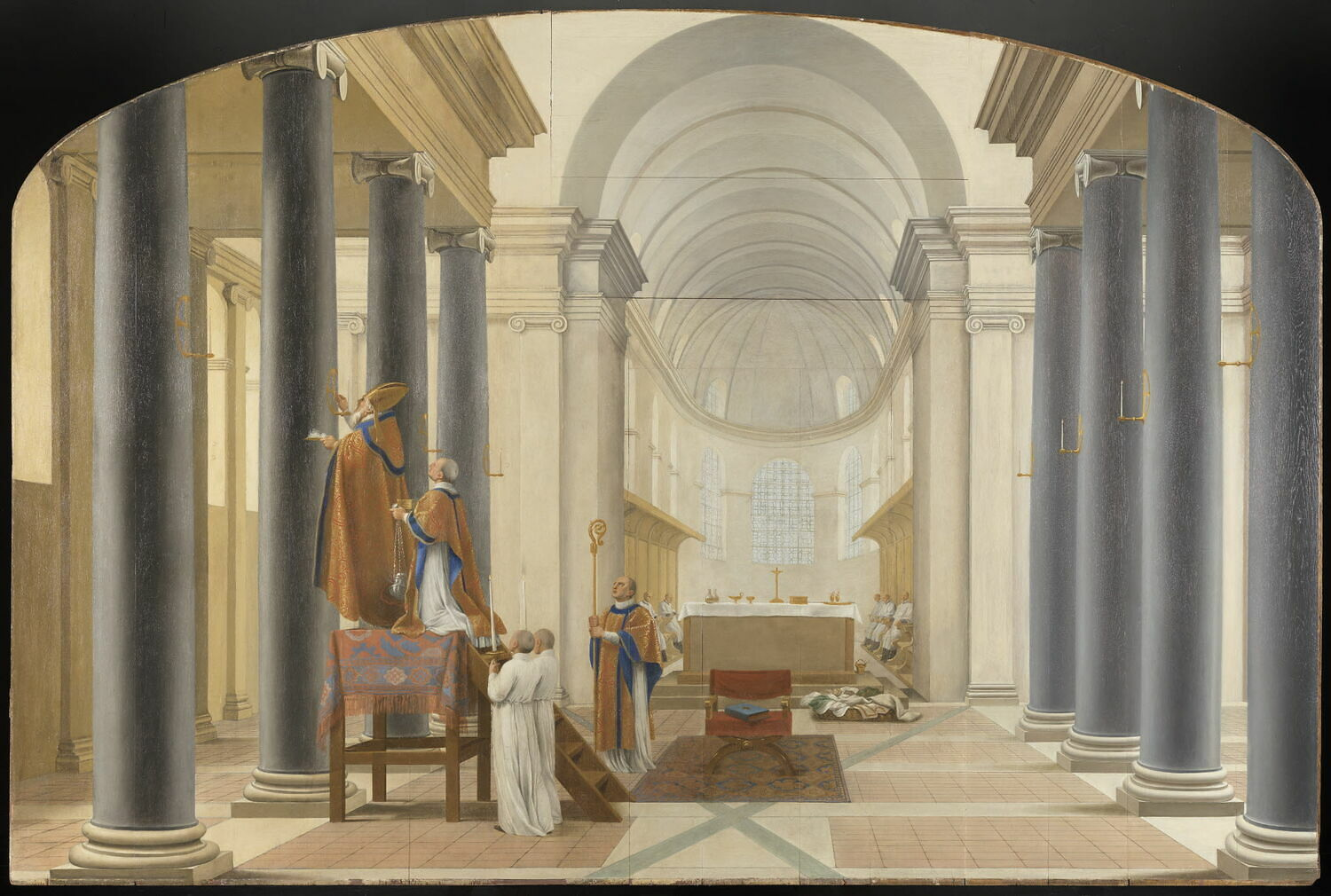
- INV 8049; MR 2034 - no 61

La composition, qui pourrait être entièrement de la main de Le Sueur, témoigne d'un souci pour l'architecture et pour l'exactitude de la perspective. Alain Mérot considère que ce tableau est d'une qualité exceptionnelle, de même que l’inventaire des tableaux de la Chartreuse de Paris de 1790, qui y voyait l'un des meilleurs tableaux de Le Sueur, tant par la supériorité de l’architecture que par l’expression des figures. Sa valeur est d'ailleurs estimée à 10 000 francs dans l'Inventaire du musée Napoléon, contre 4 000 francs pour chacune des deux vues de chartreuses.